# Musée Condé
Vous lisez un « article de qualité » labellisé en 2011.
Pour les articles homonymes, voir Condé.
Le musée Condé est un musée français localisé dans le château de Chantilly, situé à Chantilly (Oise), dans la région des Hauts-de-France, à 40 km au nord de Paris.
Henri d'Orléans, duc d'Aumale, fils du roi Louis-Philippe Ier, lègue en 1897 le château, avec l'ensemble de ses collections, à l'Institut de France. Il comprend des salles aménagées en musée mais aussi les anciens grands appartements et petits appartements aménagés aux XVIIIe et XIXe siècles par les princes de Condé et par le duc d'Aumale lui-même.
Sa collection de peintures anciennes est une des plus importantes en France.
Elle compte principalement des œuvres italiennes et françaises : trois tableaux de Fra Angelico, trois tableaux de Raphaël, sept peintures de Nicolas Poussin, quatre d'Antoine Watteau, et cinq toiles d'Ingres. Son cabinet compte 2 500 dessins et sa bibliothèque, 1 500 manuscrits dont 200 sont enluminés ; le plus célèbre d'entre eux étant Les Très Riches Heures du duc de Berry. S'y ajoutent des collections d'estampes, de portraits miniatures, de sculptures, d'antiquités, de photographies anciennes et d'arts décoratifs, meubles et porcelaine notamment.
L'ensemble de ces collections n'est visible qu'à Chantilly car le legs du duc d'Aumale interdit tout prêt des collections et aucune modification des salles d'exposition n'est par ailleurs possible. La muséographie n'a en conséquence pratiquement pas changé depuis l'ouverture en 1898. Environ 250 000 visiteurs fréquentent le musée Condé chaque année. Des expositions temporaires sont organisées chaque année et permettent de voir notamment une partie des œuvres conservées en réserve habituellement.

## Historique
Tout au long de sa vie, Henri d'Orléans, désigné le plus souvent sous son titre de duc d'Aumale, acquiert en Europe des œuvres d'art ayant appartenu à ses ancêtres ou bien ayant été dispersées lors de différentes guerres et autres révolutions. Il profite notamment de son exil en Angleterre (1848-1870) pour collectionner tableaux et ouvrages. De retour en France, il entreprend la reconstruction du château dans sa propriété de Chantilly, pour y accueillir les œuvres rassemblées. Le « grand château » est achevé en 1885.

### Constitution de la collection par le duc d'Aumale

#### Héritage des Condé
Les princes de Condé ont constitué progressivement toute une collection de tableaux de maîtres mais également de portraits de membres de leur famille. C'est à partir de 1643 et du Grand Condé que le château de Chantilly sert de lieu d'exposition de tableaux. Outre les portraits du Grand Condé, le château conserve des toiles représentant ses exploits lors des batailles, actuellement conservées dans la galerie des actions de Monsieur le Prince. Lors de la Révolution française, la dispersion des collections entraîne la disparition d'un certain nombre de tableaux. À la Restauration, Louis VI Henri de Bourbon-Condé tente de reconstituer ces collections et parvient à rassembler une centaine de toiles, essentiellement des portraits et des scènes de chasse des écoles françaises, flamandes et hollandaises. En tant que légataire universel du dernier Condé, Henri, duc d'Aumale, en hérite en totalité.

#### Débuts de collectionneur

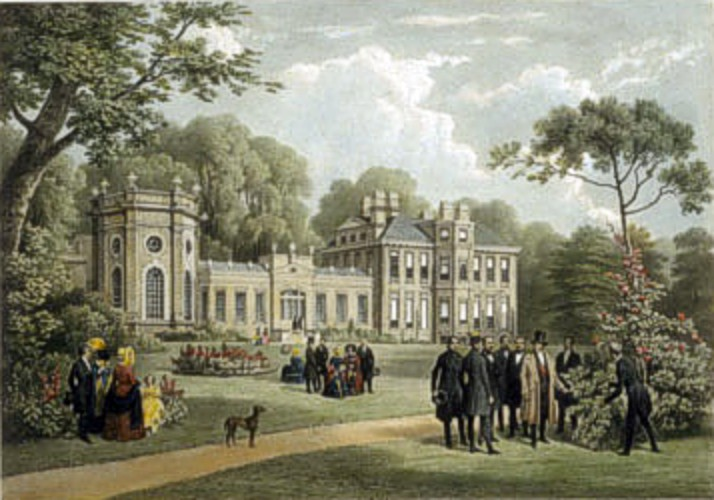
Orleans House, à Twickenham, résidence du duc d'Aumale lors de son exil en Angleterre.

Le duc d'Aumale achète ses premières œuvres d'art à partir de 1844 afin d'embellir les appartements qu'il vient d'aménager dans le petit château de Chantilly pour sa nouvelle épouse Marie-Caroline de Bourbon-Siciles. Il s'agit de plusieurs portraits du XVIIIe siècle dont des Largillierre et des Joseph Siffrein Duplessis. Mais c'est avec son départ en exil en 1848 qu'il commence véritablement à acquérir une démarche de collectionneur. En 1852, Louis-Napoléon Bonaparte le contraint, lui et toute la famille d'Orléans, à la vente de leurs biens sous séquestre. Il se retrouve donc avec des moyens financiers très importants à disposition immédiate. Dès 1850, il fait l'acquisition — à la vente de la collection de son père, après le décès de celui-ci — du Cheval sortant de l'écurie de Géricault. En 1852, installé dans sa résidence londonienne à Twickenham, il se consacre presque entièrement à la constitution de sa collection, aidé par des conseillers. Deux directions orientent ses choix : les œuvres rappelant ses célèbres ancêtres ou leur ayant appartenu et le souvenir de l'histoire prestigieuse de la France, qui l'a contraint à l'exil.

#### Grandes acquisitions de collections et achats ponctuels
En 1854, le duc d'Aumale devient propriétaire de la collection de son beau-père Léopold de Bourbon-Siciles, ce qui représente plus de la moitié des peintures italiennes des collections actuellement exposées. Dans le même temps, il fait l'acquisition du Massacre des innocents de Nicolas Poussin. Tout en se spécialisant dans la bibliophilie, le duc d'Aumale achète des manuscrits enluminés du Moyen Âge, le plus célèbre étant Les Très Riches Heures du duc de Berry acheté en Italie en 1856. En 1861, c'est la collection de dessins mis en vente par Frédéric Reiset, conservateur au musée du Louvre, comportant les dessins les plus prestigieux de la collection actuelle : Dürer, Raphaël, Poussin, Le Lorrain. En 1869, c'est la collection du marquis Maison qu'il achète contenant des peintres du XVIIIe et des orientalistes du XIXe siècle. Lors de la vente Delessert en 1869, il réussit l'acquisition de La Madone d'Orléans, de Raphaël, qui avait, comme son surnom l'indique, appartenu à sa famille,.
À son retour en France en 1871, devenu académicien, le duc d'Aumale poursuit ses acquisitions. En 1876, il achète au duc de Sutherland, sa collection de portraits français, constituée par Alexandre Lenoir et jusqu'alors conservée à Stafford House à Londres : Clouet, Corneille de Lyon, Mignard et Philippe de Champaigne. Trois ans plus tard, c'est la collection de peinture de Frédéric Reiset, qui comprend des primitifs italiens, un Poussin ainsi que ses Baron Gérard et ses Ingres. En 1881, c'est au tour de la collection de 311 portraits alors attribués à Clouet de Lord Carlisle provenant de la collection de Catherine de Médicis. Par la suite, les acquisitions deviennent plus ponctuelles : Les Trois Grâces en 1885, Le Concert champêtre de Corot en 1890, les quarante enluminures extraites du Livre d'heures d'Étienne Chevalier de Jean Fouquet en 1891, Esther choisie par Assuérus de Filippino Lippi en 1892.

### Aménagement d'un écrin pour les collections

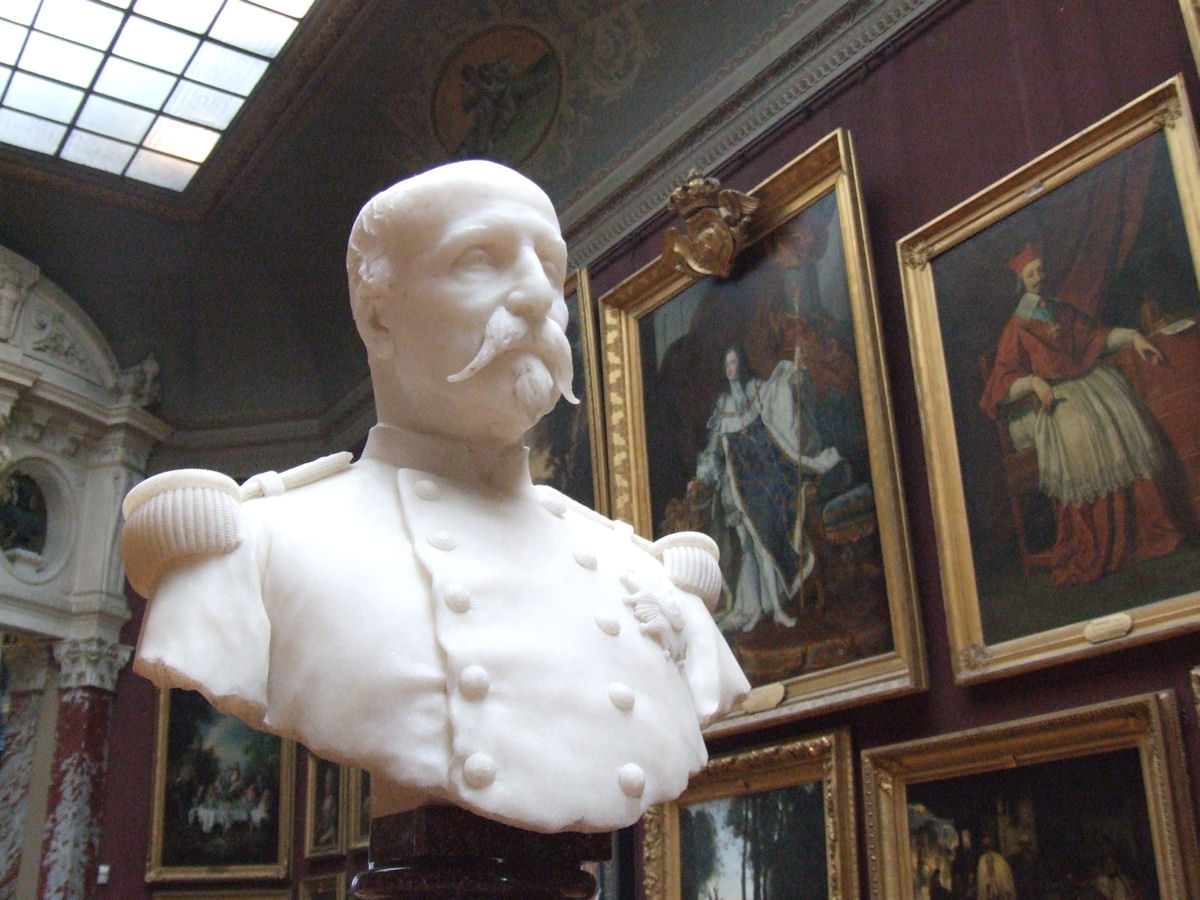
Buste en marbre du duc d'Aumale, par Paul Dubois, au centre de la grande galerie.

En 1875, le duc d'Aumale s'accorde avec l'architecte Honoré Daumet (1826-1911) sur un projet de reconstruction du grand château à l'emplacement de la plate-forme laissée vide depuis sa destruction aux lendemains de la Révolution. Dès cette date, il prévoit, en plus de ses propres appartements et salles de réception, des galeries pour accueillir et présenter ses collections accumulées, et notamment une galerie vitrée pour présenter les vitraux du mythe de Psyché, provenant du château d'Écouen. Le gros œuvre est achevé en 1882 et les aménagements intérieurs en 1885. L'architecte privilégie de petits espaces mais agrémentés d'un éclairage zénithal, comme dans le Santuario ou dans la Tribune. Il est fait appel à plusieurs artistes renommés de l'époque pour les décorations intérieures : le peintre Paul Baudry, les sculpteurs Henri Chapu, Laurent Marqueste, Georges Gardet, l'orfèvre Émile Froment-Meurice. Lors de son second exil, entre 1886 et 1889, il fait réaménager le Logis en salles de musée et le théâtre en bibliothèque de travail. Le duc fait régulièrement visiter son château et découvrir ses collections à ses invités à l'occasion de réceptions. L'ensemble des travaux de reconstruction, entre 1872 et 1897, est estimé à la valeur de 5 365 758,17 francs-or.
Dès le mois de mars 1878, le duc d'Aumale décide d'ouvrir son château au public pendant la belle saison, du 1er juin au 1er octobre, les jeudis et dimanches.

### Don à l'Institut de France
Dans son testament du 3 juin 1884, le duc d'Aumale, sans héritier direct, lègue ses collections, avec le reste du domaine de Chantilly, à l'Institut de France. Il est lui-même déjà membre de deux académies dépendant de cette institution : l'Académie française depuis 1871 et l'Académie des beaux-arts depuis 1880. Ce don est pour lui un moyen d'éviter la dispersion des collections. Ce legs aurait été suggéré par Justin de Selves, alors préfet de l'Oise et futur ministre des Affaires étrangères. Avec la loi d'exil du 22 juin 1886, le duc est de nouveau contraint à quitter sa résidence et décide, dès lors, de faire du legs une donation irrévocable de son vivant sous réserve d'usufruit. L'acte est officialisé le 25 octobre 1886. Les conditions du don sont très strictes : la présentation des œuvres ne peut être changée, elles ne peuvent être ni vendues ni même prêtées. L'acte de donation est définitivement accepté par décret présidentiel du 20 décembre 1886. Il précise que la direction est confiée à un collège des conservateurs, composé de trois membres de l'Institut : un membre de l'Académie française, un membre de l'académie des beaux-arts et un autre membre issu d'une autre académie, mais en réalité soit de l'académie des inscriptions et belles-lettres, soit de l'académie des sciences morales et politiques. Un conservateur-adjoint est nommé pour la gestion quotidienne des collections, en la personne de Gustave Macon (1865-1930), jusque-là secrétaire particulier du duc. Les trois conservateurs et le conservateur-adjoint se voient attribuer un logement de fonction dans le château d'Enghien, à l'entrée du parc, même si seul le conservateur-adjoint a pour obligation d'y résider. La donation devient effective à la mort du duc, le 7 mai 1897.

### Évolutions du musée depuis la donation

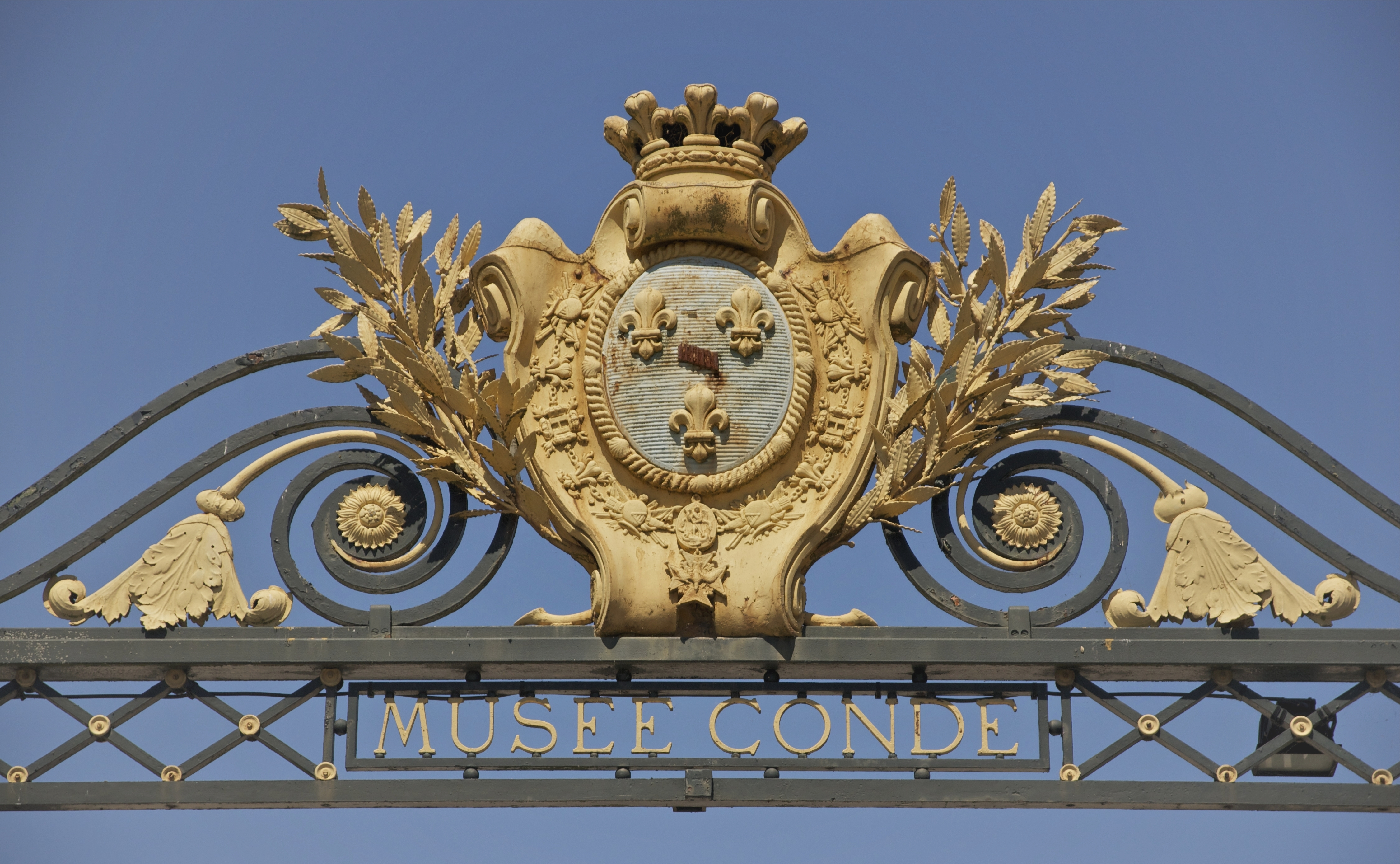
La grille d'entrée du château comporte l'enseigne du musée surmontée des armoiries de la maison de Bourbon-Condé

#### Le musée de Gustave Macon
Le musée Condé ouvre pour la première fois sous l'égide de l'Institut de France le 17 avril 1898, l'année après la mort du duc et reste ouvert alors de la mi-avril à la mi-octobre toujours les jeudis et dimanches après-midi. Dès la première année, 100 000 personnes visitent le château, venant notamment en train depuis Paris. Pendant toute cette période, le conservateur-adjoint Gustave Macon s'attache à conserver la mémoire et le fonctionnement du château tel qu'à l'époque du duc d'Aumale. Cependant, quelques épisodes viennent troubler cette continuité.
Lors de la Première Guerre mondiale, l'évacuation des principales collections du musée est organisée dès le 10 août 1914. Dix-neuf jours plus tard, les Fouquet, les Raphaël, une vingtaine de peintures, les plus beaux manuscrits, les 300 dessins de Clouet et le cabinet des gemmes prennent la direction du musée de Toulouse dans dix-neuf caisses, en compagnie des collections du musée du Louvre. Le reste est stocké dans les caves. Les troupes allemandes occupent les salles du château les 3 et 4 septembre, à l'occasion des combats autour de Senlis. En 1918, avec la nouvelle avancée allemande lors de la seconde bataille de la Marne, la décision est prise d'évacuer le reste des collections ainsi que les archives vers le musée de Dijon, en train ou en camion. L'ensemble des collections revient après le 11 novembre 1918.
En 1926, le musée Condé subit le seul vol de son histoire avec l'enlèvement du diamant rose, le « Grand Condé ». Deux commerçants alsaciens Léon Kaufer et Émile Souter pénètrent par effraction dans le cabinet des gemmes dans la nuit du 11 au 12 octobre 1926 et s'emparent du diamant rose de 9,01 carats — l'objet le plus précieux des collections — ainsi que d'un poignard et une boucle de ceinture ayant appartenu à Abd el-Kader sertis de pierres précieuses et d'autres bijoux, soit soixante-huit pièces au total. À la fin de cette même année, les malfaiteurs sont arrêtés grâce à la suspicion d'un patron d'hôtel envers un de ses clients. Le diamant et quelques autres bijoux sont retrouvés, mais ceux en or et en argent ont été fondus ou jetés à la Seine. Le diamant rose réintègre définitivement les collections du musée le 29 juin 1927,.

#### Le musée et ses conservateurs successifs

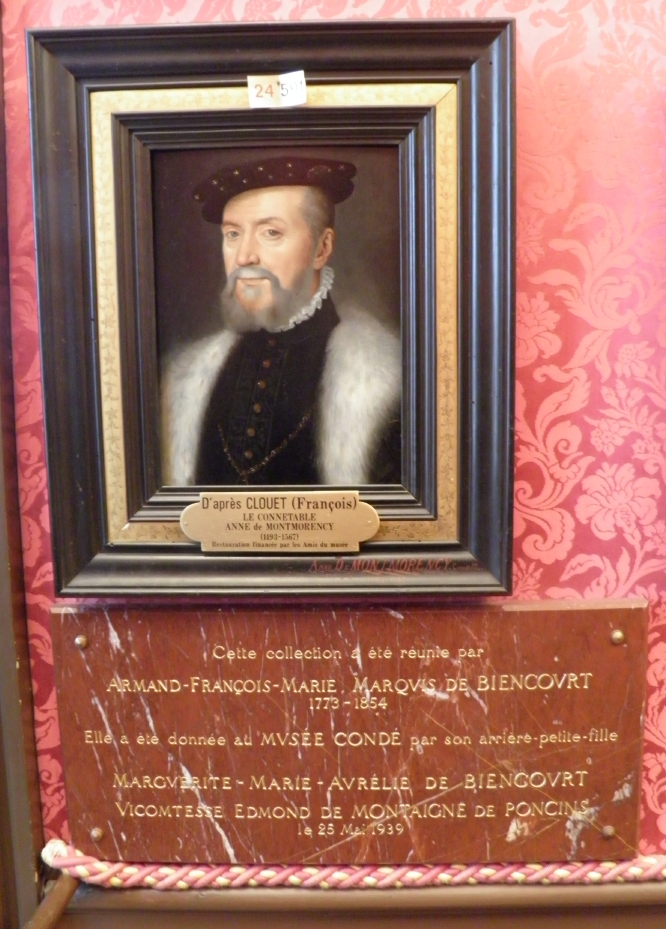
Plaque rappelant le don de la vicomtesse de Montaigne de Poncins en 1939 dans la salle des Clouet, surmontée d'un portrait d'Anne de Montmorency d'après François Clouet

Avec la nomination en la personne d'Henri Malo d'un nouveau conservateur-adjoint en 1931, à la suite du décès de Gustave Macon, le musée Condé organise des expositions temporaires afin de présenter les dessins et ouvrages conservés dans les réserves. Seize expositions se succèdent ainsi entre 1930 et 1940. Une collection importante fait l'objet d'une donation effectuée en 1939 et officialisée en 1946. Il s'agit d'un ensemble de cinquante-deux portraits de personnages illustres datant du milieu du XVe siècle au début du XVIIe siècle et conservés par le marquis Armand de Biencourt (1802-1862) dans son château d'Azay-le-Rideau jusqu'en 1905. Celui-ci aurait refusé de céder sa collection au duc d'Aumale. Le don est finalement réalisé en faveur du musée Condé par sa fille, la vicomtesse de Montaigne de Poncins. Ils viennent compléter la collection du musée dans la salle des Clouet située dans le Logis.
Pendant la Seconde Guerre mondiale, les collections sont de nouveau évacuées. Les préparatifs commencent le 26 août 1939. Après avoir envisagé dans un premier temps de tout entreposer dans les anciennes carrières situées sous l'hippodrome de Chantilly, elles sont déplacées dans les sous-sols du château. La majeure partie des collections est finalement évacuée en catastrophe, du 26 au 28 mai 1940, en pleine débâcle. Le voyage s'effectue à l'aide d'une vingtaine de camions, en même temps que les musées nationaux parisiens, et ce, grâce à l'intervention du maréchal Pétain, académicien et à ce titre membre du collège des conservateurs du musée Condé. Elles arrivent finalement au château de Lancosme, à Vendœuvres, dans l'Indre, où elles passent la totalité de la guerre. En décembre 1945, les collections restées au château sont sorties de leur réserve et le reste des collections retourne à Chantilly en mars 1946, le musée rouvrant officiellement le 8 juin de la même année.
Une autre donation importante est effectuée en 1957 par Léon Lefébure et sa femme sous la forme d'une centaine de pièces de porcelaine de Chantilly, dont une grande partie dans le style Imari. Elles sont installées dans les vitrines du salon Orléans du Logis en 1958.
Pendant toute la période et jusqu'à nos jours, la direction du musée est toujours assurée par un conservateur, d'une façon générale issu d'autres musées ou de bibliothèques patrimoniales, le tout suivi par le collège des conservateurs, issus des académies de l'Institut de France. Ce collège est, selon la tradition, présidé par un académicien issu de l'Académie française.
| Période   | Nom du conservateur  |
| --------- | -------------------- |
| 1897-1930 | Gustave Macon        |
| 1931-1948 | Henri Malo           |
| 1949-1953 | Albert Henraux       |
| 1954-1971 | Raoul de Broglie     |
| 1971-1983 | Raymond Cazelles     |
| 1983-1998 | Amélie Lefébure      |
| 1998-2022 | Nicole Garnier-Pelle |
| 2022-...  | Mathieu Deldicque    |

| Période   | Nom du président |
| --------- | ---------------- |
| 1897-1915 | Alfred Mézières  |
| 1917-1922 | Ernest Lavisse   |
| 1922-1935 | Paul Bourget     |
| 1936-1944 | Gabriel Hanotaux |
| 1944-1963 | Henry Bordeaux   |
| 1963-1967 | Alphonse Juin    |
| 1967-1973 | Pierre Gaxotte   |
| 1973-1983 | André Chamson    |
| 1984-1998 | Maurice Schumann |
| 1998-2009 | Alain Decaux     |
| 2009-2010 | Pierre-Jean Rémy |
| 2010-2019 | Marc Fumaroli    |
| 2019-2022 | Amin Maalouf     |
| 2022-...  | Daniel Rondeau   |

#### Changements récents dans la gestion du musée
Dans les années 1980, l'Institut de France connaît des problèmes de gestion, qui impliquent des difficultés financières à entretenir le domaine et notamment le musée Condé,. Après l'aide de mécènes américains, le domaine y compris le musée passent, en 2005 et pour une durée de vingt ans, sous la gestion de la Fondation pour la sauvegarde du domaine de Chantilly, une fondation privée financée en grande partie par l'Aga Khan.

## Salles du musée
La reconstruction du château par Honoré Daumet est pensée dès le départ comme la conception d'un écrin pour les collections du duc d'Aumale. Plusieurs espaces sont ainsi conçus mais le musée Condé lui-même se concentre à l'origine dans les quelques grandes galeries de peinture. Mais dès l'ouverture du château à la visite en 1898, l'ensemble des salles constituent le musée, y compris les grands appartements.

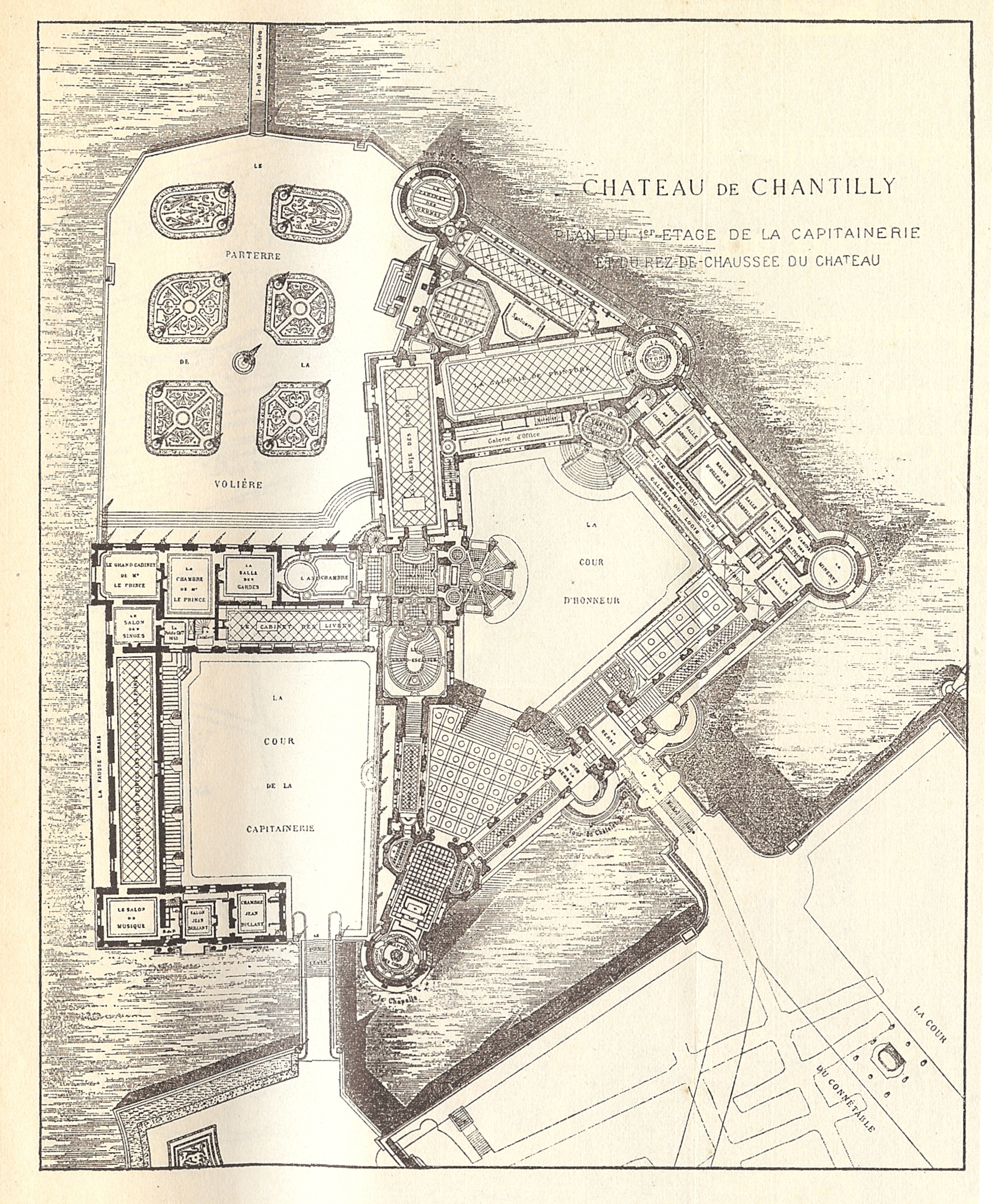
Plan du château tel que dessiné par Honoré Daumet en 1875 qui correspond toujours au plan du musée actuel.

### Vestibule d'honneur et chapelle
L'entrée du musée se fait par un grand vestibule, décoré de marbres, qui servait d'entrée principale lors des réceptions organisées par le duc d'Aumale au château. Sur les murs, sont fixées deux panneaux de carreaux de faïence de Rouen historiés et réalisés par Masseot Abaquesne en 1542 et 1544 et commandés par Anne de Montmorency pour le château d'Écouen. Ils représentent deux épisodes de l'Histoire romaine de Tite-Live : Marcus Curtius se précipitant dans le gouffre du forum pour apaiser la colère des dieux et Mucius Scaevola étendant la main sur le brasier.

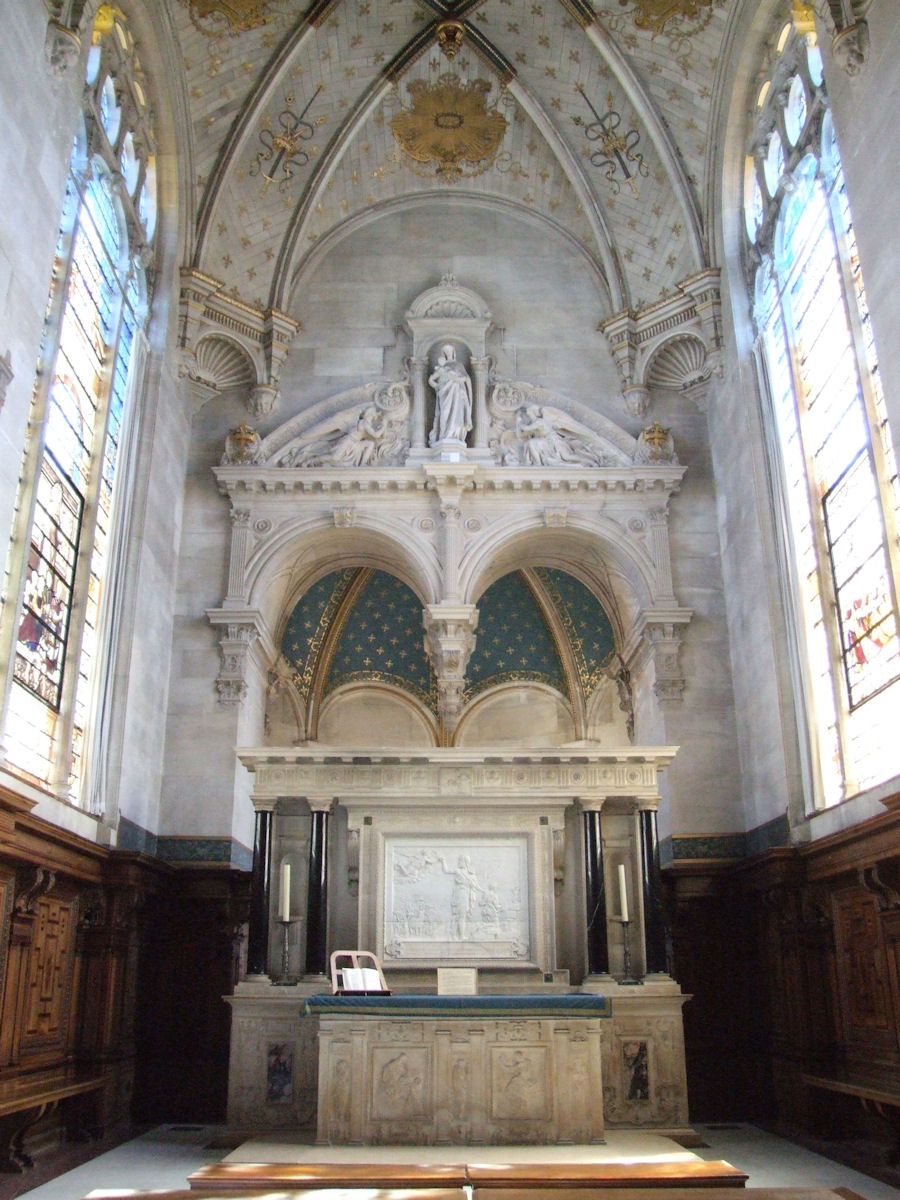
L'autel de la chapelle Saint-Louis.

Sur la gauche, se trouve le grand escalier d'honneur qui mène aux petits appartements, copie de l'escalier du Palais-Royal, ancienne résidence des Orléans à Paris. Le plafond de cet escalier est décoré d'une peinture de Diogène Maillart, L'Espérance tenant le drapeau français, commandée à l'artiste en 1892, d'après une esquisse de Jules-Élie Delaunay. Dans le couloir menant à la chapelle, sont placés contre les murs des vêtements liturgiques génois, chasuble et dalmatique faits de draps d'or et datant du XVe siècle. Ils ont été acquis à l'occasion d'une vente aux enchères à Florence en 1880.
La chapelle Saint-Louis a été conçue par Honoré Daumet de façon à pouvoir abriter les éléments provenant de la chapelle du château d'Écouen : l'autel, portant un bas-relief représentant le sacrifice d'Abraham, sculpté par Jean Goujon, les boiseries et les deux vitraux, représentant du côté gauche les fils du connétable Anne de Montmorency présentés par saint Jean, et du côté droit les filles du connétable et son épouse Madeleine de Savoie, présentées par sainte Agathe. Les murs de la chapelle sont par ailleurs décorés de peintures représentant saint Christophe et saint Jacques ainsi que d'un drapeau d'une milice de la ville d'Augsbourg pris sur le champ de bataille de Rocroi. Au fond du chœur de la chapelle, est installée la chapelle des cœurs des Condé. Il s'agit d'un ancien monument élevé dans l'église Saint-Paul-Saint-Louis à Paris en l'honneur de Henri II de Bourbon-Condé, sculpté par Jacques Sarrazin et qui comportait le cœur du prince. Placé un temps dans l'église paroissiale de Chantilly, il y accueille alors l'ensemble des cœurs des princes de Condé. Le monument est déplacé ici en 1885 par le duc d'Aumale et transformé pour être placé dans cette chapelle de forme ronde installée dans une des tours du château.

### Grandes galeries du musée
Baptisé ainsi en l'honneur du Grand Condé par le duc d'Aumale, il comporte les principales galeries de peintures du musée. Ces salles étaient destinées, dès l'origine, à constituer un musée.

#### Galerie des Cerfs

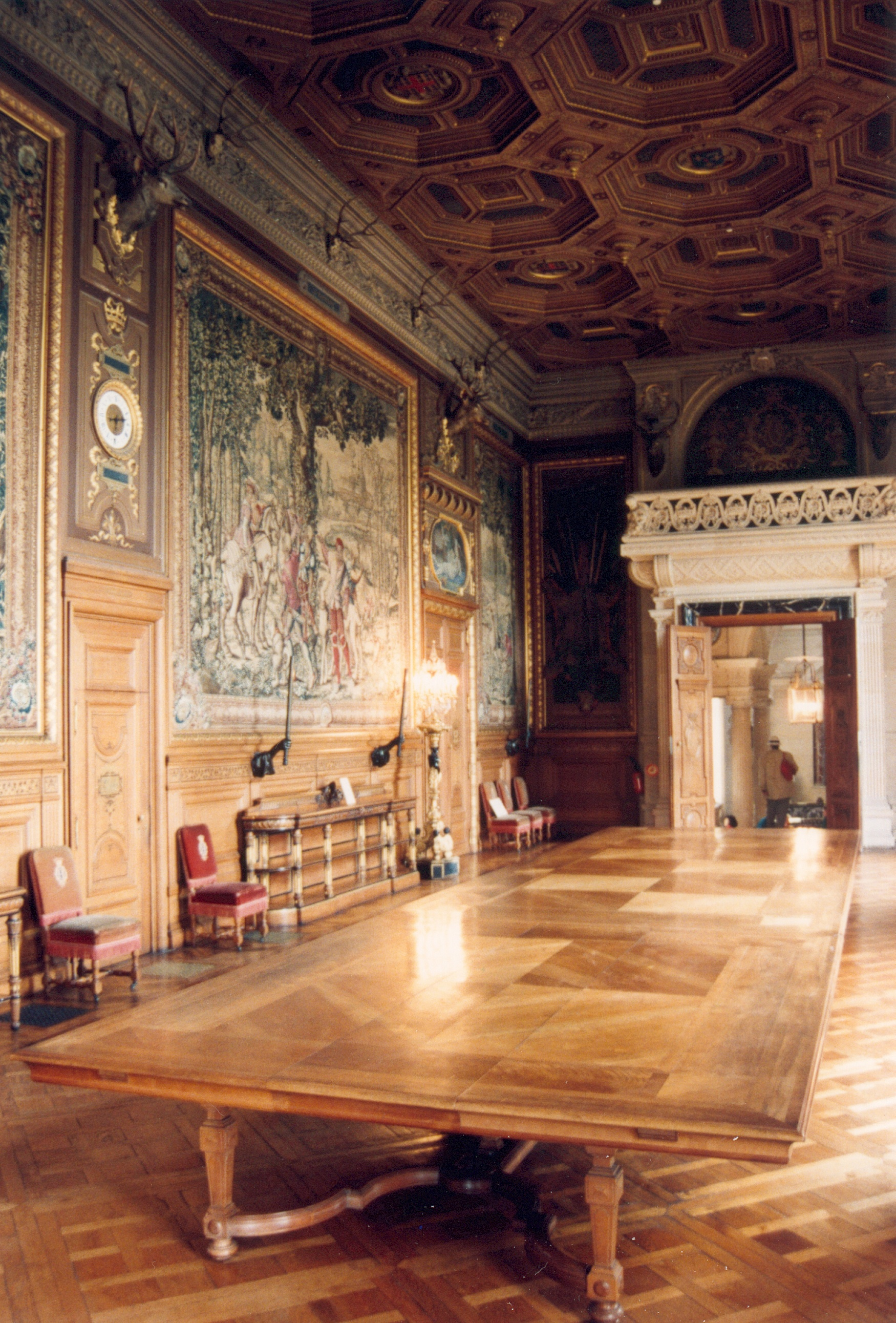
La Galerie des cerfs.

Cette salle doit son nom à une ancienne salle située à cet emplacement, construite par Anne de Montmorency en 1528 et détruite en 1785. Construite entre 1875 et 1880, elle est inaugurée le 11 novembre 1880. C'est une salle à manger avec balcon pour y loger des musiciens à l'époque du duc d'Aumale. Décoré selon la mode du XVIe siècle, le plafond contient des caissons représentant les armes des seigneurs de Chantilly. Tout le reste de la décoration est consacré à la chasse ; différents trophées de chasses sont ainsi exposés : massacres d'animaux, dépouilles de lions, etc. S'y ajoute une série de douze tapisseries intitulée Les Chasses de Maximilien. Il s'agit en fait des reproductions de tapisseries flamandes du XVIe siècle d'après des cartons de Bernard van Orley. Ces copies ont été réalisées par la Manufacture des Gobelins au début du XVIIIe siècle pour Louis Alexandre de Bourbon et elles représentent les étapes d'une chasse à courre dans les forêts environnant Bruxelles à différentes saisons. Une peinture de Paul Baudry est placée au-dessus de la cheminée, représentant La Vision de Saint Hubert (1882). La galerie des cerfs accueille les expositions temporaires de dessins. En dehors des expositions, la grande table centrale présente le grand surtout des chasses, céramiques de Sèvres réalisées au XIXe siècle d'après des dessins de Jean-Baptiste Oudry.
Cette salle à manger est desservie par une galerie d'office : ce couloir, qui mène au Logis, communiquait avec les cuisines situées au rez-de-chaussée par un monte-plats. Les plats ainsi apportés et tenus au chaud dans un chauffe-plats, étaient dressés dans les plats de service avant d'être apportés dans la galerie des cerfs. Cette galerie présente toujours de grandes vitrines et des tiroirs exposant un certain nombre de services de porcelaines, d'orfèvrerie et de cristal ayant appartenu au duc d'Aumale et restés dans leur présentation de 1897. On peut toujours y voir sept services différents de porcelaine de Sèvres et de Paris ayant appartenu au duc (chiffrés de ses initiales « HO » pour Henri d'Orléans) ou à sa famille, un service de table en orfèvrerie Christofle ainsi que d'autres pièces en argent massif ayant appartenu aux Condé, et enfin une collection de verres en cristal de Bohême toujours au chiffre du duc.

#### Galerie de Peintures et la Rotonde

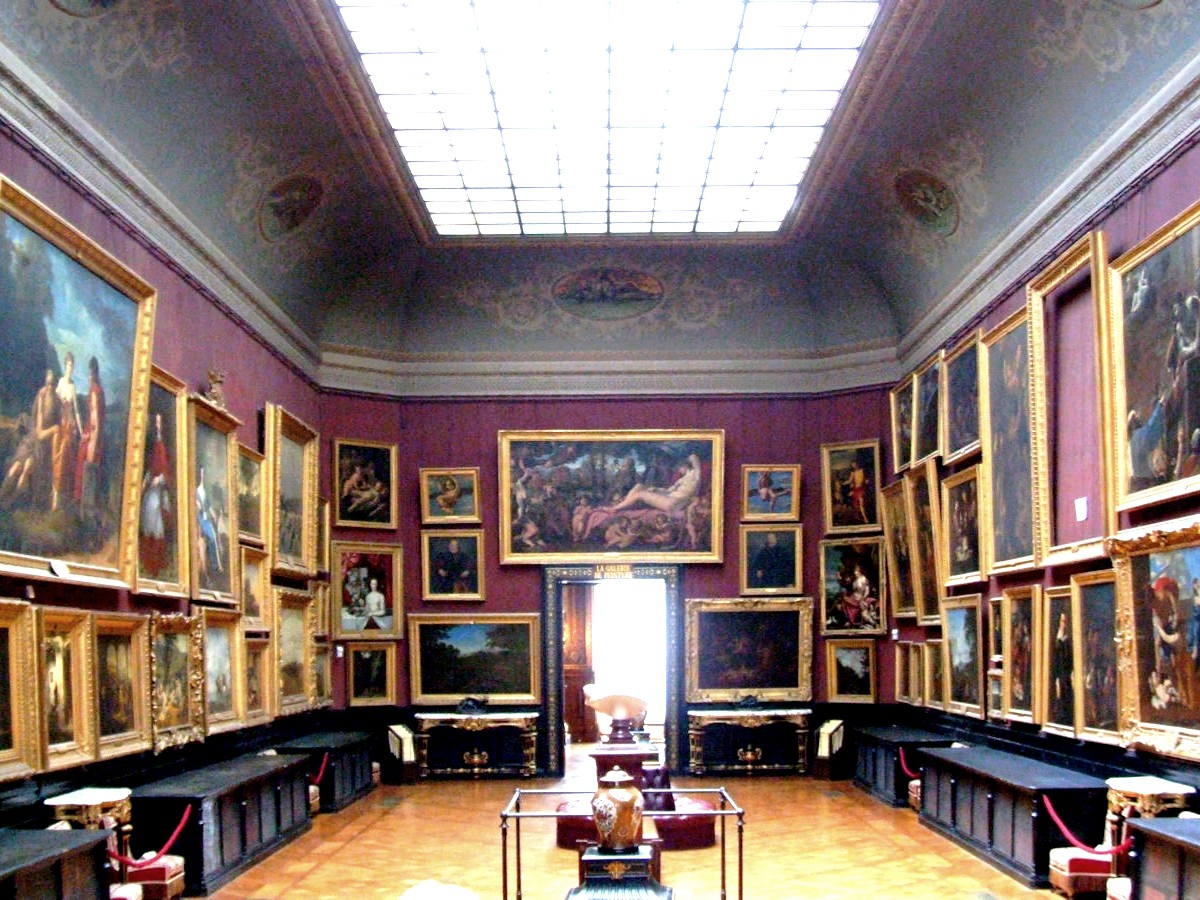
La galerie de Peinture avec l'entrée de la galerie des cerfs au fond.

C'est la plus grande salle du château. Dotée d'un éclairage zénithal, les murs sont couverts de tentures de couleur rouge pompéien. Les tableaux y sont accrochés côte à côte et les uns au-dessus des autres sans ordre apparent. Il s'agit pour la plupart de tableaux de grand format, exposés auparavant dans la salle du jeu de paume, avant la reconstruction du château. On trouve sur la gauche en entrant, une majorité de tableaux de l'école italienne — Le Guerchin — ou réalisés en Italie — Poussin, Dughet — alors qu'à droite domine l'école française — Philippe de Champaigne, Nattier, Delacroix. On y trouve par ailleurs un grand nombre de peintures orientalistes. Les tableaux présents dans le fond de la salle sont datés essentiellement du XVIIIe siècle.
Au fond de la galerie, on accède par un escalier à la rotonde, aménagée dans la tour de Vineuil. Le duc d'Aumale avait fait le choix d'y exposer des dessins. Pour des raisons de conservations, ils en ont été retirés au profit de plusieurs chefs-d'œuvre du château ici mis plus en valeur, tels que le Portrait de Simonetta Vespucci (Piero di Cosimo) ou La Madone de Lorette (Raphaël). Cette dernière y a pris place en 1979 à la suite de son attribution à Raphaël. Au sol, une mosaïque issue des fouilles de la maison des fleurs à Pompéi représente une scène de chasse.

#### Galerie de Psyché, leSantuarioet cabinet des Gemmes
La galerie de Psyché comporte 44 vitraux représentant le mythe de Psyché réalisés entre 1541 et 1542 pour Anne de Montmorency en son château d'Écouen. C'est dans cette salle, couverte de tentures vertes, que se déroulent les expositions temporaires, parfois étendues au cabinet des gemmes et à la galerie des cerfs.
Le Santuario (« sanctuaire » en Italien) est une petite pièce avec un seul éclairage zénithal aménagée entre 1886 et 1889 et ouvrant sur la galerie de Psyché. À son emplacement se trouvait, à l'époque du duc d'Aumale, un cabinet des estampes. Cette salle présente deux tableaux de Raphaël (Les Trois Grâces, La Madone d'Orléans), un panneau de cassone peint par Filippino Lippi et intitulé Esther et Assuerus et quarante enluminures peintes par Jean Fouquet, extraites du Livre d'heures d'Étienne Chevalier.
Le cabinet des Gemmes présente une collection d'armes et de bijoux. Là est exposé le diamant rose, jusqu'à son vol en compagnie des armes d'Abd el-Kader et d'autres bijoux dans la nuit du 11 au 12 octobre 1926. D'origine inconnue, il aurait été acquis par le Grand Condé, peut-être à la suite d'un don de Louis XIV. Seule sa copie est présentée actuellement. On y trouve aussi une collection de portraits miniatures et des émaux.

#### La Tribune

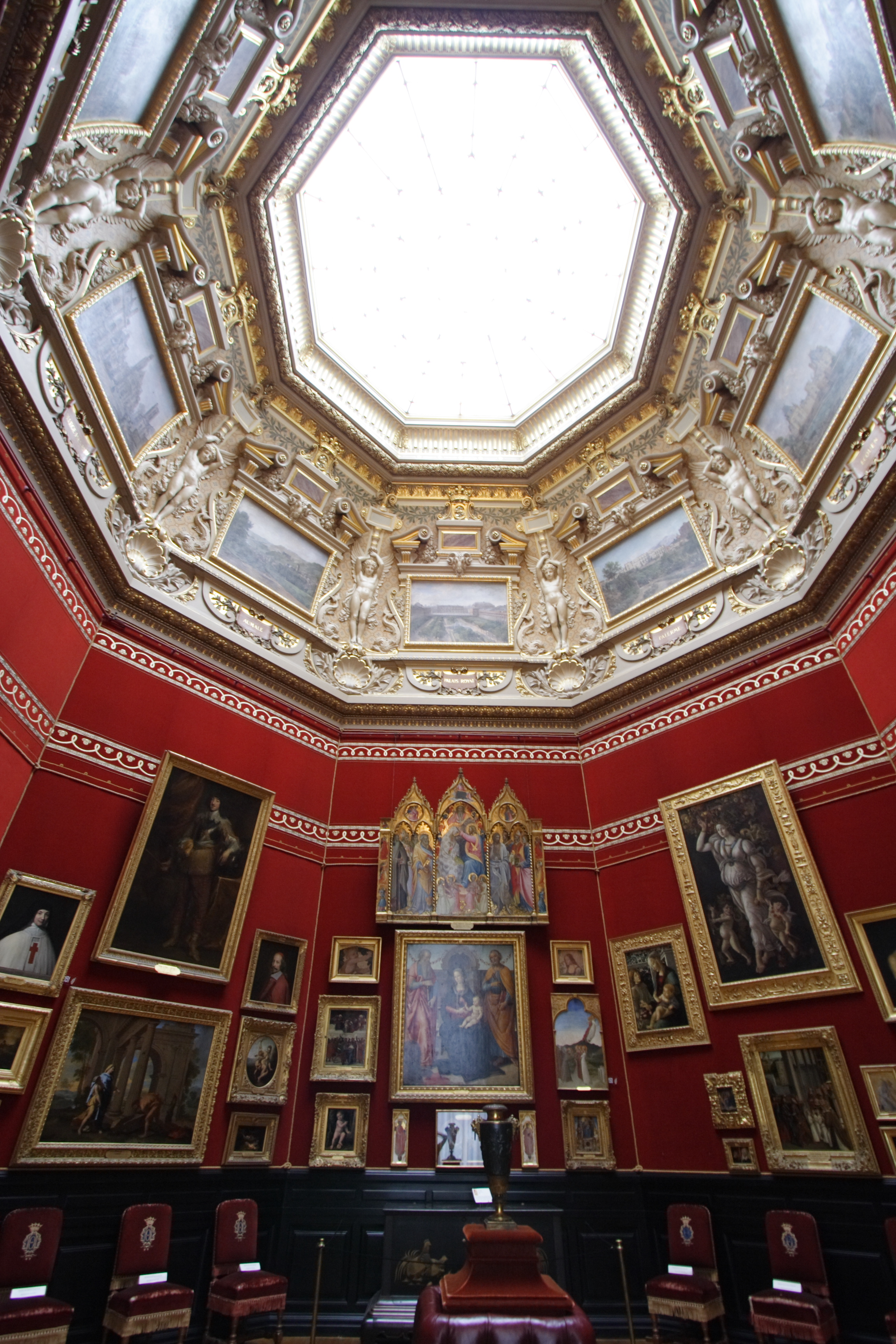
La Tribune.

Cette salle doit sans doute son nom à la tribune de la Galerie des Offices à Florence, aménagée dans les années 1580 par Bernardo Buontalenti. Elle en possède la même forme hexagonale et les mêmes tentures rouges, ici du velours orné de passementeries d'or. Surplombée d'une verrière permettant là aussi un éclairage zénithal, elle est décorée, dans la partie haute, de huit tableaux commandés au peintre prix de Rome Armand Bernard. Ils illustrent les lieux de vie du duc d'Aumale : le Palais-Royal où il naît, le lycée Henri-IV où il a fait ses études, le château de Villers-Cotterêts, où il a passé une partie de son enfance, les châteaux d'Aumale et de Guise, qui appartenaient à sa famille, la résidence de Twickenham, où il s'est retiré en exil en Angleterre, et enfin le château de Palerme, où il se rendait dans la famille de sa femme.
La salle est, à l'origine, entièrement tapissée de tableaux, jusqu'en haut des murs. Plusieurs d'entre eux ont gagné le Logis lors de son aménagement de 1886. On en dénombrait encore 62 en 1897. Certains sont actuellement dans la Rotonde, d'autres dans la salle Clouet. Deux pans de la salle sont consacrés à la Renaissance italienne et flamande — Le Mariage mystique de saint François d'Assise de Sassetta, le diptyque de Jeanne de France — un autre à la peinture des XVIIe et XVIIIe siècles avec Champaigne et Watteau, un pan à la peinture néo-classique dont quatre tableaux d'Ingres et un dernier pan à la peinture romantique dont un Delacroix. Dans l'entrée de la Tribune, sont placés deux bas-reliefs attribués à Jean Goujon représentant Le Départ et La Chute de Phaéton, provenant du château d'Écouen.

### Le Logis

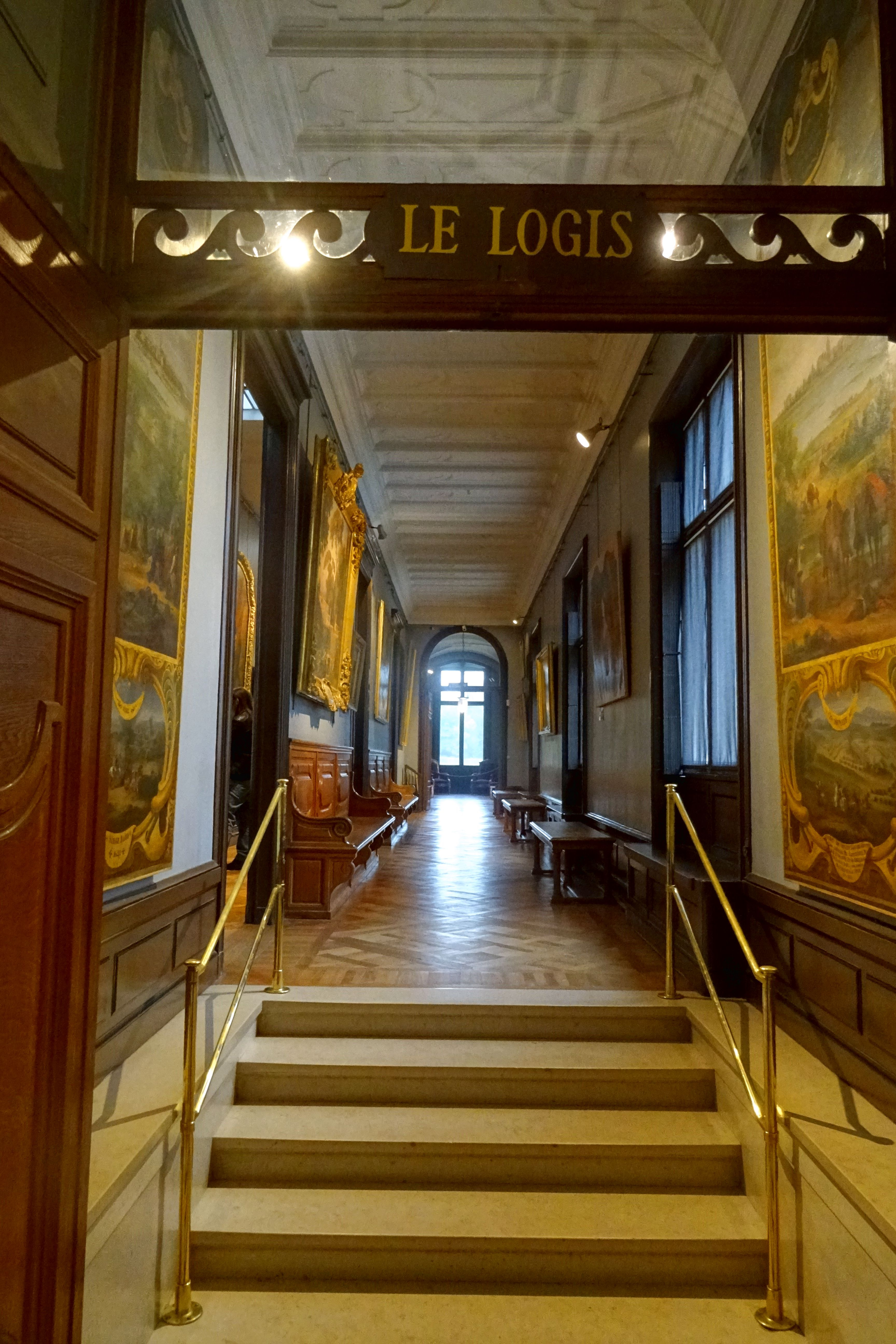
Entrée du Logis.

Cette aile du château est construite entre 1875 et 1885 pour en faire les appartements de Philippe d'Orléans, comte de Paris, neveu du duc d'Aumale. Ils sont aménagés par Daumet à l'emplacement de l'appartement royal du château des Condé. Le Logis comporte alors quatre chambres, trois cabinets de toilette, deux salons et une salle à manger. Cependant, en 1886, une loi d'exil contraint la famille d'Orléans à quitter la France, et rend caduque la fonction initialement envisagée. Finalement, le duc fait réaménager les appartements en salles de musée par la suppression des portes, des cheminées et des cabinets de toilette et élargir les passages d'une pièce à l'autre, entre 1889 et 1893.
Le premier accrochage des œuvres à l'initiative du duc d'Aumale est profondément modifié au cours du XXe siècle en raison notamment de l'évolution des normes de conservation des arts graphiques, trop fragiles pour être exposées en permanence. Une première modification des tentures est réalisée en 1968-1969. Une restauration des salles en profondeur est entamée en 2020 et s'achève en 2025 afin de retrouver les tentures d'origine, en parallèle de la restauration des œuvres qui y sont exposées. 

#### Cabinet des Clouet

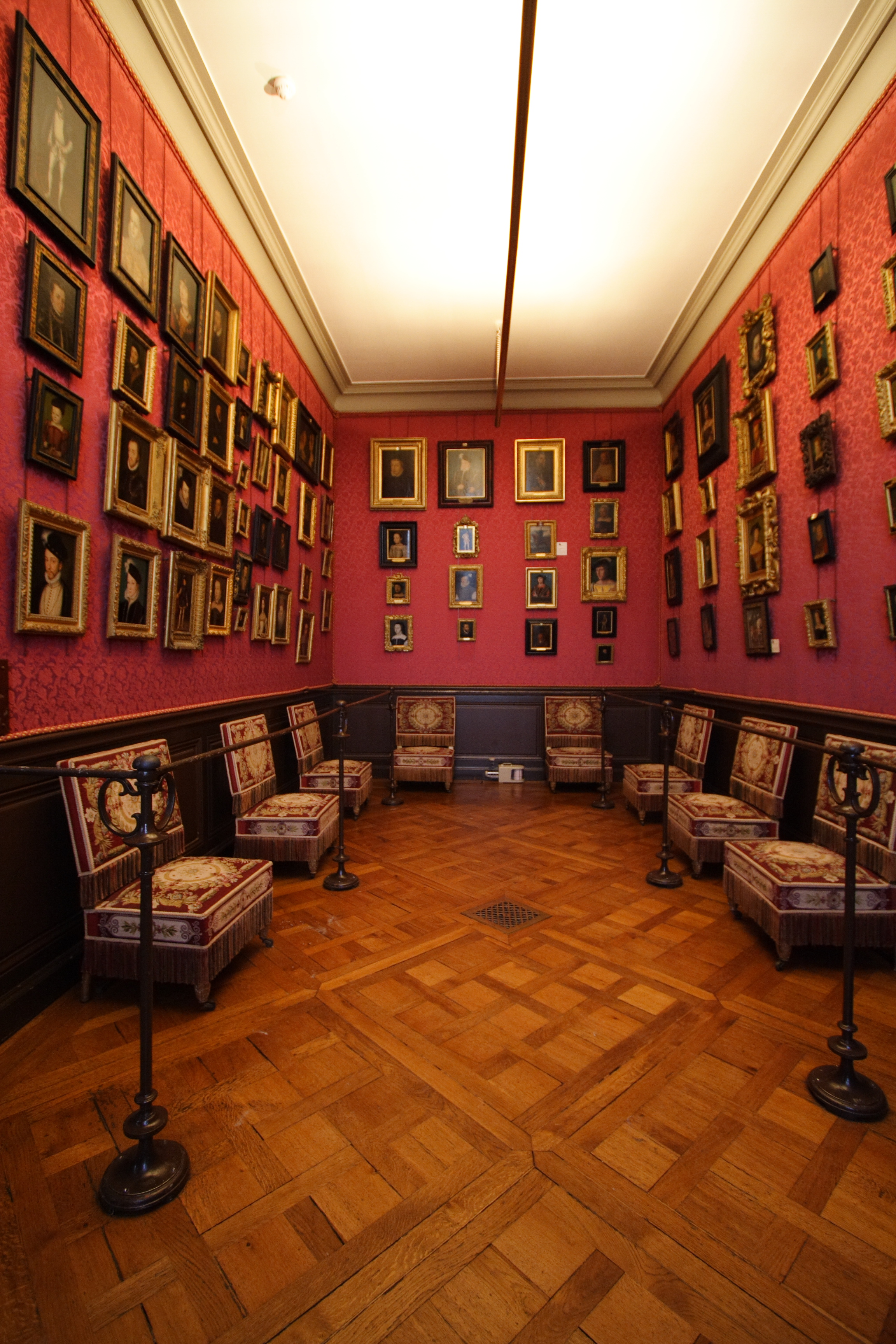
Cabinet des Clouet.

Le cabinet des Clouet était à l'origine la chambre dite « du musée » transformée en cabinet consacré aux portraits de toutes périodes à la collection de portraits. Aujourd'hui, il contient des portraits des XVe et XVIe siècles, issus notamment de l'entourage de Clouet père et fils. Le mur de droite a longtemps présenté la collection du duc d'Aumale, le mur de gauche une partie de la collection Poncins-Biencourt, donnée en 1939 par les anciens propriétaires du château d'Azay-le-Rideau et installée sur place en 1946. Le nouvel accrochage depuis 2021, est plus cohérent en terme chronologique et de qualité de tableaux.

#### Salle Caroline
La salle Caroline porte le prénom de la duchesse d'Aumale, Marie-Caroline de Bourbon-Siciles dont un portrait d'Eugène Lamy est installé en dessus de porte. Elle était à l'origine la chambre Jura. Elle présente aujourd'hui des portraits de l'école française des XVIIe et XVIIIe siècles signés notamment Greuze et Watteau.

#### Salon d'Orléans

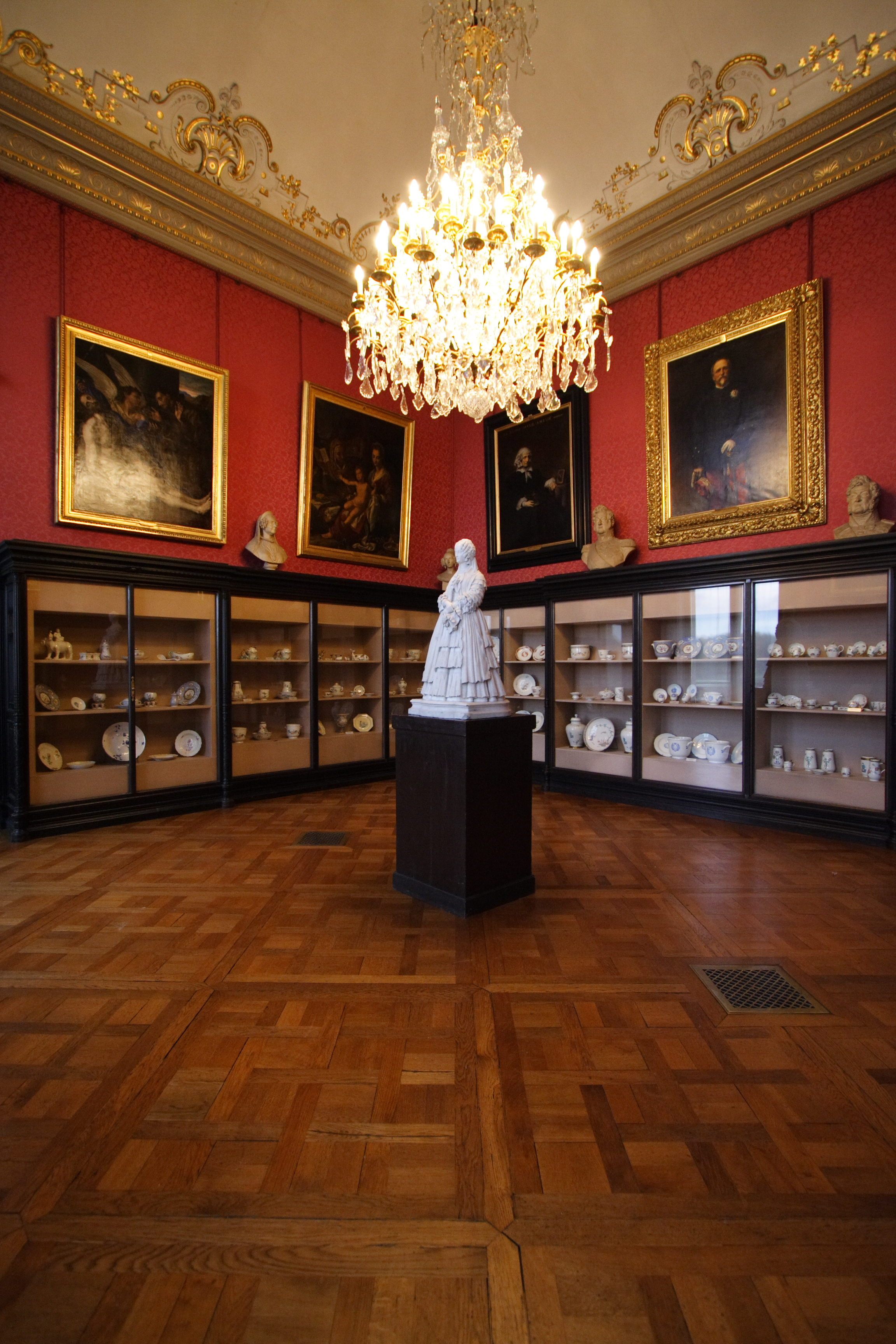
Le salon d'Orléans.

Le salon d'Orléans est l'ancien salon des appartements du comte de Paris. Il comporte de nombreux portraits de famille : statue et tableau de la mère du duc d'Aumale, buste de son père, tableau du duc d'Aumale lui-même par Léon Bonnat. Sa première destination dans le musée était un cabinet de dessins et d'estampes pour lesquels le duc d'Aumale a fait aménager les vitrines encore présentes dans la salle et consultables sur une grande table autrefois située au milieu de la pièce. Les dessins ont depuis été déplacés dans la bibliothèque du théâtre pour des raisons de conservation. Les vitrines sont occupées depuis 1958 par de la porcelaine de Chantilly, issues en partie du legs Lefébure-Solacroup.

#### Salle Isabelle
La salle Isabelle porte le prénom de la femme du comte de Paris et nièce du duc d'Aumale, Marie-Isabelle d'Orléans qui y avait sa chambre. Outre deux marines hollandaises, elle présente tous les courants de la peinture française du XIXe siècle à l'exception de l'Impressionnisme : le Néoclassicisme avec Ingres, le Romantisme avec Géricault, l'Orientalisme avec une peinture de Delacroix, l'Académisme avec Jean-Léon Gérôme, l'école de Barbizon avec Théodore Rousseau.

#### Cabinet du Giotto

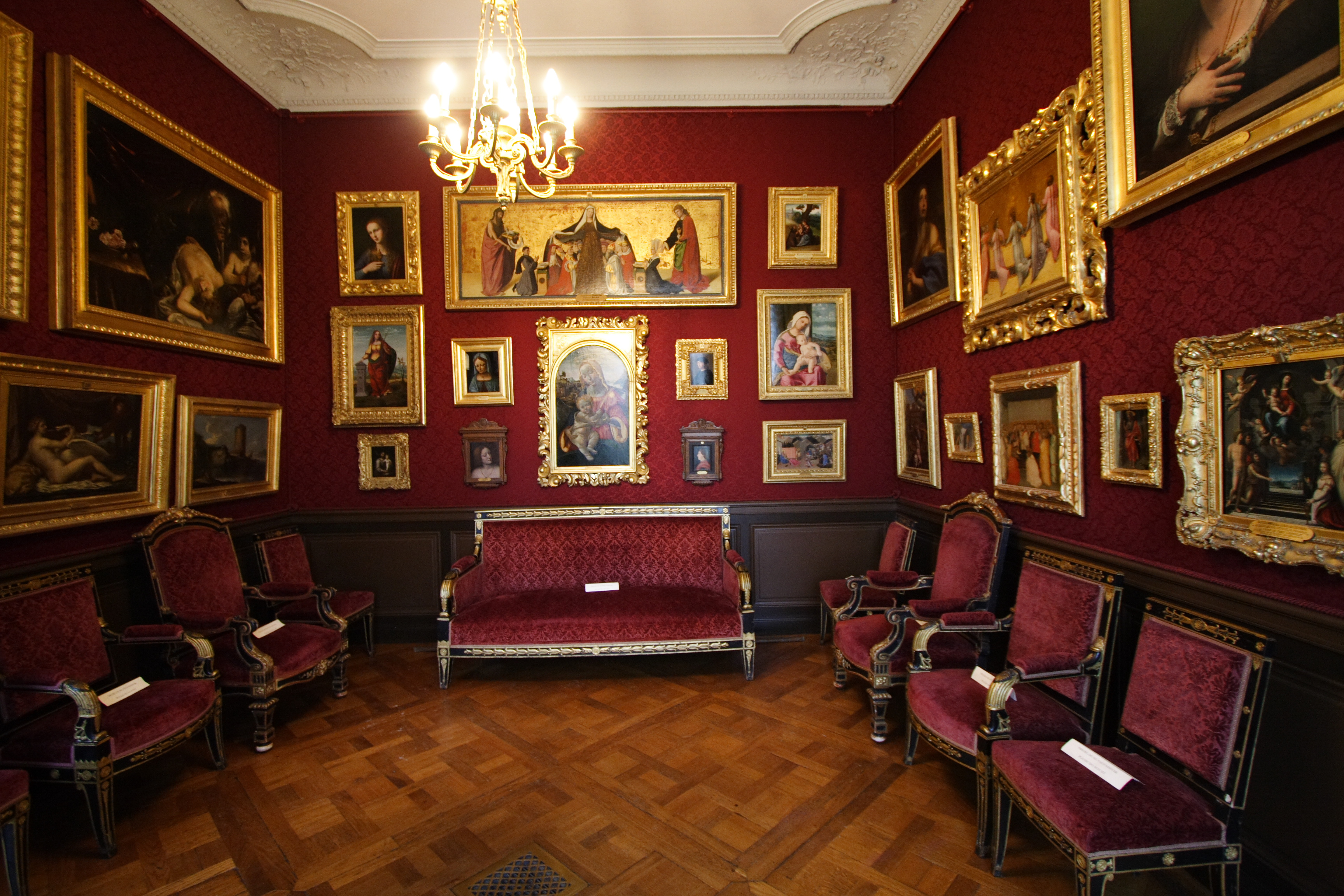
Le cabinet du Giotto.

Le cabinet du Giotto était la chambre du comte de Paris. Il est désormais consacré à la peinture italienne primitive, accueillant 25 tableaux, soit le quart des collections italiennes. Il présente notamment La Dormition de la Vierge de Maso di Banco, longtemps attribué à Giotto et qui a donné son nom à la pièce. On y trouve aussi La Vierge de miséricorde de la famille Cadard attribué a posteriori à Enguerrand Quarton. La salle a fait l'objet d'une restauration complète en 2003, lui permettant de retrouver ses brocarts cramoisis disparus à l'occasion d'un précédent aménagement datant de 1977. 
Dans l'entrée, se trouvait le cabinet de toilette du comte. Il contient aujourd'hui une vitrine présentant les collections d'Antiques du musée, dont certains issus des fouilles de Pompéi et donnés par le beau-père du duc.

#### Rotonde de la Minerve

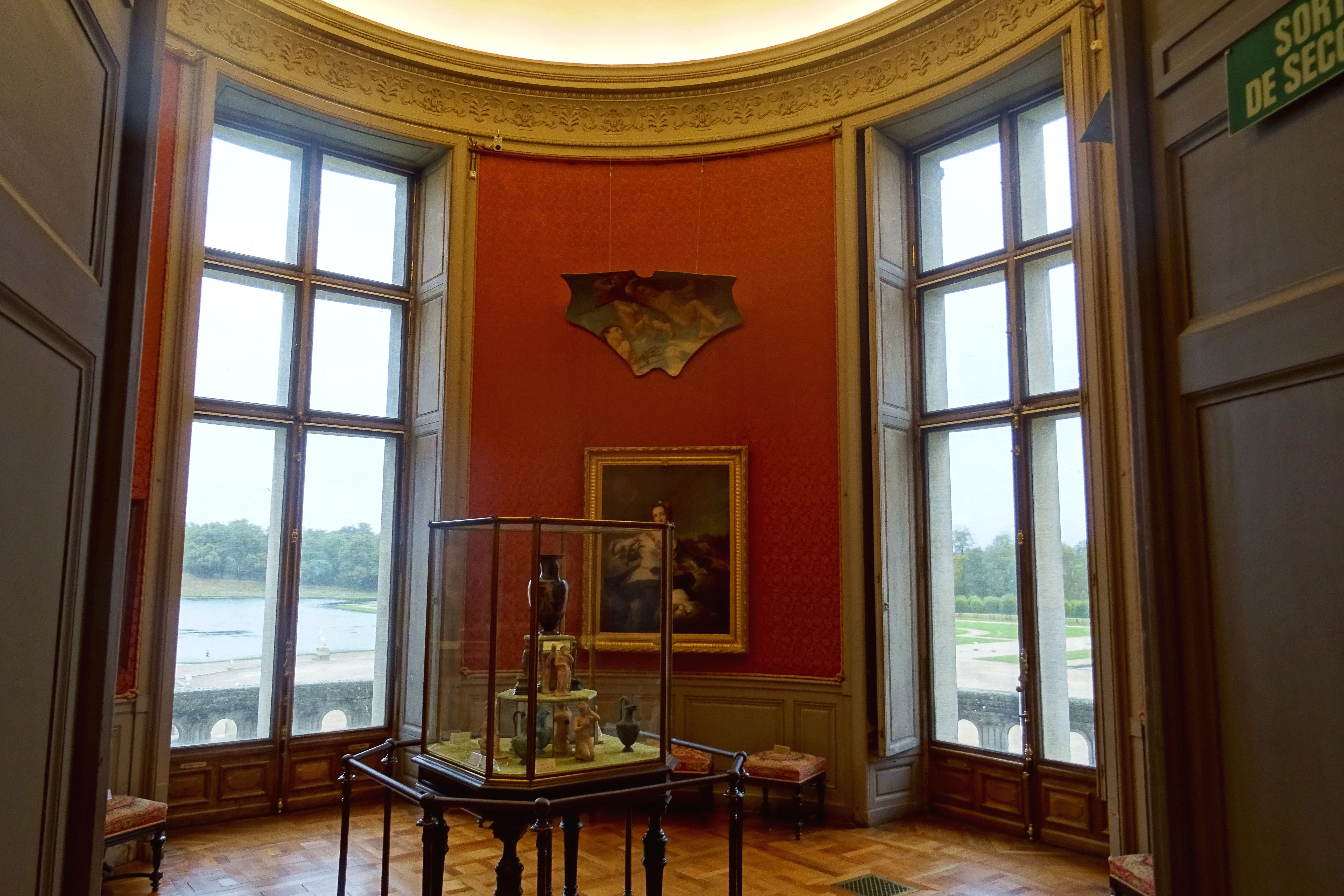
Rotonde de la Minerve.

La salle, ou rotonde de la Minerve, ancien salon du Connétable à l'époque des appartements est logée dans la tour du Connétable. Elle doit son nom à une statuette gallo-romaine en bronze représentant la déesse. La vitrine centrale présente également des statuettes Tanagra et une amphore grecque à figures rouges acquise à la vente Pourtalès en 1865. Les dessins ici exposés à l'époque du duc d'Aumale ont été rangés en réserve. Elle regroupe aujourd'hui des portraits de la famille d'Orléans des XVIIe et XVIIIe siècles dont des portraits signés Nicolas de Largillierre. le plafond est occupé de voussures peintes par Paul Baudry.

#### Salle de la Smalah
La salle de la Smalah était autrefois une salle à manger. Elle a par la suite été consacrée aux dessins orientalistes ou militaires dont la Bataille de la Smala. Là encore, ils en ont été enlevés pour des raisons de conservation à la mort du duc. Elle accueille de nos jours des peintures acquises par les Amis du musée Condé lors de la vente de la collection du comte de Paris en 1996 et données au musée à l'occasion du centenaire de la mort du duc d'Aumale en 1997. Il s'agit de deux portraits du duc et de son épouse peints par Charles Jalabert en 1866, un petit pastel signé Henri Cain représentant le duc en 1893 et un portrait du même un an avant sa mort signé Jean-Joseph Benjamin-Constant.

#### Les Galeries du Logis
La petite galerie du Logis était constituée à l'origine de deux toilettes, deux salles d'eau et deux antichambres. Une galerie étroite est aménagée dans ces espaces exigus pour accueillir des dessins. Ils sont occupés aujourd'hui par des portraits de famille du XIXe siècle, des vues anciennes du château et des portraits hollandais du XVIIe siècle.

### Bibliothèque et cabinet des livres

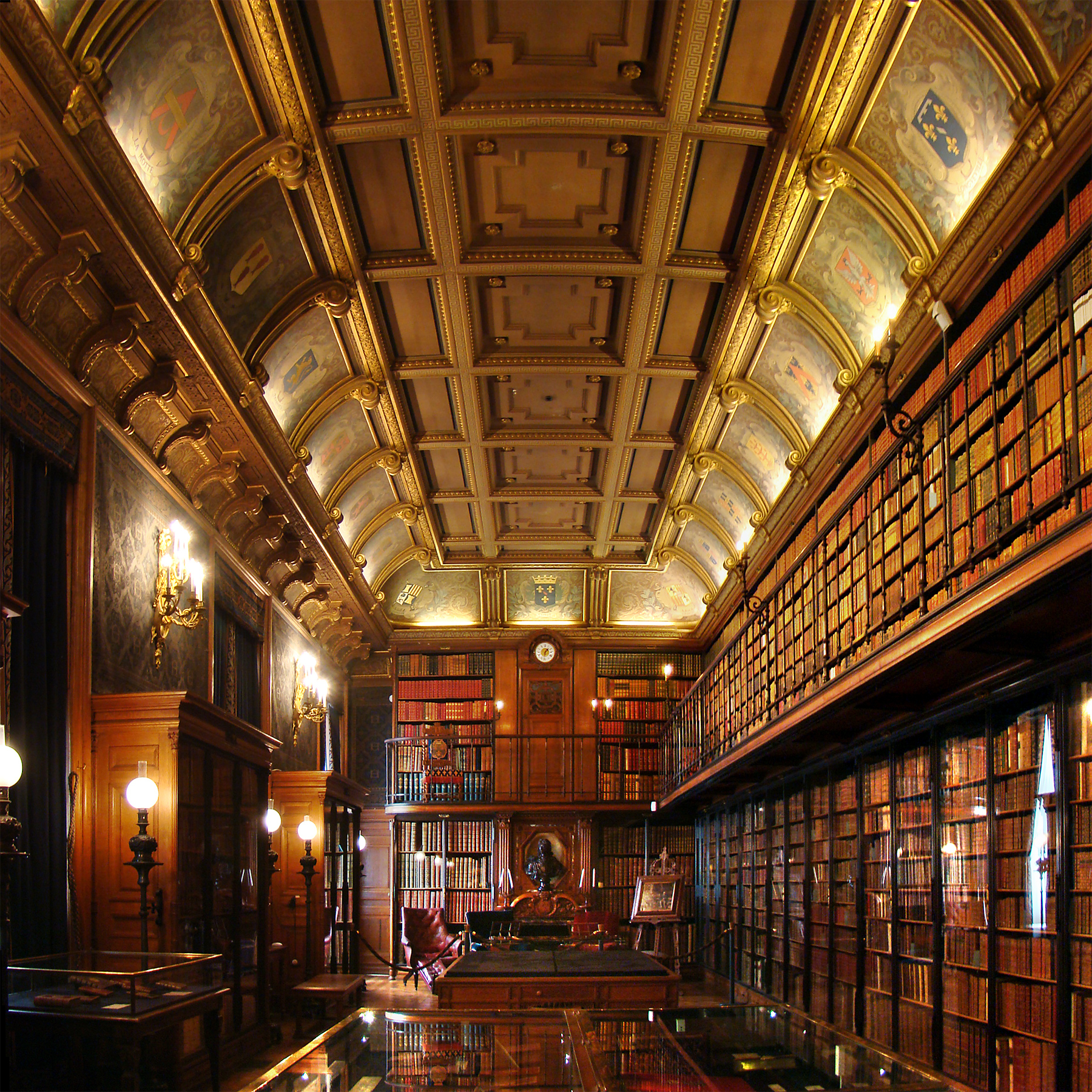
Le Cabinet des livres du château.

La bibliothèque du musée comprend une salle accessible en visite libre appelée le Cabinet des livres, situé dans le Petit château. Cette salle est aménagée entre 1876 et 1877 par l'architecte du château Honoré Daumet. Elle comprend sur deux pans de murs des rayonnages métalliques sur deux niveaux auxquels on accède à l'aide d'une galerie. Les ouvrages y sont classés par dimension, par regroupements intellectuels et par type de reliure, jouant ainsi un rôle essentiellement décoratif. Le plafond est décoré de caissons ornés d'écussons des compagnons d'armes du Grand Condé. Le buste de celui-ci, signé Coysevox, est disposé sur la cheminée. On trouve également, posé sur un chevalet, un tableau de Gabriel Ferrier représentant le duc d'Aumale dans sa bibliothèque accompagné d'Alfred-Auguste Cuvillier-Fleury le conseillant dans ses acquisitions. C'est dans cette salle que se déroulent les expositions temporaires sur la bibliophilie, présentant livres anciens, documents d'archives et reliures rares.
La bibliothèque comprend une autre salle aménagée entre 1888 et 1889 à l'emplacement de l'ancien théâtre des princes de Condé, appelée « Bibliothèque du théâtre », accessible uniquement en visite guidée. Elle contient les 30 000 ouvrages du XIXe siècle et les documents bibliographiques qui servaient d'outils de travail au duc. Les autres pièces, non accessibles à la visite, sont la tour des Chartes, qui conserve les archives du domaine et du duc, ainsi qu'une salle de lecture pouvant accueillir les chercheurs sur rendez-vous.

### Grands appartements
Situées dans le Petit château, ces pièces conservent en partie les aménagements du château du XVIIIe siècle. Elles furent aménagées comme pièces d'apparat par le duc d'Aumale. Les pièces sont traversantes, nécessitant de passer d'une salle à l'autre pour traverser le château. Les Grands appartements sont ouverts en visite libre, comme les salles de peinture.

#### Antichambre
Cette pièce est construite au XIXe siècle pour relier le nouveau château à l'ancien petit château. Elle comporte plusieurs objets autrefois placés dans le château des Condé avant la Révolution et plusieurs tableaux dont deux signés Jean-Baptiste Oudry, la pièce la plus précieuse étant le meuble minéralogique donné par le roi Gustave III de Suède au prince Louis V Joseph de Bourbon-Condé en 1774 et qui comportait autrefois une collection de minéraux aujourd'hui conservée au muséum national d'histoire naturelle.

#### Salle des gardes

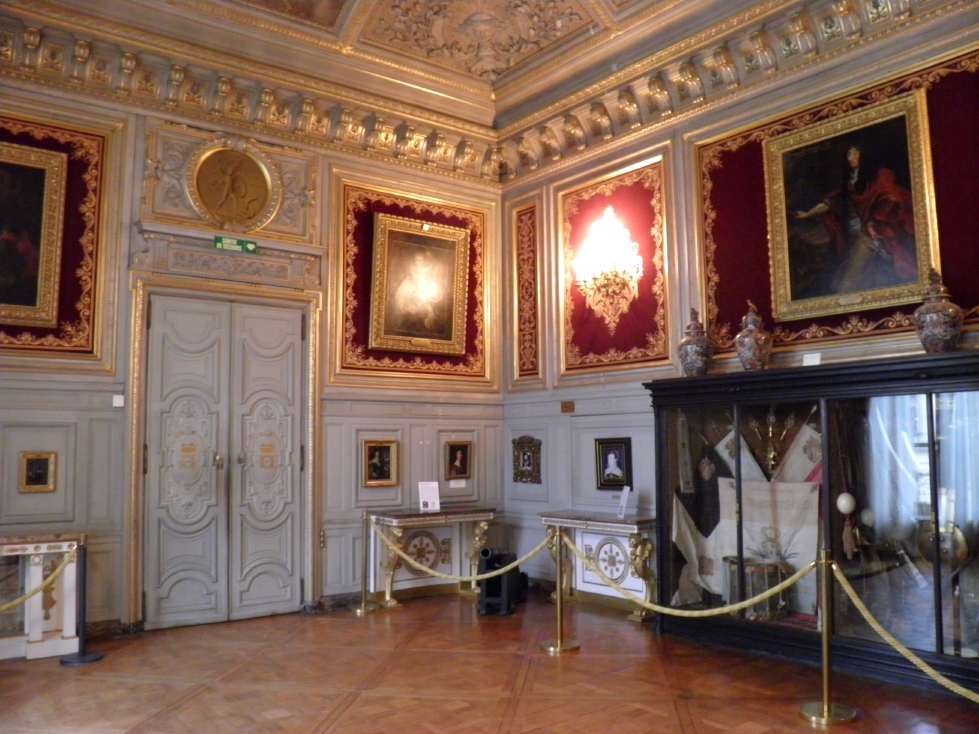
Salle des gardes à l'entrée des grands appartements.

Elle est aussi appelée salle de la mosaïque car elle comporte au-dessus de la cheminée une mosaïque issue des fouilles d'une villa de Stabies, non loin de Pompéi, représentant L'Enlèvement d'Europe par le dieu de l’Olympe Jupiter qui a pris la forme d’un taureau. Elle a servi de seconde antichambre avant la révolution, puis de salle à manger après. Elle a été entièrement réaménagée par Honoré Daumet. Depuis l'ouverture du musée, le mobilier du début du XIXe siècle a été réinstallé et comprend notamment deux consoles en chêne et marbre de style Restauration signées Pierre-Antoine Bellangé (1757-1827). On y trouve deux portraits peints par Antoine van Dyck et trois portraits du Grand Condé dont l'un signé David Teniers le Jeune. Deux vitrines sont consacrées à des souvenirs militaires, ce qui explique le nom donné à la pièce. L'une, consacrée aux Condé, contient des drapeaux de régiments du XVIIIe siècle, un tambour de gardes suisses et des équipements ayant appartenu à l'armée des émigrés des princes de Condé. L'autre, consacrée au duc d'Aumale, conserve des souvenirs des campagnes d'Afrique du nord : canons pris à Mascara en 1835, ainsi que d'autres armes, et tambours.

#### Chambre de Monsieur le Prince

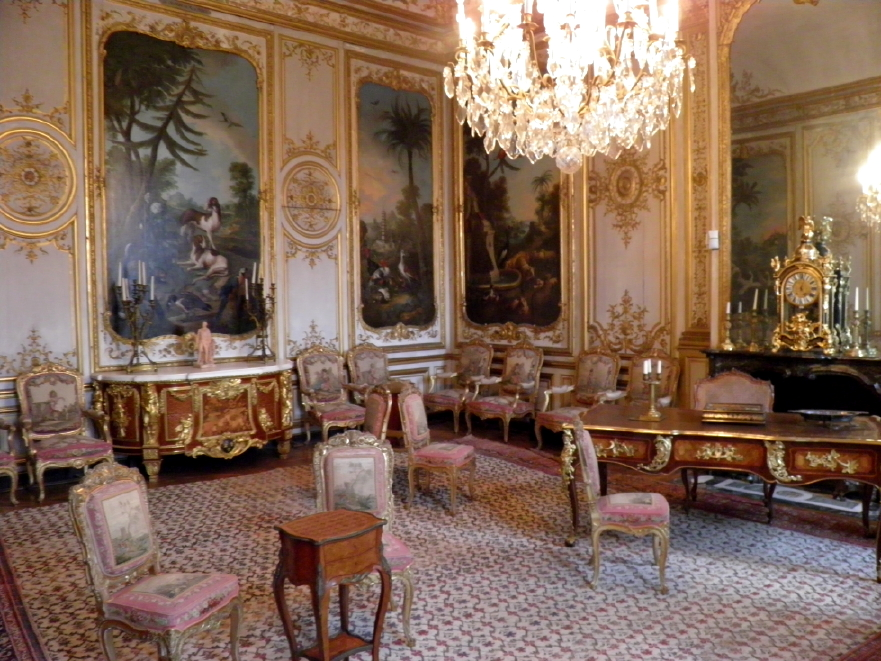
Chambre de Monsieur le Prince.

Cette ancienne chambre conserve en partie ses boiseries posées dans les années 1720 sous la conduite de l'ornemaniste Charles Maurissan. En 1820, cinq toiles peintes signées Christophe Huet et datant de 1734-1735, y sont installées, représentant des animaux exotiques et des pagodes orientales. Elle sert alors de salle de billard. Elle est transformée en salon par le duc d'Aumale. La salle comprend plusieurs pièces de mobiliers du XVIIIe siècle : deux commodes dont une signée Jean-Henri Riesener et un bureau. Les autres meubles, un canapé, douze fauteuils et six chaises, ont été commandés par le duc d'Aumale et ornés de tapisseries de Beauvais du XVIIIe siècle,.

#### Grand cabinet
Le cabinet des princes a conservé sa fonction jusqu'au duc d'Aumale. Il est décoré de boiseries blanches et or datant de 1720 et ornés de motifs liés à la chasse. Seuls les tableaux de dessus de portes ont été retirés à la Révolution et remplacés à la Restauration par des toiles provenant du palais Bourbon, propriété des princes de Condé et représentant des scènes militaires des XVIIe et XVIIIe siècles. Le mobilier XVIIIe provient de la vente des collections de Louis-Philippe Ier en 1857. Il comprend six fauteuils et six chaises, un canapé à joues et un écran, tous décorés de tapisseries de Beauvais. On trouve aussi un guéridon datant de 1874 en émail cloisonné, réalisé par les ateliers Christofle,.

#### Grande singerie

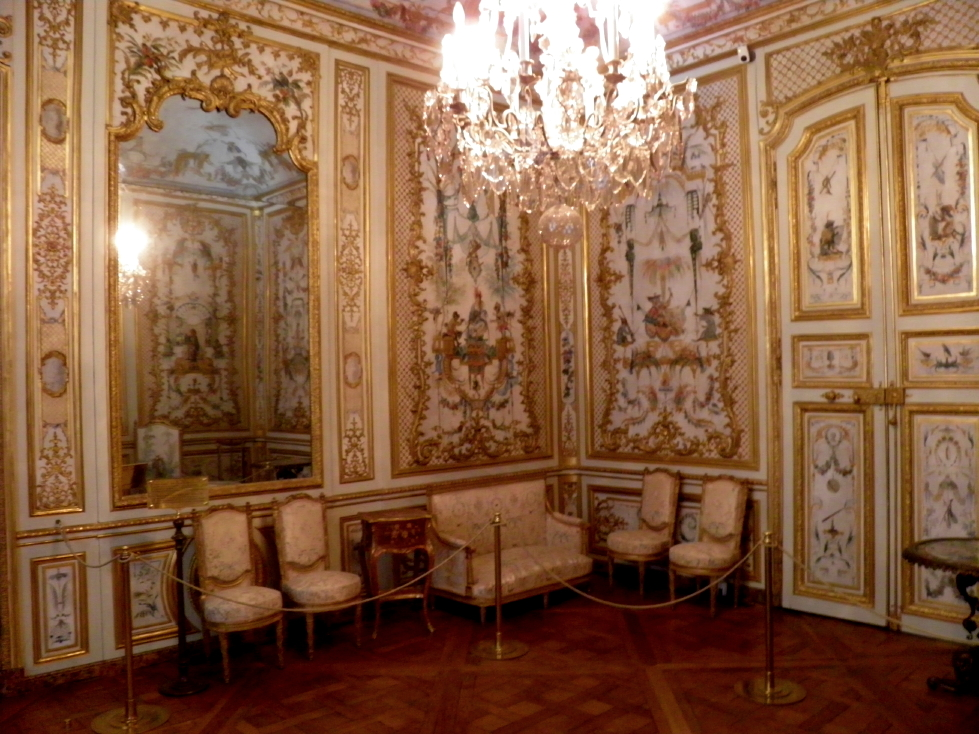
La grande singerie.

C'est l'une des plus célèbres pièces du château, comportant un ensemble de décors peints attribués à Christophe Huet en 1737. Cette « singerie » est une représentation de singes imitant les actions de l'homme, et de chinois, alliant à la fois la mode nouvelle des chinoiseries et de la caricature. Chaque panneau est une allégorie des sciences et des arts, représentant la chasse, la guerre, la peinture, la sculpture, la géométrie, la géographie et la chimie. Sur l'un des panneaux, l'un des singes est peintre en porcelaine (Louis IV Henri de Bourbon-Condé, son commanditaire, venait de fonder une manufacture de porcelaine dans la ville, aux décors inspirés de motifs extrême-orientaux). Une toile peinte est présente en fond alors que le même prince a fondé aussi une manufacture produisant ce type de pièces et une presse à billets est placée en partie basse, peut-être une allusion à la fortune du prince constituée dans le cadre du système de Law. Le commanditaire se retrouve ainsi lui-même caricaturé. Le décor contient aussi une évocation des cinq sens et des quatre parties du monde. Le plafond est entièrement consacré à la chasse. Le même peintre a réalisé des décors sur le même thème au château de Champs-sur-Marne et à l'hôtel de Rohan (à Paris),.
Le mobilier du salon comprend quatre chaises provenant du cabinet de toilette de Marie-Antoinette à Versailles signées Georges Jacob, une chaise provenant de la chaumière de Rambouillet ainsi qu'un écran de cheminée décoré au XIXe siècle d'une toile de Christophe Huet : La Leçon de lecture des singes.

#### Grande galerie des actions de Monsieur le Prince

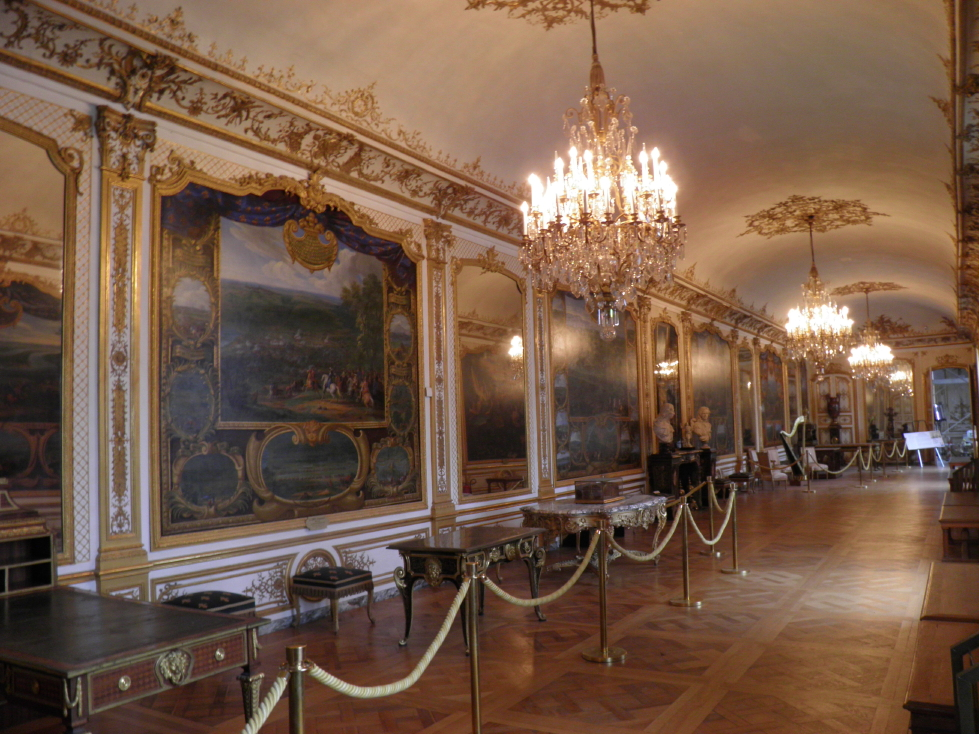
La grande galerie des batailles.

Cette galerie est conçue par Jules Hardouin-Mansart et achevée par la pose des boiseries lors des travaux de Jean Aubert vers 1718. La salle comprend une série de onze toiles représentant les principales victoires du Grand Condé : les batailles de Rocroi (1643), Fribourg (1644), Nördlingen (1645), Dunkerque (1646), Lens (1648), Le blocus de Paris (1649), La conquête de la Franche-Comté (1668), Le passage du Rhin (1672). Ces toiles occupant trois des murs de la salle, sont commandées par le Grand Condé lui-même en 1686, année de la mort du chef de guerre, à Sauveur Le Conte (1659-1694), élève de Van der Meulen, le peintre des batailles de Louis XIV. Elles sont achevées en 1692. Une peinture supplémentaire est commandée par le fils du Grand Condé, après la mort de celui-ci : Le Repentir. Le peintre Michel Corneille le Jeune représente le Prince empêchant une renommée de publier ses actions de rebelles et invitant une autre renommée à proclamer son repentir, alors que l'histoire, appuyée sur le Temps arrache d'un livre les pages symbolisant les actions que le chef de guerre souhaite faire oublier,.
La pièce abrite le mobilier le plus prestigieux du château, rassemblé par le duc d'Aumale : une table en cep de vigne de 1540 aux armes des Montmorency, une autre table attribuée à André-Charles Boulle, un ensemble de chaises et de fauteuils de Georges Jacob, un bureau et son cartonnier signé Joseph Baumhauer (1757) ainsi qu'un autre signé Jean-François Œben.

#### Salon de musique
Cette pièce forme autrefois le cabinet de curiosités des princes de Condé avec les deux pièces suivantes non ouvertes à la visite, comportant des collections de minéraux, d'espèces animales et autres curiosités naturelles. La pièce, donnant sur le château d'Enghien, présente divers objets en souvenir du duc d'Enghien, fusillé dans les douves du château de Vincennes. Outre son portrait en tenue de chasse, plusieurs de ses effets personnels sont exposés.

### Petits appartements
Ces pièces, situées au rez-de-chaussée du Petit château, sont les appartements privés du duc d'Aumale, entièrement aménagés depuis qu'il eut décidé de s'installer dans le château hérité de son oncle Louis VI Henri de Bourbon-Condé, peu de temps après son mariage avec sa cousine Marie-Caroline de Bourbon-Siciles. Commencés en 1844 et achevés en 1846, les travaux sont menés par le décorateur Eugène Lami dans le style des arts décoratifs de la monarchie de Juillet. La plupart des meubles sont créés par les frères Grohé. Cependant, dès septembre 1847, le duc d'Aumale quitte le château pour gagner ses fonctions de gouverneur général de l'Algérie. À la suite de son exil en Angleterre en 1848, il ne regagne ses appartements qu'en 1876 où il réside jusqu'à sa mort en 1897. En 1886, le chauffage central et l'éclairage au gaz y sont installés. Conformément à ses vœux, les lieux n'ont subi aucune modification depuis. Ils sont ouverts au public à l'occasion de visites guidées depuis 1993,.

#### Salon de Guise

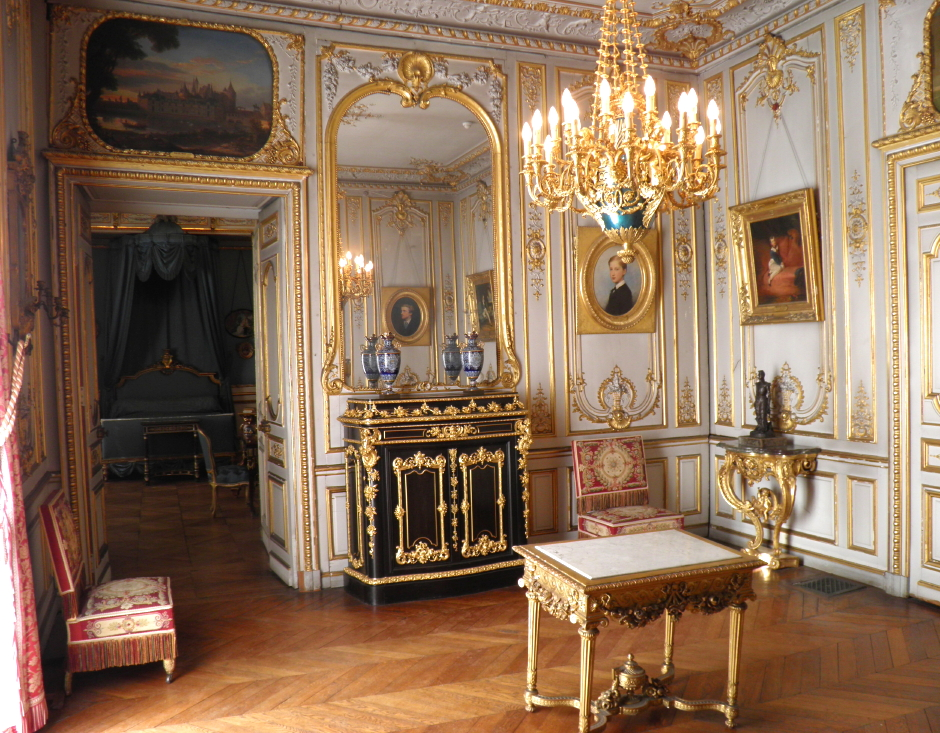
Le salon de Guise et l'entrée de la chambre de la duchesse.

Cette salle auparavant salon de musique de Bathilde d'Orléans, duchesse de Bourbon, avait pour nom « salon des Dames », devient le « salon de Guise » en 1872, après la mort du fils du duc, François, duc de Guise, à l'âge de dix-huit ans. Le salon présente les portraits de ses deux fils, le prince de Condé et le duc de Guise, peints par Charles Jalabert, ainsi que ceux du duc d'Aumale et de son frère Antoine d'Orléans enfants, peints par Joseph-Nicolas Robert-Fleury. Les dessus de portes sont décorés de toiles représentant le château de Chantilly au temps du Grand Condé, le Hameau et la meute sortant des Grandes Écuries. Le mobilier est composé d'une table et d'une armoire-bahut en palissandre et ébène, ornée de bronze,.

#### Chambre de la duchesse
L'ancien salon de la duchesse de Bourbon : la pièce est composée d'un lit à baldaquin et de fauteuils de style Louis XV. Elle comprend également un cabinet de toilette. Les murs sont ornés de deux tableaux du duc d'Aumale et de la duchesse lors de leur mariage. Le plafond est peint par Narcisse Díaz de la Peña et représente deux oiseaux en balance sur une guirlande autour des initiales « C » et « A » (Caroline-Auguste, duchesse d'Aumale),.

#### Salon violet

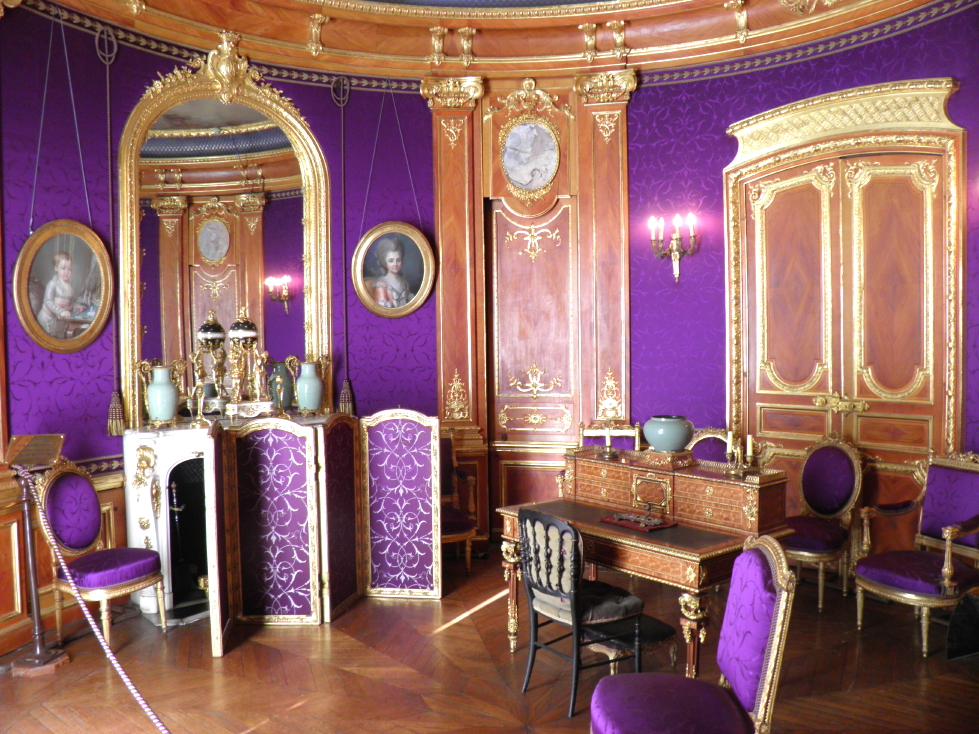
Le salon violet, restauré en 2009.

Cette pièce est aménagée sous une forme ronde dans l'ancienne chambre à coucher de la duchesse de Bourbon. C'est dans cette pièce qu'est né Louis Antoine de Bourbon-Condé en 1772. La pièce était, sous la monarchie de Juillet, décorée de lampas de couleur verte. À son retour en 1876, après la mort de sa femme en 1869, le duc d'Aumale remplace le vert par le violet, couleur du chagrin. Le salon est entièrement restauré et les lampas retissés en 2009.

#### Petite singerie
La seule pièce des petits appartements ayant totalement conservé sa décoration du XVIIIe siècle. Un panneau comporte la date de 1735 ; cette décoration est elle aussi attribuée à Christophe Huet. Six panneaux représentent les distractions des dames du château, dans ce qui était le boudoir des princesses de Condé, à travers des personnages de guenons au cours des quatre saisons. Celles-ci participent à la chasse (l'Automne), cueillent des cerises (le Printemps), se baignent (l'Été), jouent au traîneau (l'Hiver). Deux panneaux supplémentaires représentent des singes jouant aux cartes et faisant leur toilette. Le plafond, lourdement restauré, représente à nouveau les allégories des quatre saisons, ainsi que les Fables de La Fontaine sur deux corniches (Le Coq et la Perle, Le Renard et la Cigogne, Le Renard et le Buste, La Poule aux œufs d'or) ainsi que les Cris de Paris sur les deux autres (dont le marchand d'oublies). Enfin, les volets représentent des jeux de plein air (arc, volant, quilles) et un vantail, l'archerie.

#### Chambre du duc d'Aumale et sa salle de bain

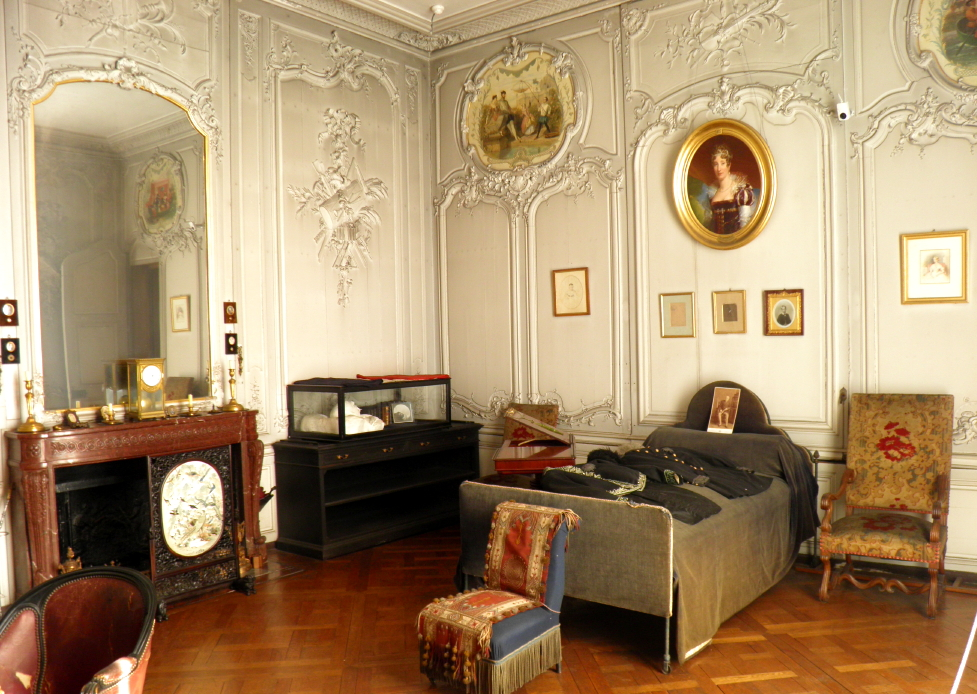
La chambre du duc avec son lit sur lequel sont posés ses costumes d'académicien

Les boiseries datent du XVIIIe siècle, seuls les dessus de portes ont été changés au siècle suivant. C'est l'ancienne chambre du Louis VI Henri de Bourbon-Condé avant la Révolution. Les murs supportent des tableaux et miniatures représentant la famille du duc d'Aumale, dont un portrait de sa mère signé du baron François Gérard. Une vitrine contient le masque mortuaire du duc ainsi que le drapeau tricolore qui couvrait son cercueil lors de son retour de Sicile. Agrémentée de boiseries, la salle de bain attenante comprend tout le confort moderne avec eau courante, chaude et froide, lavabo, baignoire avec robinetterie d'époque,.

#### Salon de Condé
La salle est aménagée par Eugène Lami dans le style éclectique avec notamment une imposante cheminée de néo-renaissance. Cette ancienne antichambre, puis salon du duc de Bourbon, est appelée tout d'abord « Salon des Condé » par le duc d'Aumale en raison du grand nombre de portraits d'ancêtres en peinture (Grand Condé par Juste d'Egmont) et en sculpture (Louis-Henri de Bourbon-Condé). Il est rebaptisé « Salon de Condé » en mémoire du fils aîné du duc d'Aumale, mort à 21 ans,.

#### Chambre de marbre, loggia et débotté

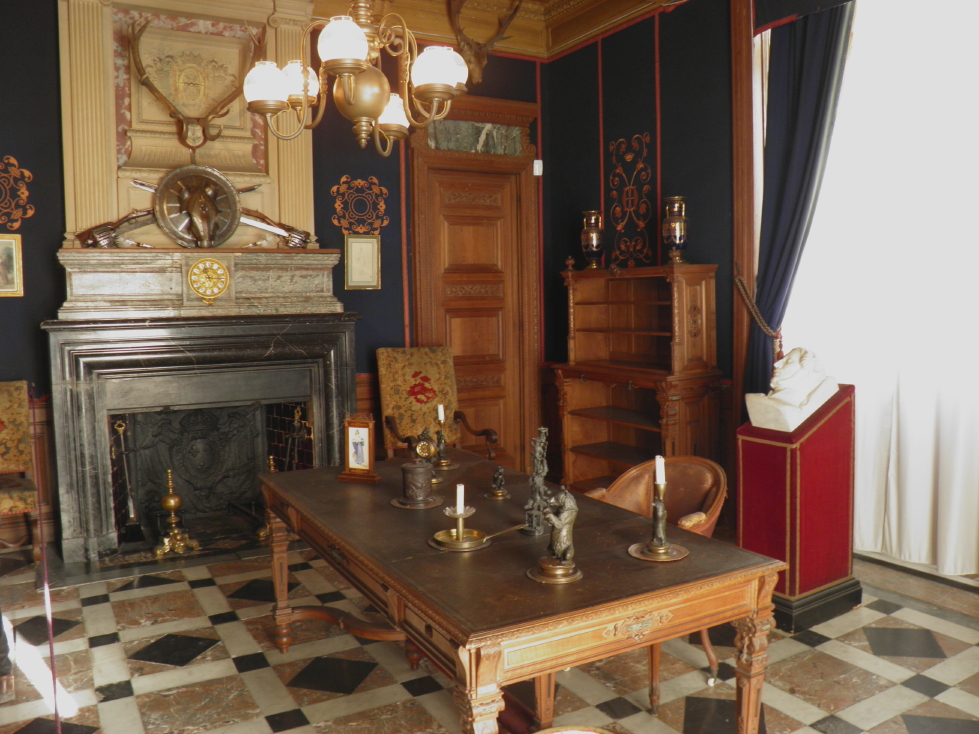
La Chambre de marbre à la décoration inspirée de la Renaissance

Ces trois pièces sont entièrement aménagées dans le style néo-renaissance avec boiseries, plafond à caisson, carreaux de pavement et ornements rappelant les décorations de la façade du petit château de Jean Bullant. La chambre de marbre, qui date de 1880, est un cabinet de travail devenu salle à manger privée du duc d'Aumale. Elle contient du mobilier signé Grohé Frères ainsi qu'un buste de Ferdinand-Philippe d'Orléans, frère aîné du duc. La loggia et le débotté ont été aménagés à l'emplacement de l'entrée de l'ancien pont-levis du Petit château, vers 1875. La loggia comprend des décors directement inspirés de ceux du château d'Écouen, en hommage à Anne de Montmorency. Le débotté servait de salle d'accueil des visiteurs du duc, de retour de la chasse.

#### Galeries Duban et Daumet
La galerie Duban est construite en 1846 par l'architecte Félix Duban (1798-1870), prenant la forme d'une extension sur la façade du petit château, côté cour, pour desservir les petits appartements. Elle est dans un premier temps décorée des vitraux de Psyché, aujourd'hui dans la galerie du même nom. Ils sont remplacés par six vitraux héraldiques provenant eux aussi du château d'Écouen et représentant les armes de Guillaume Gouffier de Bonnivet, compagnon d'armes d'Anne de Montmorency, du dauphin, le futur Henri II en 1541, peut-être celles de Philippe de Montmorency, évêque de Limoges et frère d'Anne, armes d'Antoinette de La Marck, femme de Henri Ier de Montmorency, fils d'Anne, armes d'Anne lui-même et de Marie de Montmorency, sœur cadette d'Anne et abbesse de Maubuisson. Les autres vitraux, qui datent du XIXe siècle, portent les armes des Condé et des Orléans. Les vitrines situées dans la galerie exposent différentes armes ainsi qu'un costume de circassien donné au duc d'Aumale par Constantin Nikolaïevitch de Russie. Au fond du couloir, se trouve l'ancien fauteuil roulant utilisé par le duc lors de ses promenades dans le parc du château à la fin de sa vie.
La galerie Daumet construite par l'architecte du même nom en 1885-1886 pour relier le nouveau grand château aux petits appartements est décorée de boiseries et accueille une armoire du XVIIIe siècle décorée de marqueteries contenant des porcelaines de Meissen. Les tableaux sur les murs de la galerie, ayant appartenu au beau-père du duc d'Aumale, représentent des vues de Naples et de ses environs.

### Cabinet d'arts graphiques

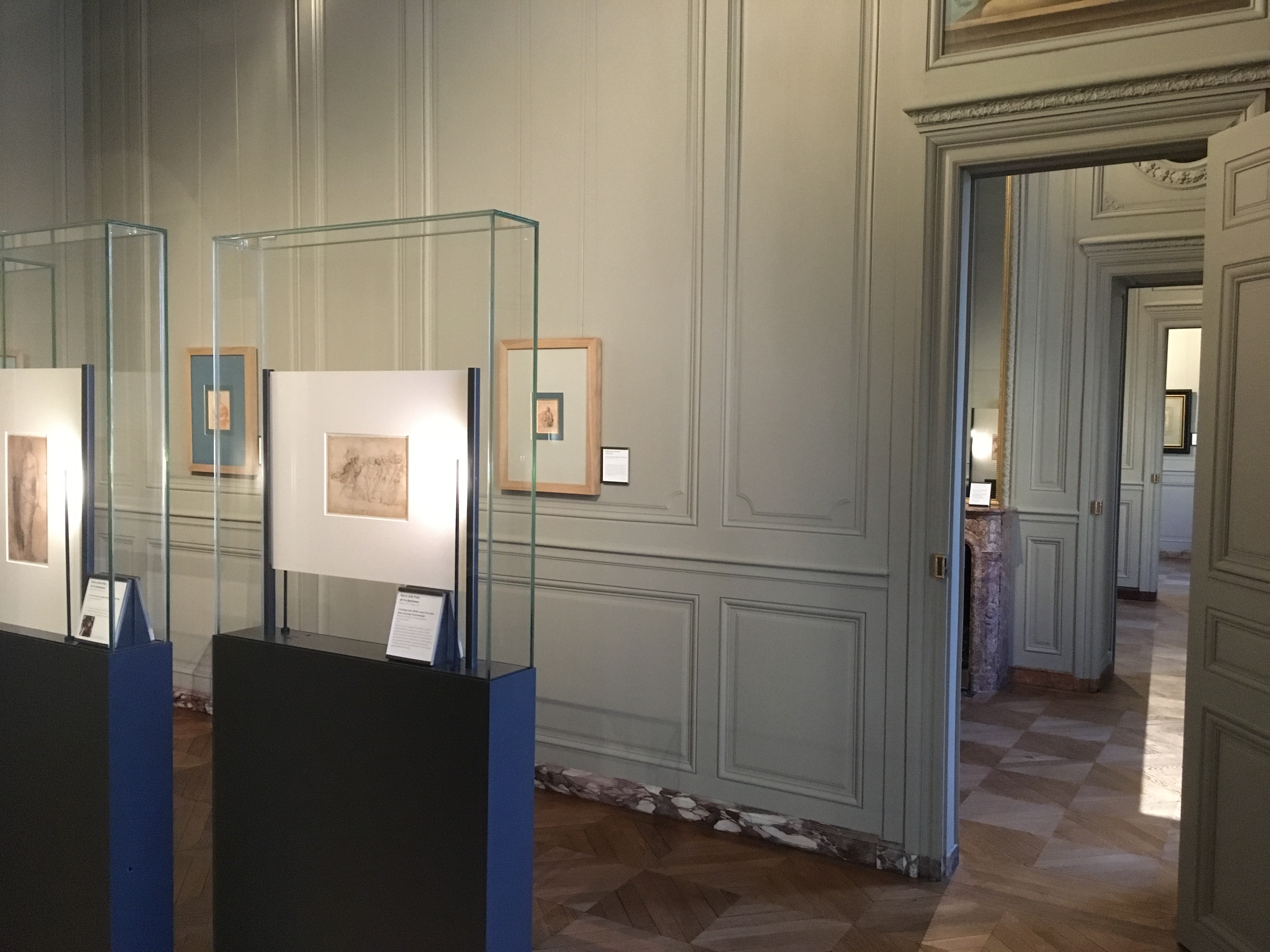
Le cabinet d'arts graphiques à l'occasion de l'exposition inaugurale Bellini, Michel-Ange, Le Parmesan en mars 2017.

Il s'agit de cinq salles situées à proximité des petits appartements, donnant sur le jardin de la Volière, et auxquelles on accède par la galerie Daumet. Aménagées au XIXe siècle, elles servaient au logement de la famille du duc d'Aumale ou de ses invités, bénéficiant d'un système de chauffage central par le sol et de cabinets de toilette indépendants. Elles sont désignées sous le nom de : chambre de Naples, chambre La Bruyère, chambre Jeanne d’Arc, chambre de la Reine et salon Louis III. Elles sont décorées de boiseries, cheminées et leurs garnitures ainsi que de dix-huit tableaux de dessus de porte : un portrait de Lully par Paul Mignard, des copies anciennes d'autres portraits du XVIIe et du début du XVIIIe siècle, des vues de Naples de Joseph Rebell ou encore des vases de fleurs d'Alexis-Joseph Mazerolle provenant de l'hôtel d'Achille Fould à Paris. Une restauration intervenue en 2016-2017 a permis la restitution de sa décoration de la période du duc. Ces salles accueillent désormais un cabinet d'arts graphiques, qui expose les collections de dessin, gravure et photographie du musée à l'occasion d'expositions temporaires. Elles se déroulent au rythme de deux à trois par an et peuvent contenir trente à cinquante œuvres à la fois.

## Collections
Si la collection de peintures anciennes est la plus connue, le musée abrite aussi des collections dans presque tous les domaines de l'art ancien : archéologie, dessin, gravure, sculpture, photographie, arts décoratifs.

### Peintures
Il s'agirait de la deuxième collection de peintures anciennes (avant 1850) de France après le musée du Louvre. 800 peintures sont en effet présentes dans le musée, dont 500 exposées en permanence, réparties dans presque toutes les salles selon le goût et les volontés du duc d'Aumale. Les tableaux sont présentés les uns contre les autres et superposés, comme le voulait l'habitude dans les musées au XIXe siècle.

#### École italienne
La collection italienne du musée Condé comporte 98 tableaux, ce qui en fait l'une des mieux représentées. Le duc d'Aumale avait en effet une prédilection pour la Renaissance italienne : 22 tableaux datent du XVe siècle, 38 du XVIe siècle. Parmi les primitifs, on note surtout la présence de Toscans : Sienne avec Sassetta (Le Mariage mystique de saint François d'Assise) et Florence avec Fra Angelico (trois tableaux : Saint Marc, Saint Matthieu et Saint Benoît à Subiaco), Filippino Lippi ou Piero di Cosimo (Portrait de Simonetta Vespucci). Le XVIe siècle se concentre sur les trente premières années avec beaucoup de peintres de l'Italie du Nord dont Ludovico Mazzolino ou Bernardino Luini, mais aussi des peintres romains comme Raphaël, le musée Condé étant le seul musée de France, avec le Louvre, à conserver trois de ses tableaux (Les Trois Grâces, La Madone d'Orléans, La Vierge de Lorette), Jacopino del Conte ou Scipione Pulzone. Pour le XVIIe siècle, les deux principaux peintres représentés sont Annibale Carracci et Salvator Rosa avec chacun huit œuvres mais on trouve aussi un Dominiquin et un Guerchin. Les sujets traités sont pour l'essentiel des sujets religieux, à l'exception d'une dizaine de portraits.
Ces tableaux italiens proviennent principalement de deux achats en bloc de grandes collections : la collection de son beau-père, le prince de Salerne, en 1854 et celle du conservateur du musée du Louvre, Frédéric Reiset, en 1879. La première représente 72 tableaux, soit plus de la moitié des collections italiennes. Le duc a d'ailleurs vendu rapidement 70 toiles pour ne garder pour l'essentiel que des peintures des XVIe et XVIIe siècles. Ces œuvres ont été achetées par Ferdinand Ier des Deux-Siciles, qui tenta entre 1799 et 1805 de récupérer une partie des collections vendues par les grandes familles romaines à l'arrivée des troupes françaises. Frédéric Reiset, pour sa part, a constitué sa collection par des achats successifs tout au long de sa carrière de conservateur au musée du Louvre puis de directeur des musées nationaux. Il vend ses 40 tableaux dont 24 de l'école italienne à son départ à la retraite. Les autres tableaux sont des acquisitions ponctuelles réalisées à l'occasion de ventes aux enchères.

Peintures italiennes du musée
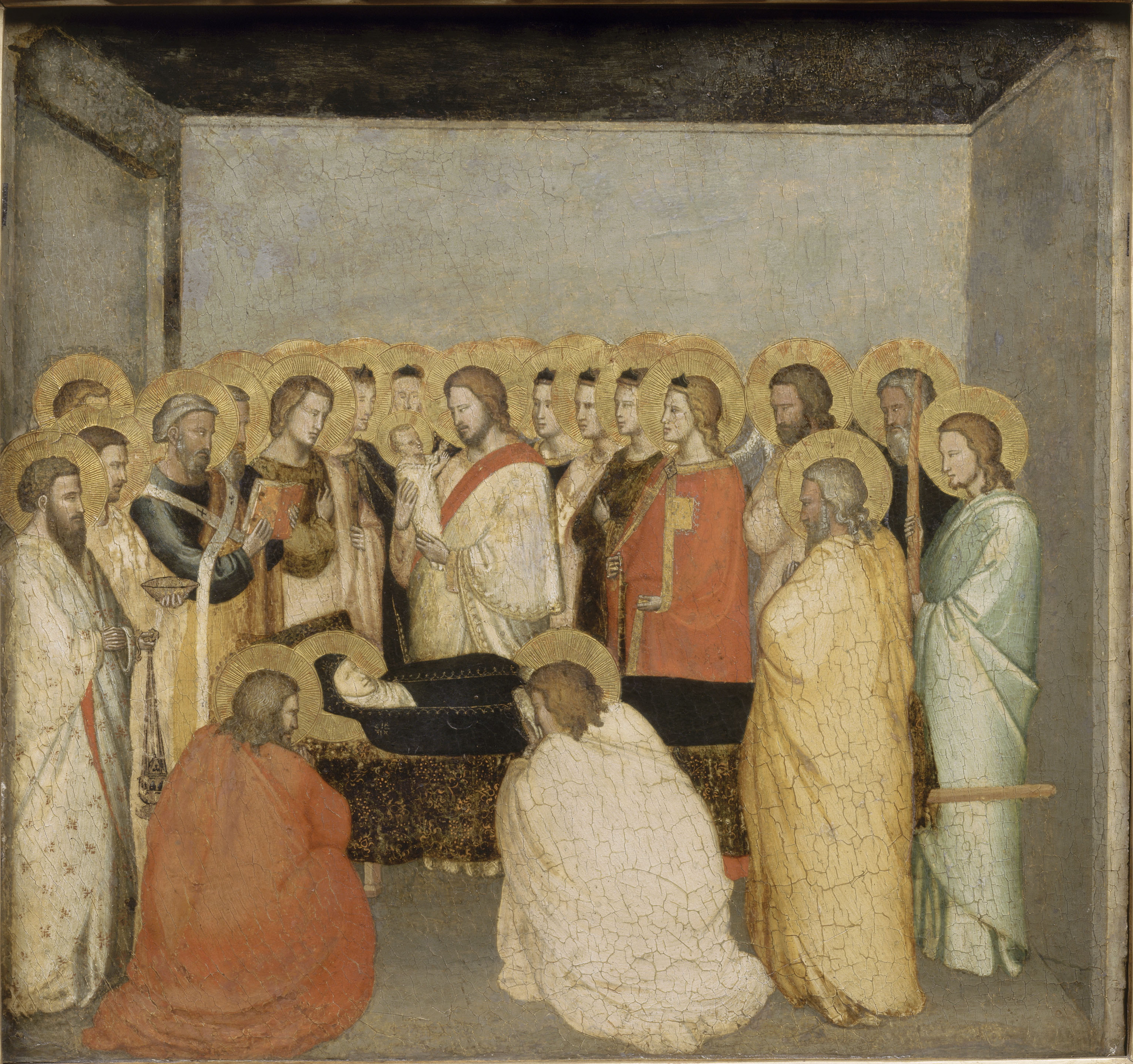
La Dormition de la Vierge, tempera sur bois, Maso di Banco (XIVe siècle)
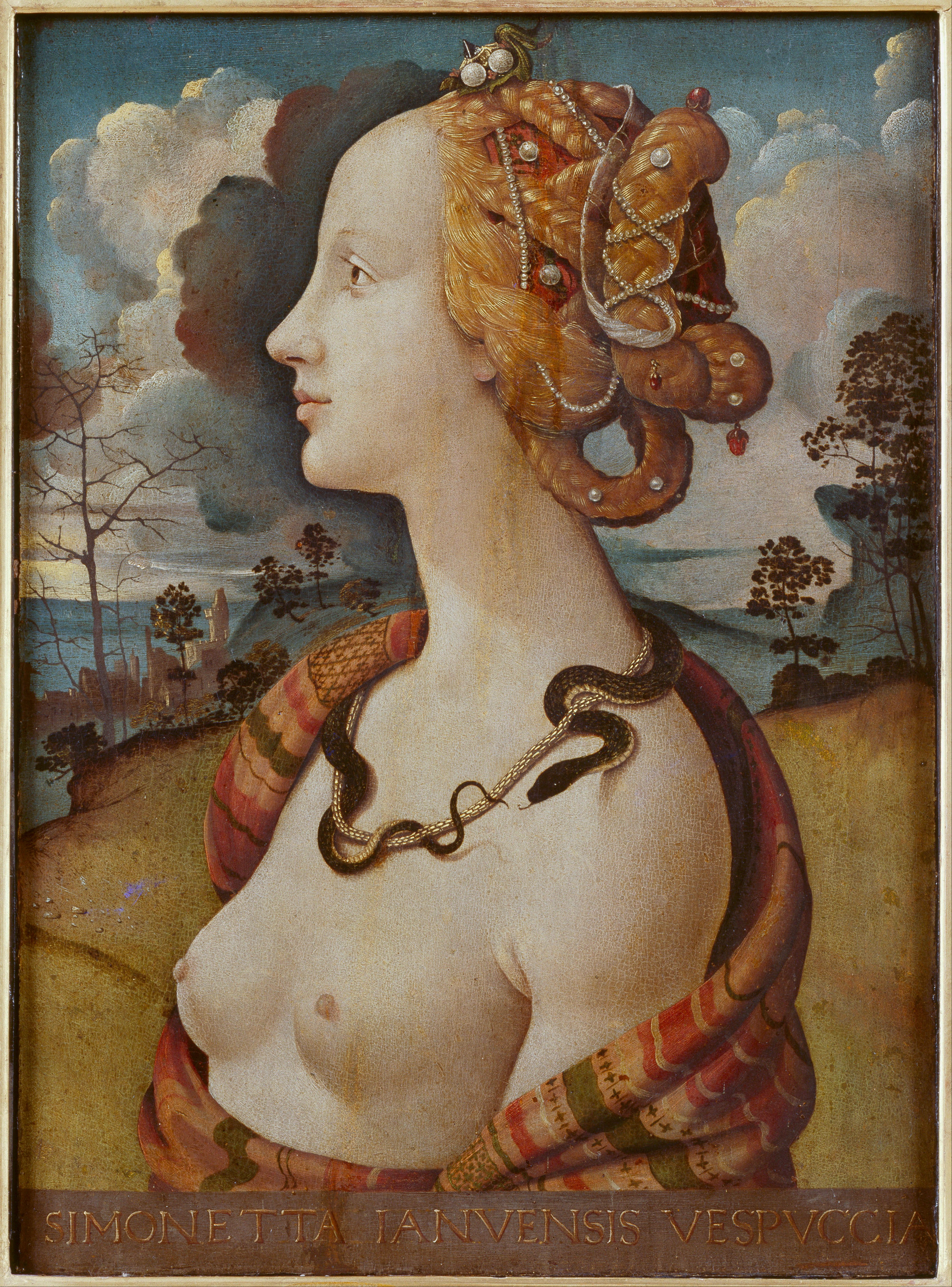
Portrait de Simonetta Vespucci, détrempe sur bois, Piero di Cosimo (vers 1480)
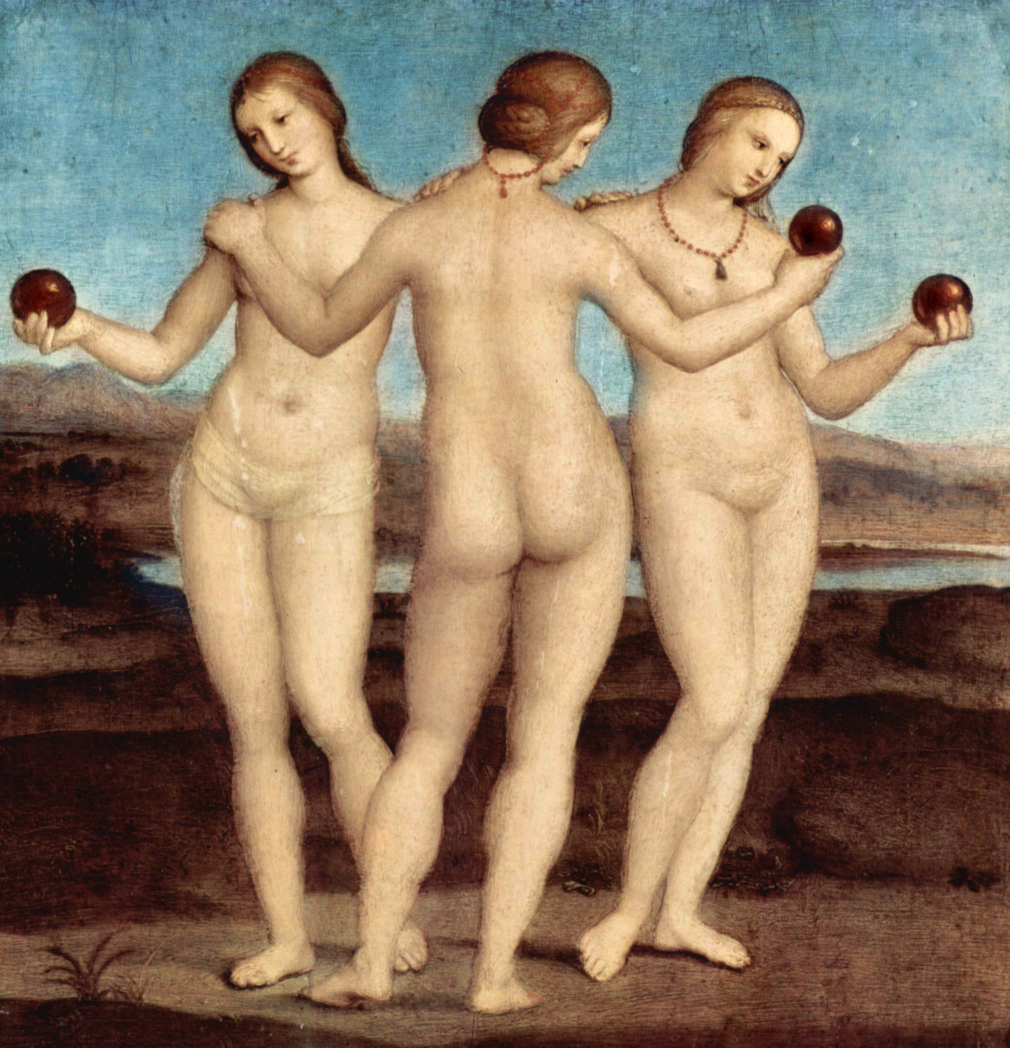
Les Trois Grâces, huile sur bois, Raphaël (1504-1505)
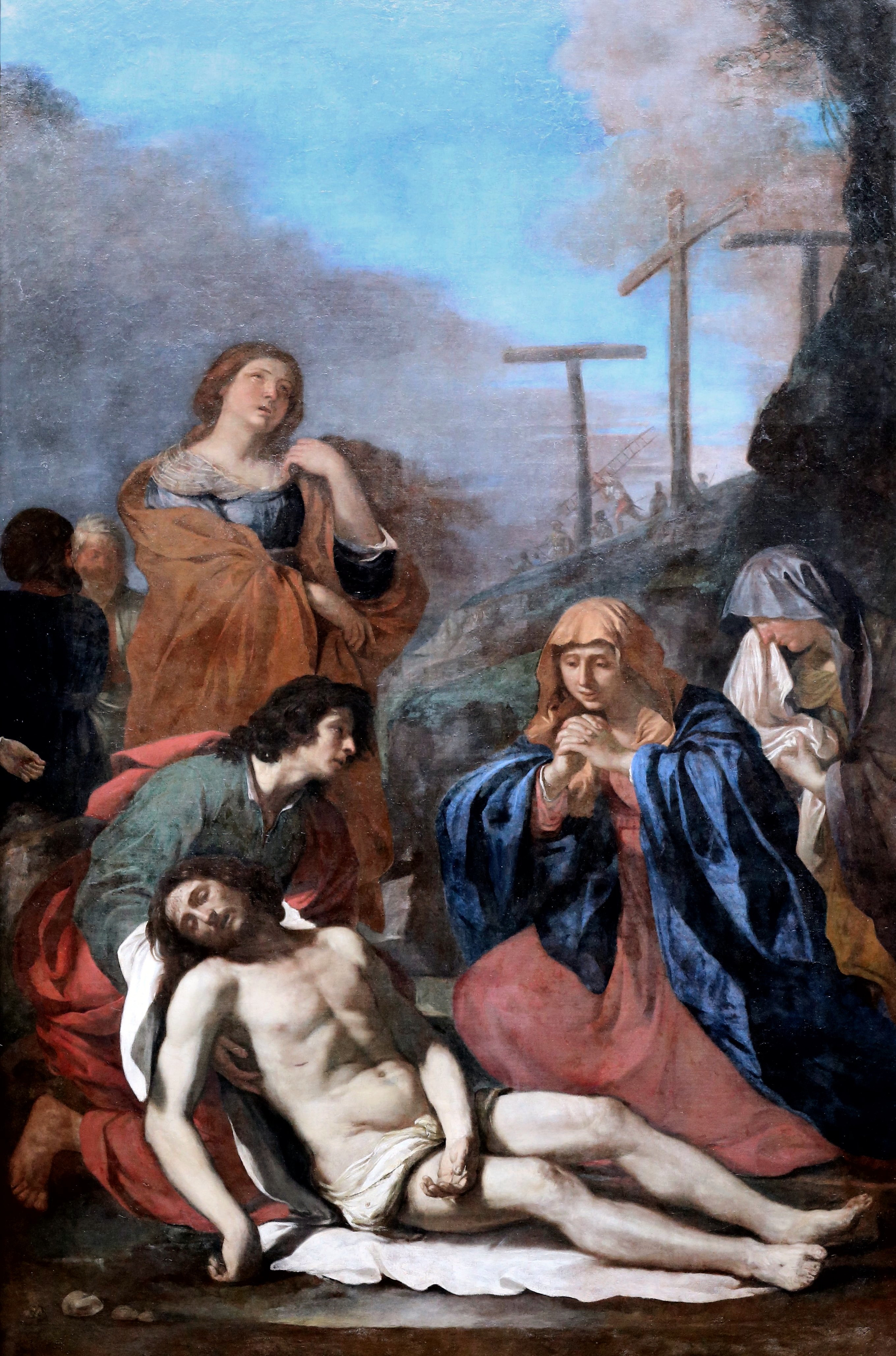
La Pietà, huile sur toile, Le Guerchin (1640)

#### École flamande
La peinture flamande est essentiellement représentée par deux genres : la peinture religieuse et surtout les portraits. Au premier genre, appartient un diptyque anonyme dit de Jeanne de France, sœur de Louis XI, autrefois attribué à Hans Memling mais sans doute réalisé par un peintre de l'entourage de Rogier van der Weyden. Également une Sainte Marie-Madeleine (autrefois désignée sous le nom de Portrait de Marie de Bourgogne) attribuée au Maître de la Légende de sainte Marie-Madeleine. Deux autres tableaux religieux datent du XVIIe siècle, l'un représentant Noli me tangere signé Denis Calvaert et un Ecce homo de Frans II Francken. Un portrait du XVe siècle reste anonyme et représente Antoine, Grand bâtard de Bourgogne. Pour le XVIIe siècle, il s'agit pour la plupart de portraits de la famille Condé et Orléans, réalisés pour certains à l'occasion d'exils en Flandre, transmis au duc d'Aumale par héritage : Portrait de Gaston de France par Antoine van Dyck et deux autres œuvres du portraitiste flamand, ainsi que des portraits du Grand Condé signés David Teniers le Jeune ou Juste d'Egmont.

Peintures flamandes du musée
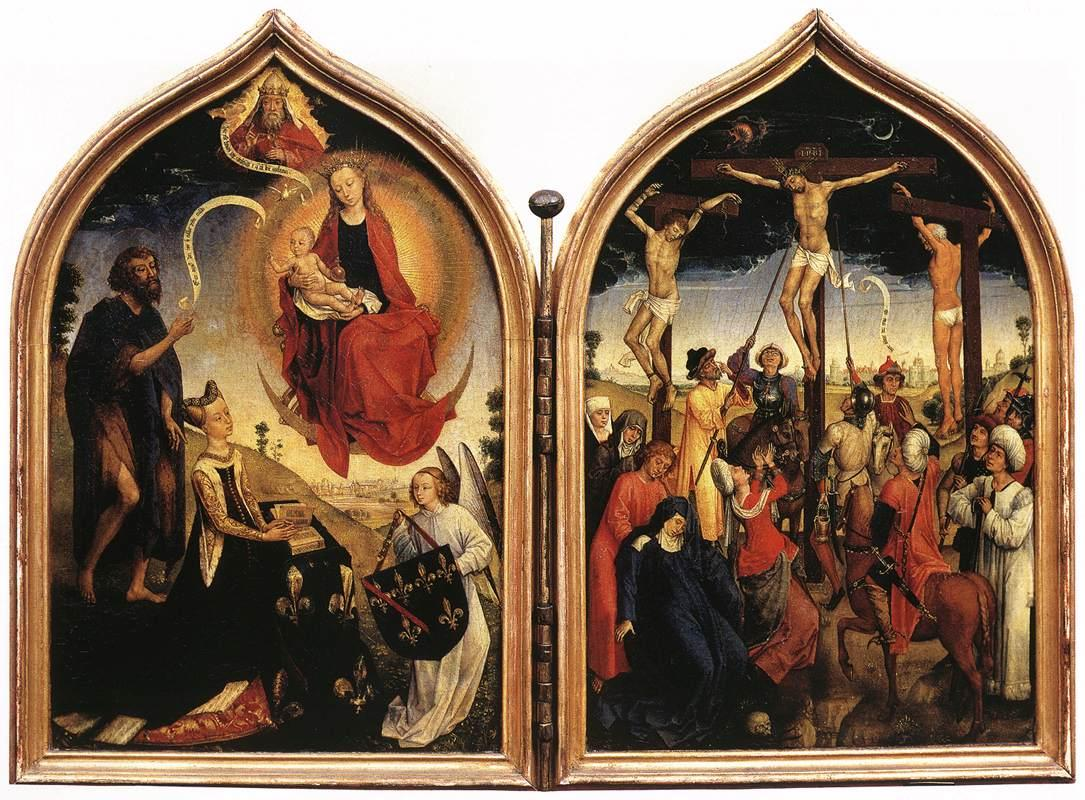
Diptyque dit de Jeanne de France (vers 1465) entourage de Rogier van der Weyden
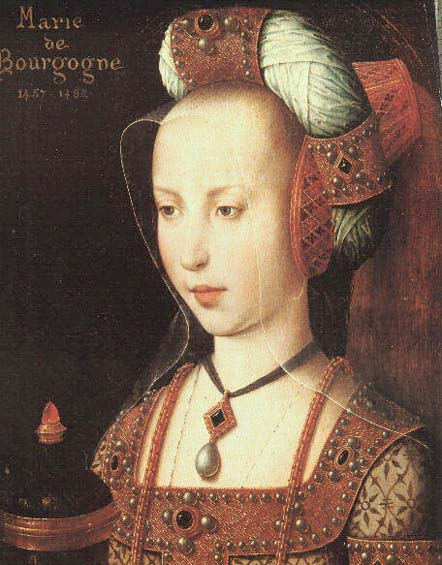
Sainte Marie-Madeleine fin du XVe siècle Maître de la Légende de sainte Marie-Madeleine
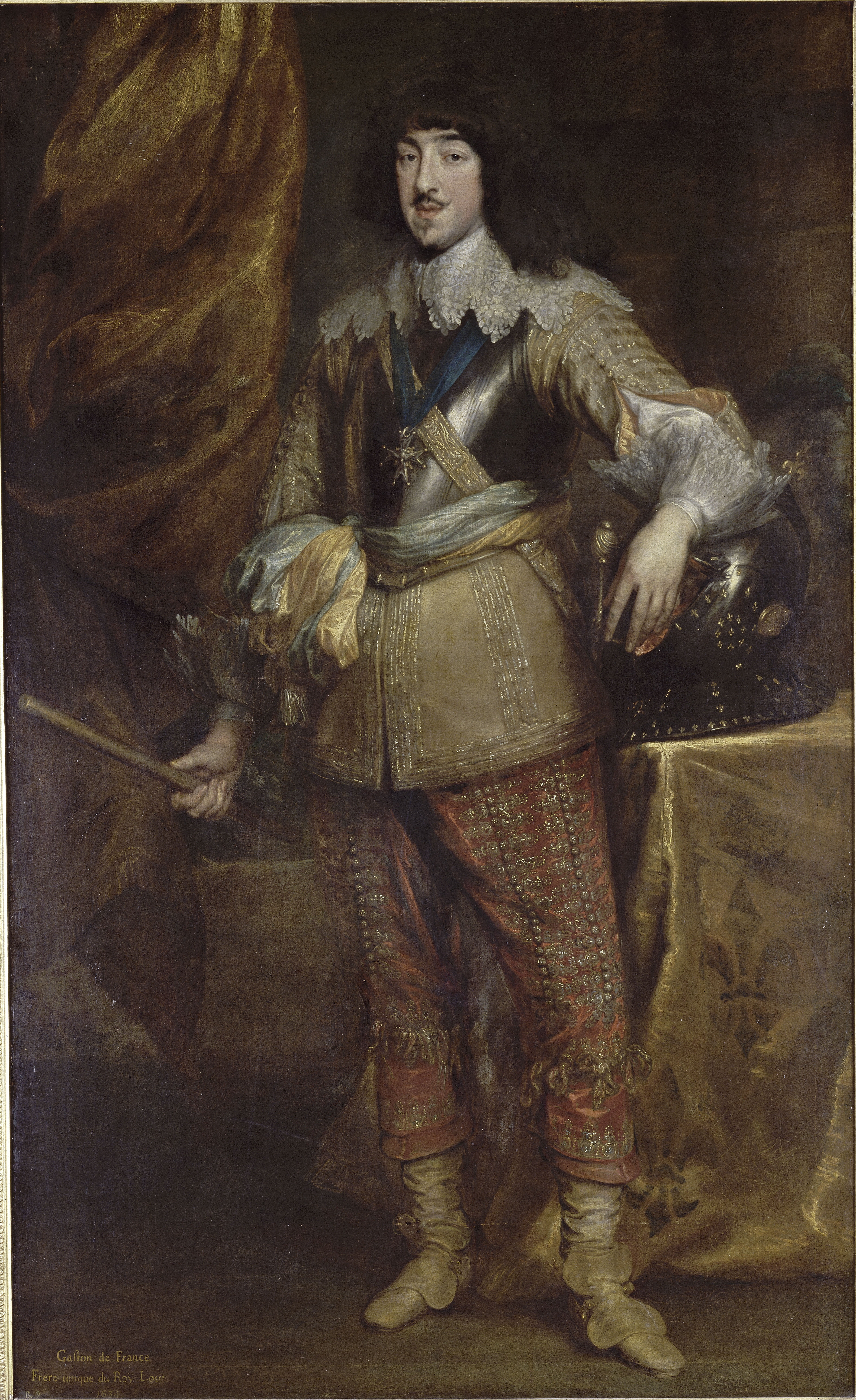
Portrait de Gaston de France (1634) Antoine van Dyck
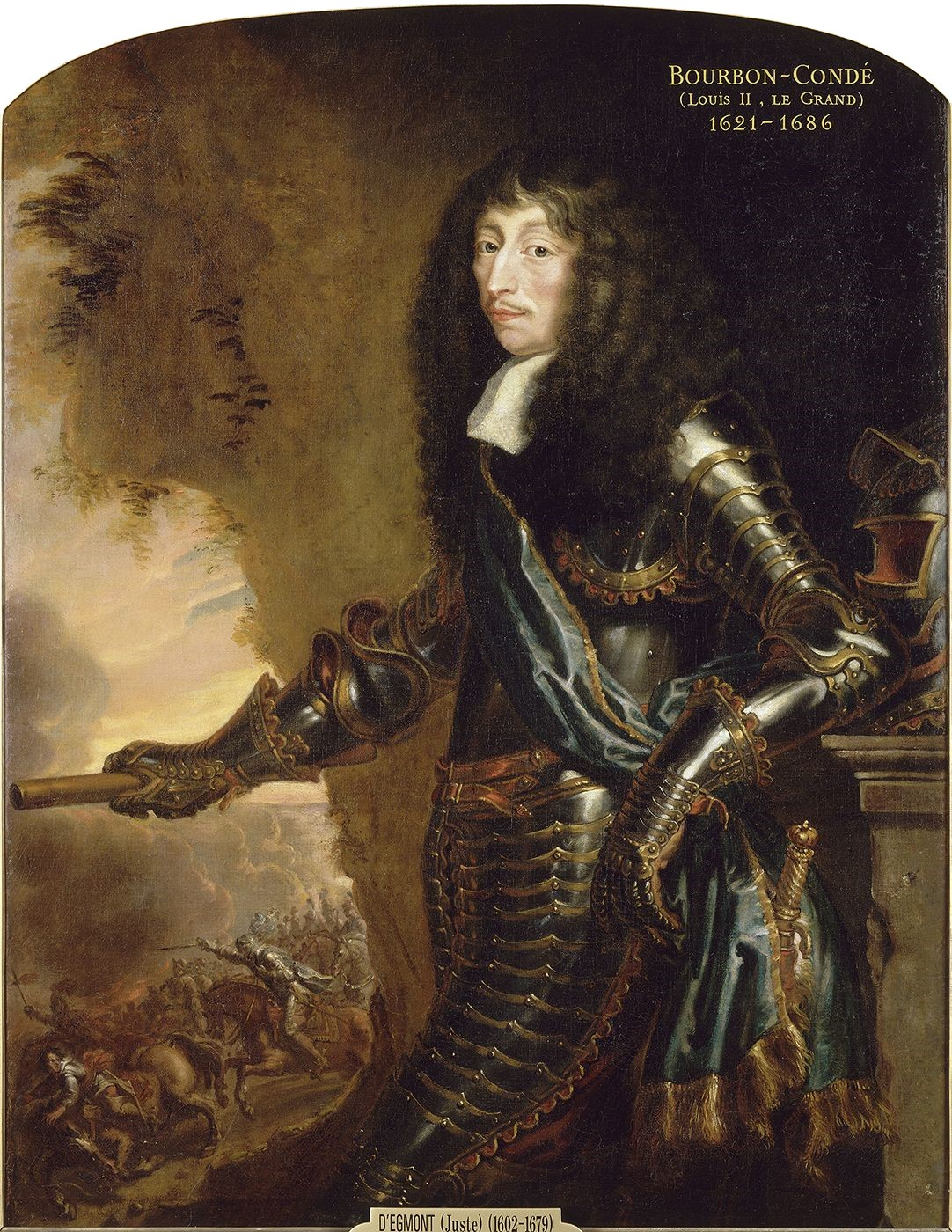
Portrait du Grand Condé (1654-1658) Juste d'Egmont

#### Autres écoles étrangères
La collection du musée comprend 16 tableaux de peintres hollandais. En dehors d'un tableau d'Antonio Moro, il s'agit de tableaux datant du siècle d'or : on retrouve un grand nombre de portraits (la moitié), ainsi que des marines, de Jacob van Ruisdael et de Willem Van de Velde le Jeune notamment, des peintures d'histoire avec Mathias Stomer ou des scènes de genre avec Melchior d'Hondecoeter.
Les peintres allemands de la Renaissance sont représentés par Hans Holbein le Jeune, mais aussi Bartholomaeus Bruyn le Vieux et Heinrich Aldegraver. Pour les époques plus récentes, le duc d'Aumale a acquis plusieurs tableaux de paysage allemands et autrichiens du XIXe siècle présents au sein de la collection du duc de Salerne signés Joseph Rebell, Oswald Achenbach ou Jacob Philipp Hackert. Le musée possède, en outre, deux tableaux de Franz Xaver Winterhalter.
Bien que l'attachement de la maison d'Orléans à l'Angleterre remonte avant même la Révolution, les peintures anglaises sont presque absentes des collections. La notable exception est le portrait des Deux Waldegrave de Joshua Reynolds. Le Portrait de Louis-Philippe d'Orléans du même peintre n'est qu'une copie d'un original perdu. Les autres tableaux sont des paysages signés Edward Lear ou Samuel William Reynolds.
La peinture espagnole, outre trois portraits anonymes, se réduit à deux tableaux religieux de Antonio de Pereda et un de Bartolomé Esteban Murillo.

Peintures des autres écoles
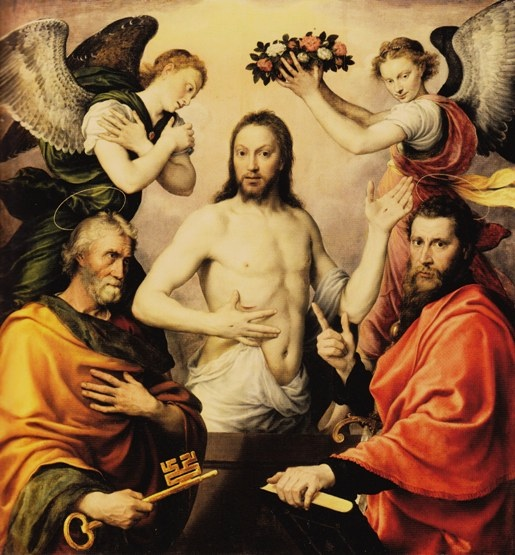
Jésus-Christ ressuscité entouré de saint Pierre, saint Paul et deux anges, huile sur toile, Anthonis Mor (1564).
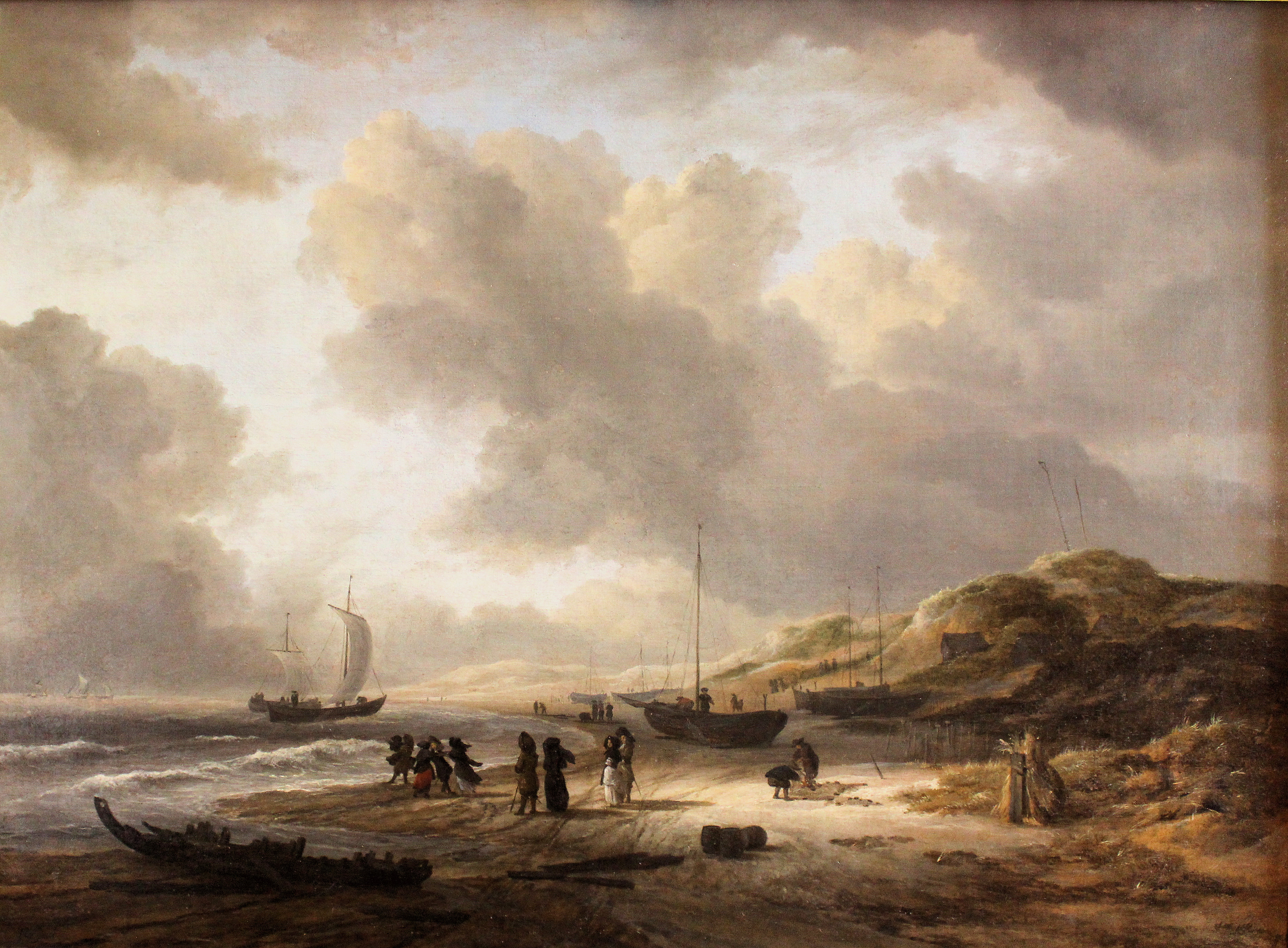
La plage et les dunes de Scheveningen, huile sur toile, Jacob van Ruisdael (vers 1660).
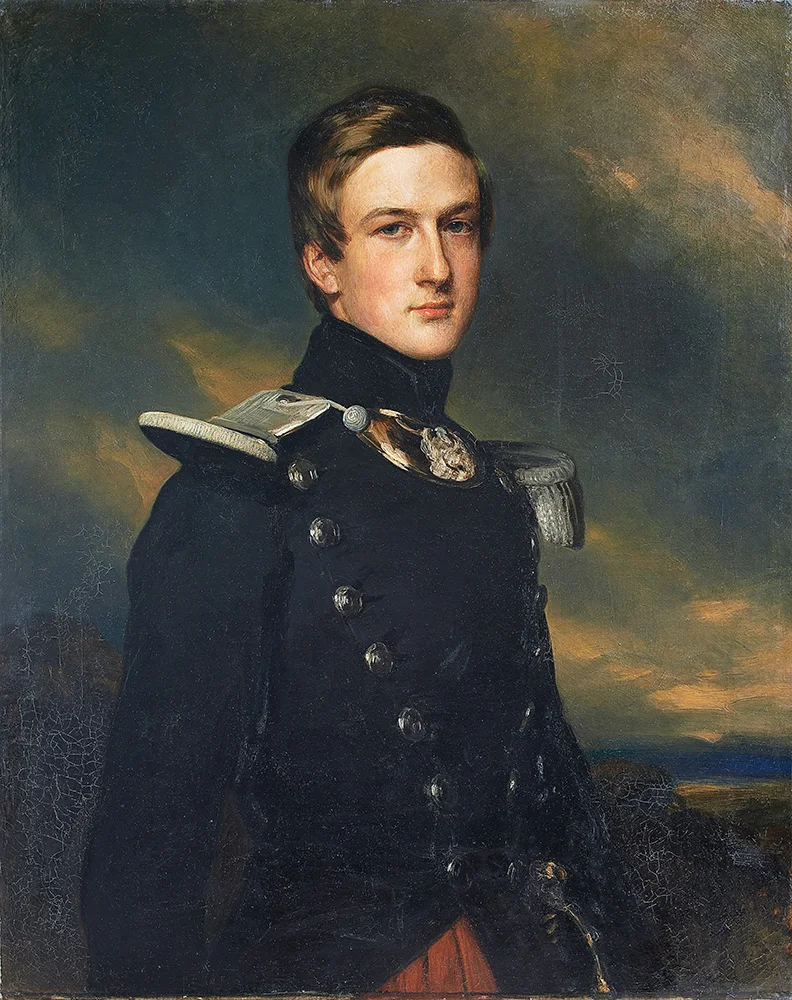
Portrait du duc d'Aumale en chef de bataillon du XVIIe léger, huile sur toile, Franz Xaver Winterhalter (vers 1840).
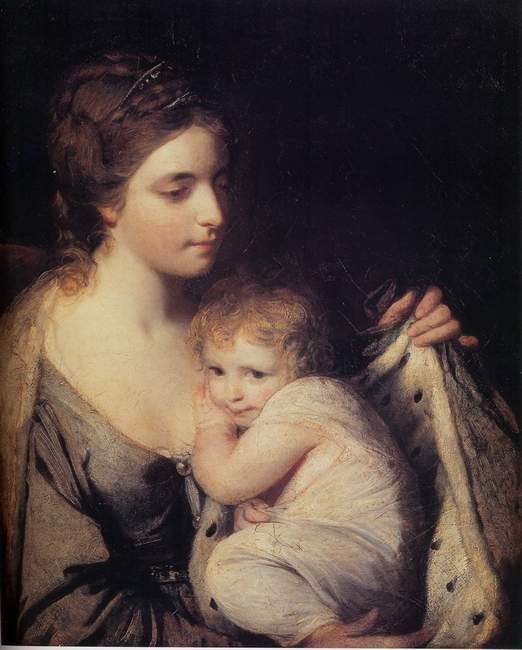
Les Deux Waldegrave, huile sur toile, Joshua Reynolds (1762).

#### École française

##### XVeetXVIesiècles
Outre La Vierge de miséricorde de la famille Cadard, attribuée en 1904 à Enguerrand Quarton et Pierre Villate, les peintures des XVe et XVIe siècles comprennent 85 portraits représentant des personnages célèbres de cette période, principalement des rois de France, leur famille et leur entourage. Seuls deux d'entre eux sont attribués à François Clouet lui-même (un Portrait d'Odet de Coligny ainsi qu'un Portrait de Jeanne d'Albret) ; la vingtaine de portraits restant provient de l'atelier ou de l'entourage du peintre de la cour. Trois sont attribués à Corneille de Lyon et six à son atelier, et huit à d'autres peintres portraitistes de la période tels que Jean Decourt, Germain Le Mannier. Au total, 43 tableaux restent anonymes. Un très grand nombre de ces portraits proviennent de la collection d'Alexandre Lenoir et l'autre moitié de la collection d'Armand de Biencourt donnée en 1939.
- Peintures françaises des XVe et XVIe siècles

Peintures françaises des
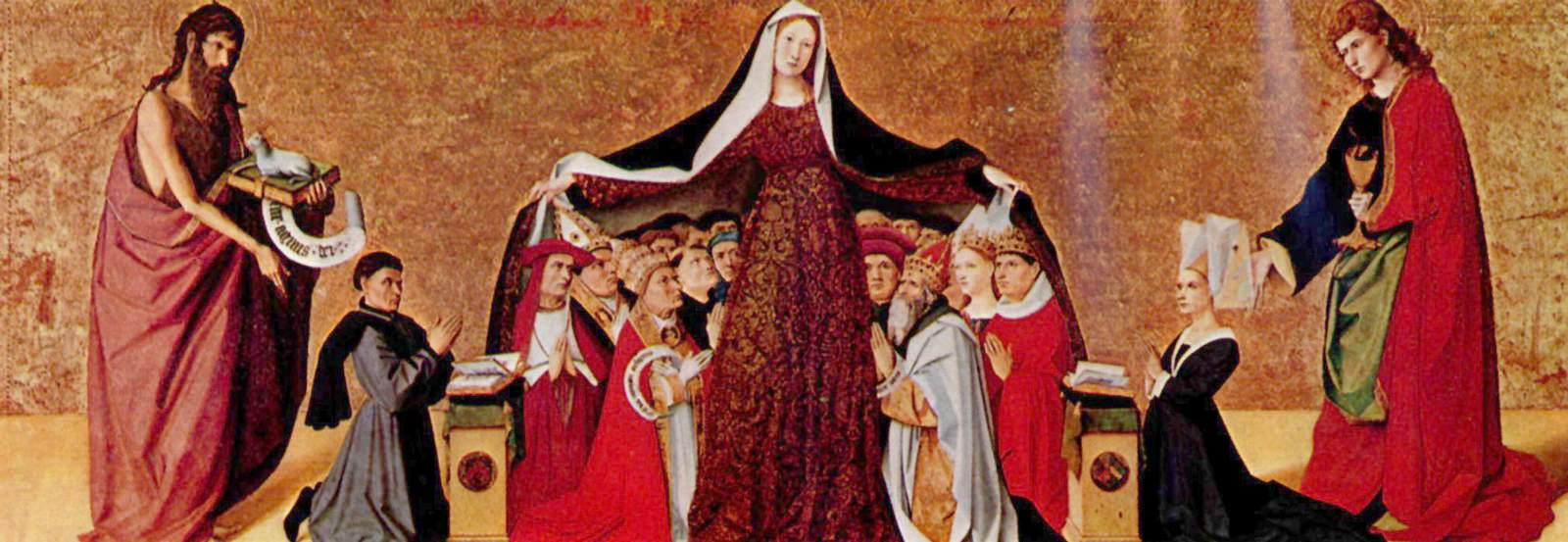
La Vierge de miséricorde de la famille Cadard, huile sur bois transposée sur toile, Enguerrand Quarton (1452)
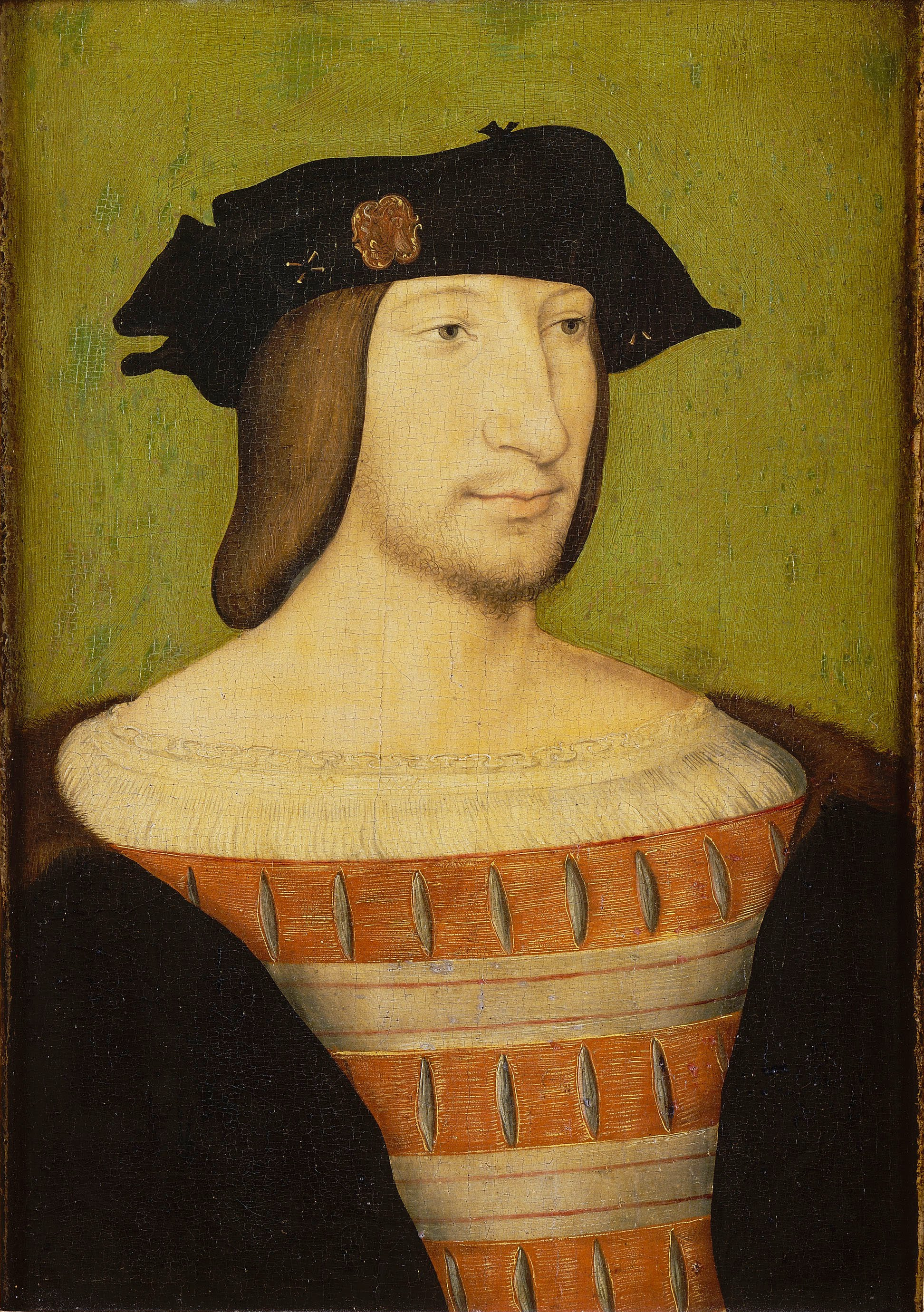
Portrait de François Ier, huile sur bois, d'après Jean Clouet (vers 1515-1520)
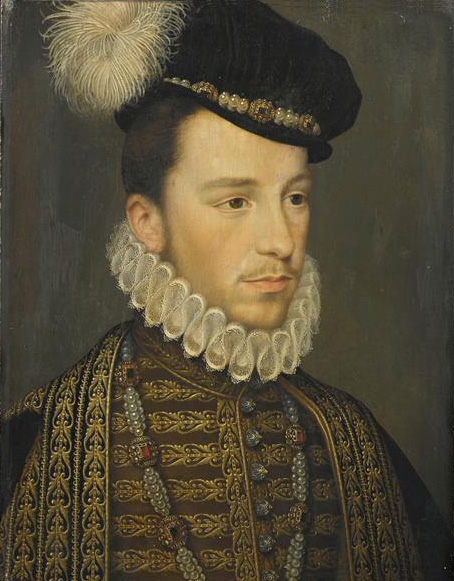
Henri III avant son avènement, huile sur bois, attribué à Jean Decourt (seconde moitié du XVIe siècle)
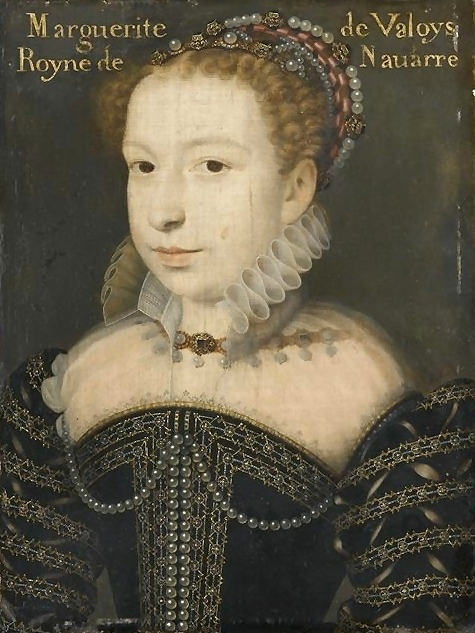
Portrait de Marguerite de Valoys, royne de Navarre, huile sur bois, anonyme (seconde moitié du XVIe siècle)

##### XVIIesiècle
Les tableaux français de ce siècle, au nombre de 82, sont pour 57 d'entre eux des portraits. Ils proviennent en partie de la collection d'Alexandre Lenoir dont un Philippe de Champaigne (La Mère Angélique Arnaud) et trois Pierre Mignard (Le Cardinal Mazarin, Madame Deshoulières, Molière). D'autres proviennent des collections de Louis-Philippe Ier, le père du duc d'Aumale, et comprennent un Philippe de Champaigne (Le Cardinal Mazarin). La collection de portraits comprend par ailleurs cinq réalisations de Nicolas de Largillierre dont quatre sont des achats précoces du duc. Dans les autres thématiques, domine la peinture de bataille, représentant des victoires du Grand Condé par des élèves de Adam François van der Meulen dont Martin des Batailles. Les tableaux les plus célèbres de cette collection sont sans doute les œuvres de Nicolas Poussin, au nombre de sept, représentant des scènes du Nouveau Testament, dont Le Massacre des innocents, de la mythologie ou des paysages comme Paysage aux deux nymphes. Le caravagisme n'est représenté que par Le Repas d'Emmaüs de Trophime Bigot.

Peintures françaises du XVIIe siècle
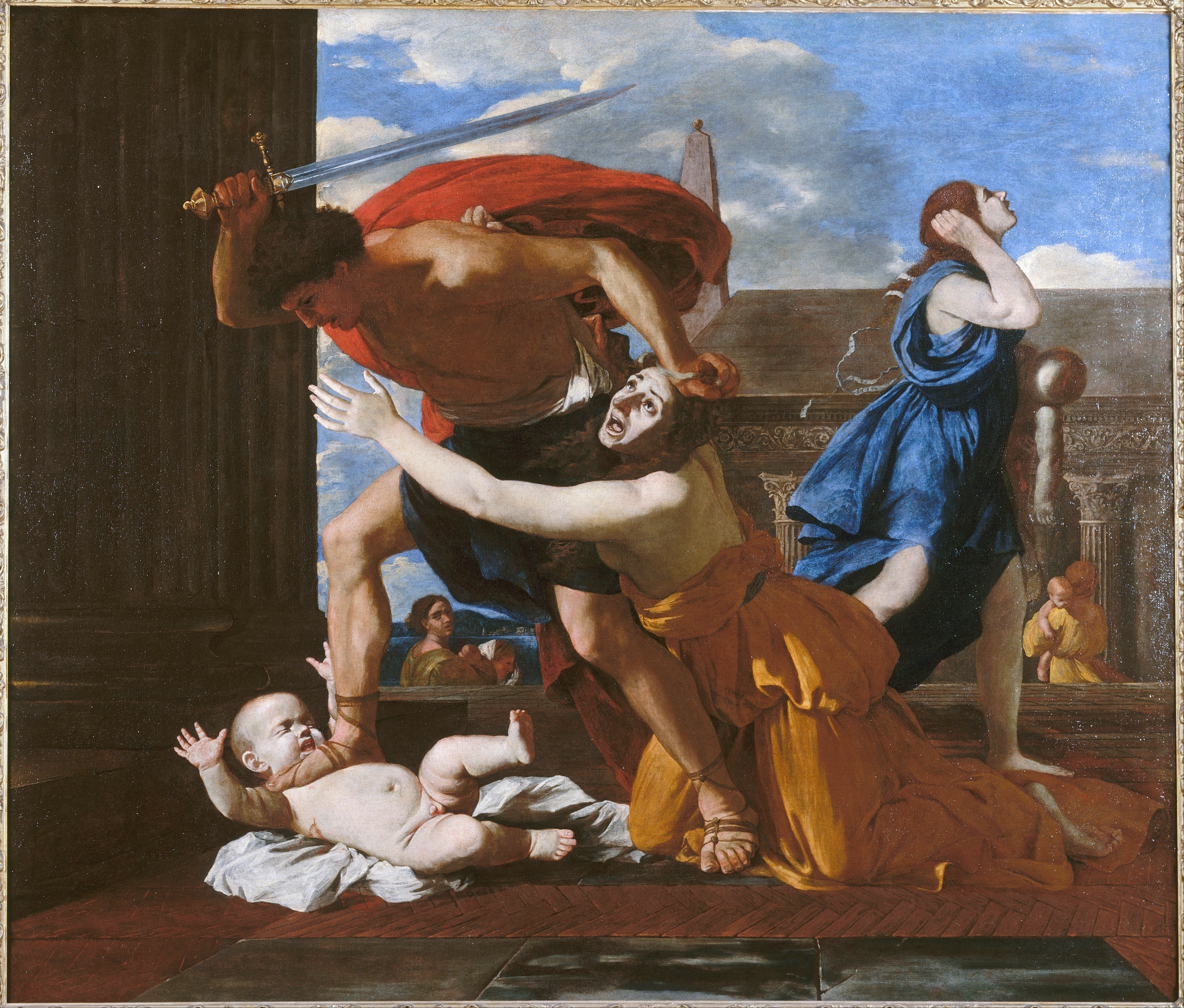
Le Massacre des Innocents, huile sur toile, Nicolas Poussin (vers 1628-1629)
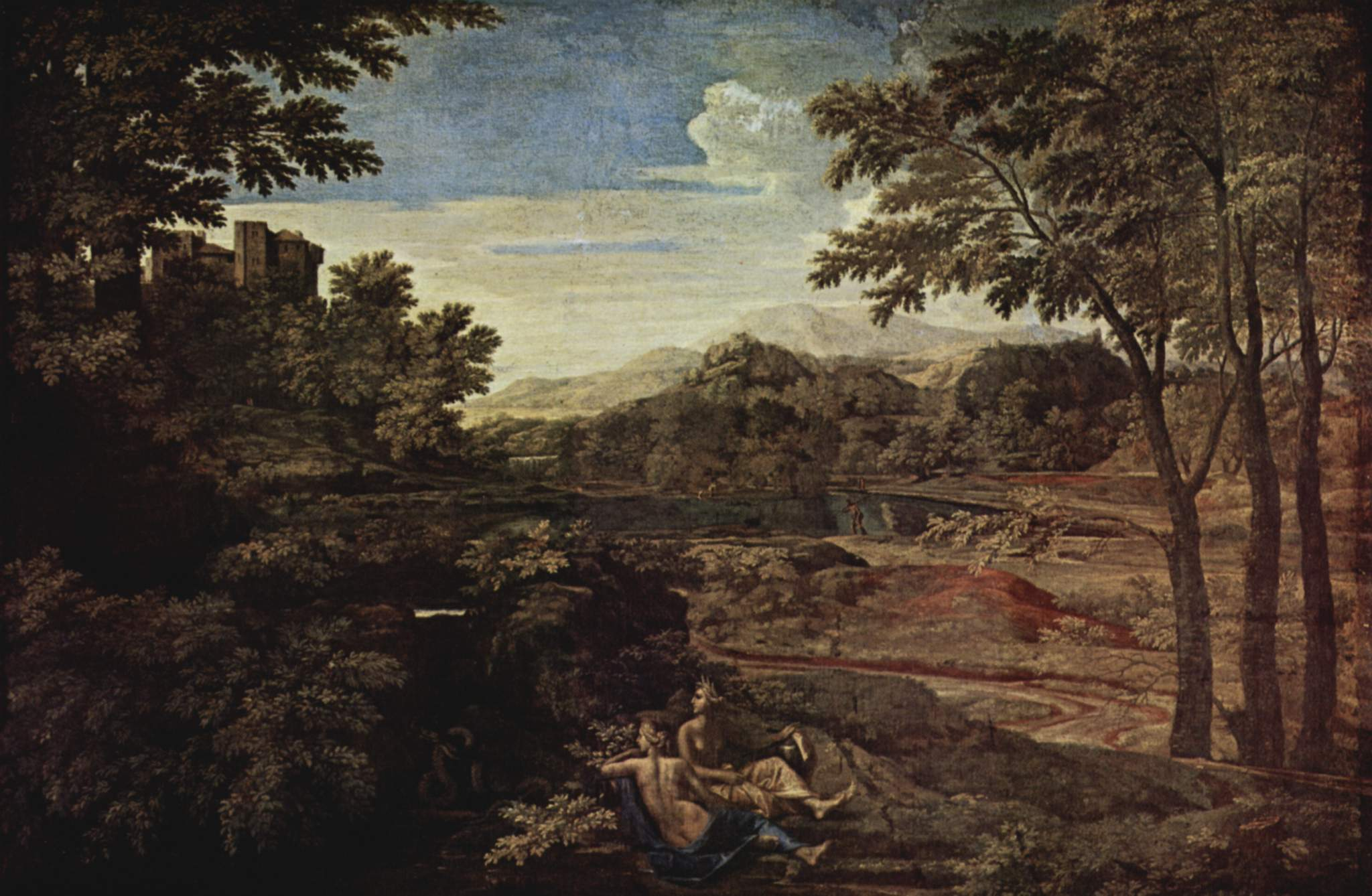
Paysage aux deux nymphes, huile sur toile, Nicolas Poussin (vers 1658)
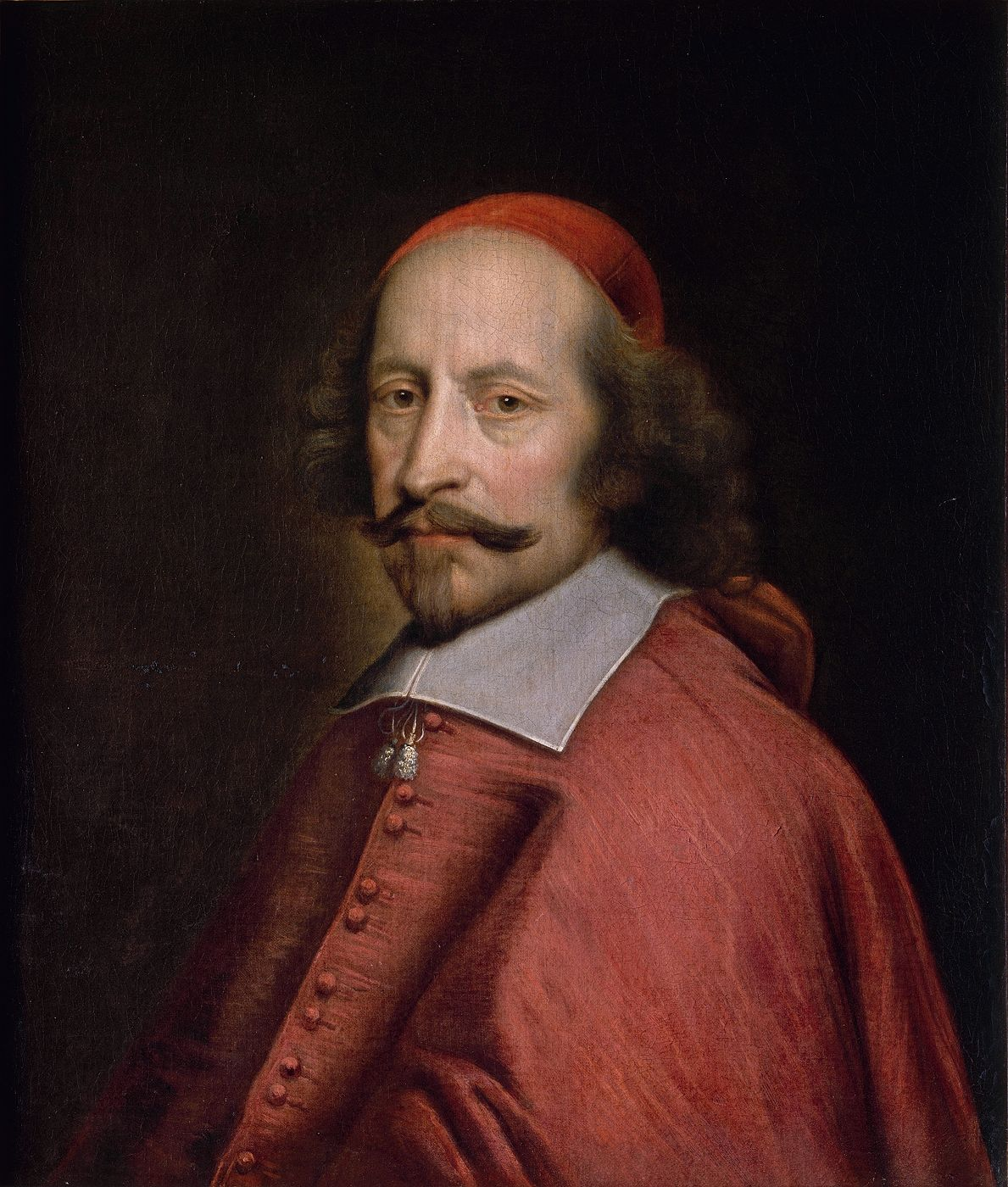
Portrait du Cardinal Mazarin, huile sur toile, Pierre Mignard (1658-1660)
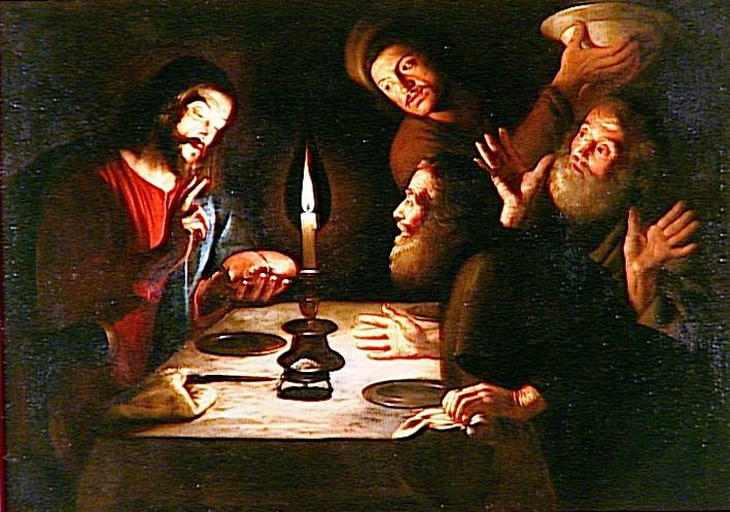
Le Repas d'Emmaüs, huile sur toile, Trophime Bigot (première moitié du XVIIe siècle)

##### XVIIIesiècle
Le musée conserve 137 tableaux de l'école française datant de ce siècle. Pour près de la moitié, il s'agit de portraits, le duc d'Aumale consacrant une bonne partie de sa collection à des représentations de sa famille et des grands noms de l'histoire de France. On trouve parmi les plus célèbres peintres de cette époque : deux œuvres de Jean-Marc Nattier, une de Charles-Joseph Natoire, trois de Joseph Siffrein Duplessis, et quatre de Jean-Baptiste Greuze. À l'inverse, on ne trouve presque aucune peinture religieuse ou d'histoire. La peinture mythologique est uniquement représentée par L'Amour désarmé d'Antoine Watteau. La collection compte au total quatre œuvres de ce dernier. On trouve par ailleurs de nombreuses scènes de chasse dont deux tableaux de Jean-Baptiste Oudry (Hallali du renard, Hallali du loup). Deux pièces majeures sont deux commandes royales concomitantes, en 1735, sur des sujets voisins : Le Déjeuner d'huîtres de Jean-François de Troy et Le Déjeuner de jambon de Nicolas Lancret qui devaient orner la salle à manger des petits appartements du roi Louis XV au château de Versailles. Le château est enfin réputé pour les peintures décoratives de ses appartements, signées Christophe Huet : une grande et une petite singerie, ainsi qu'un ensemble de toiles représentant des paysages et des animaux.

Peintures françaises du XVIIIe siècle
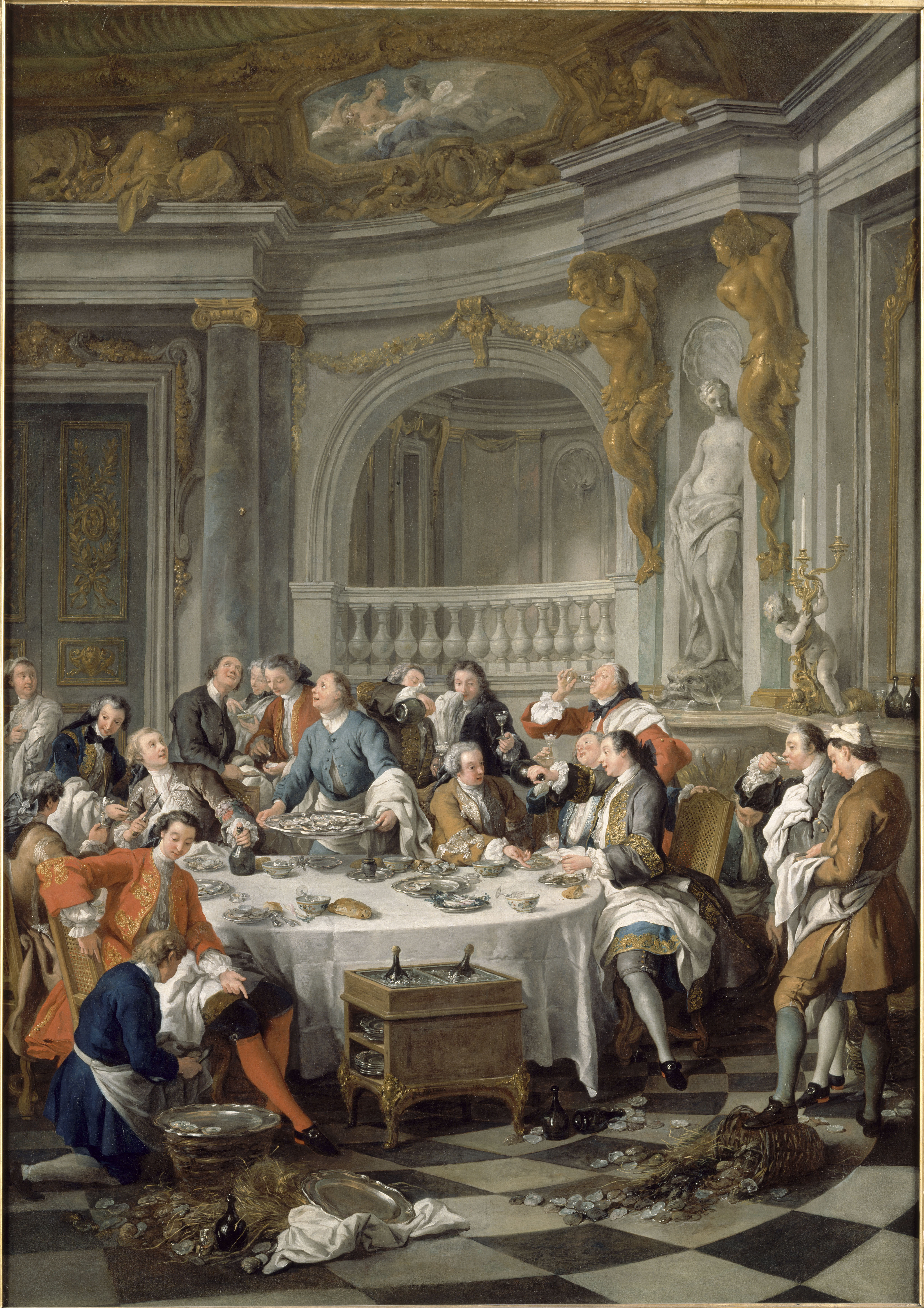
Le Déjeuner d'huîtres, huile sur toile, Jean-François de Troy (1735)
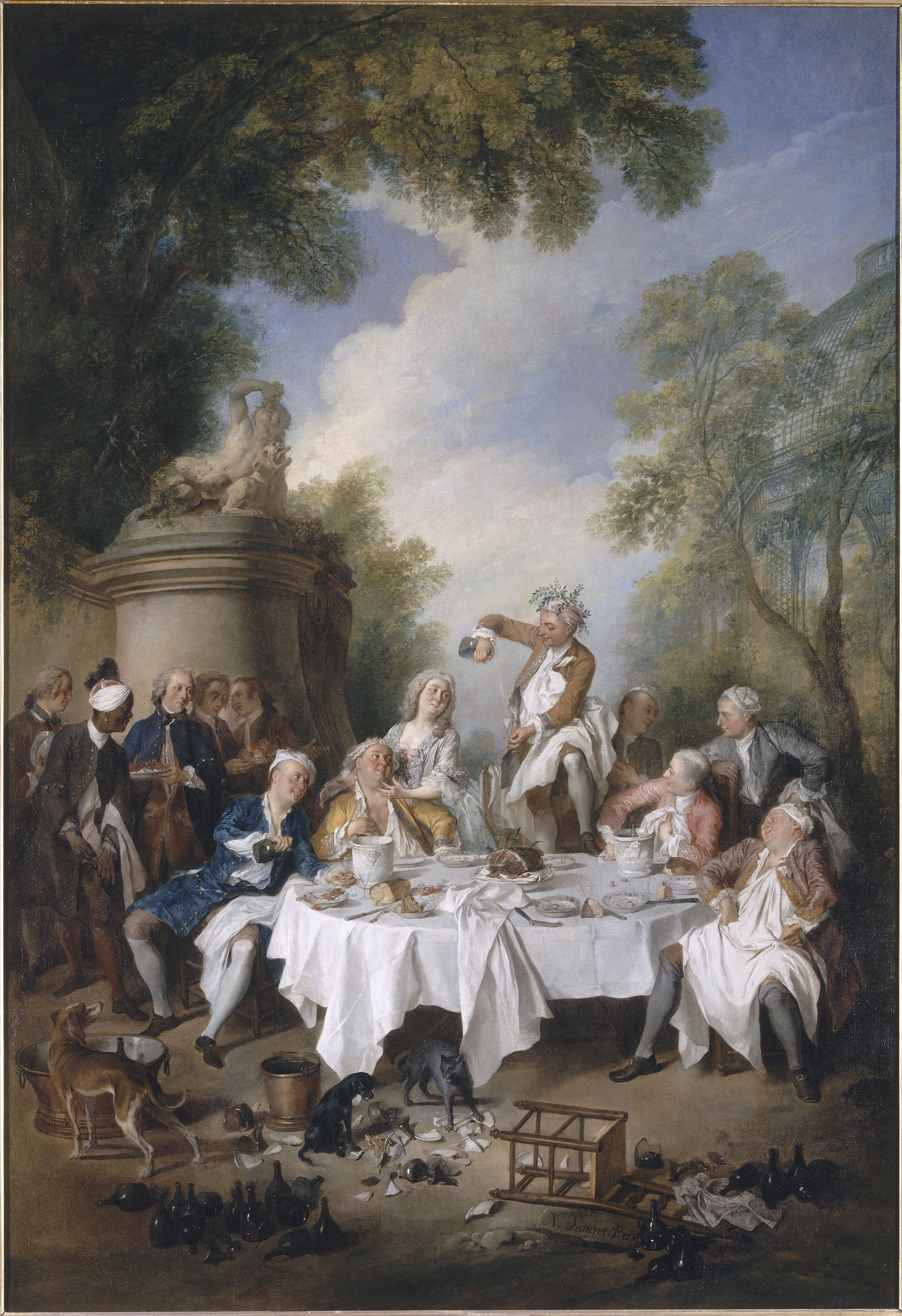
Le Déjeuner de jambon, huile sur toile, Nicolas Lancret (1735)
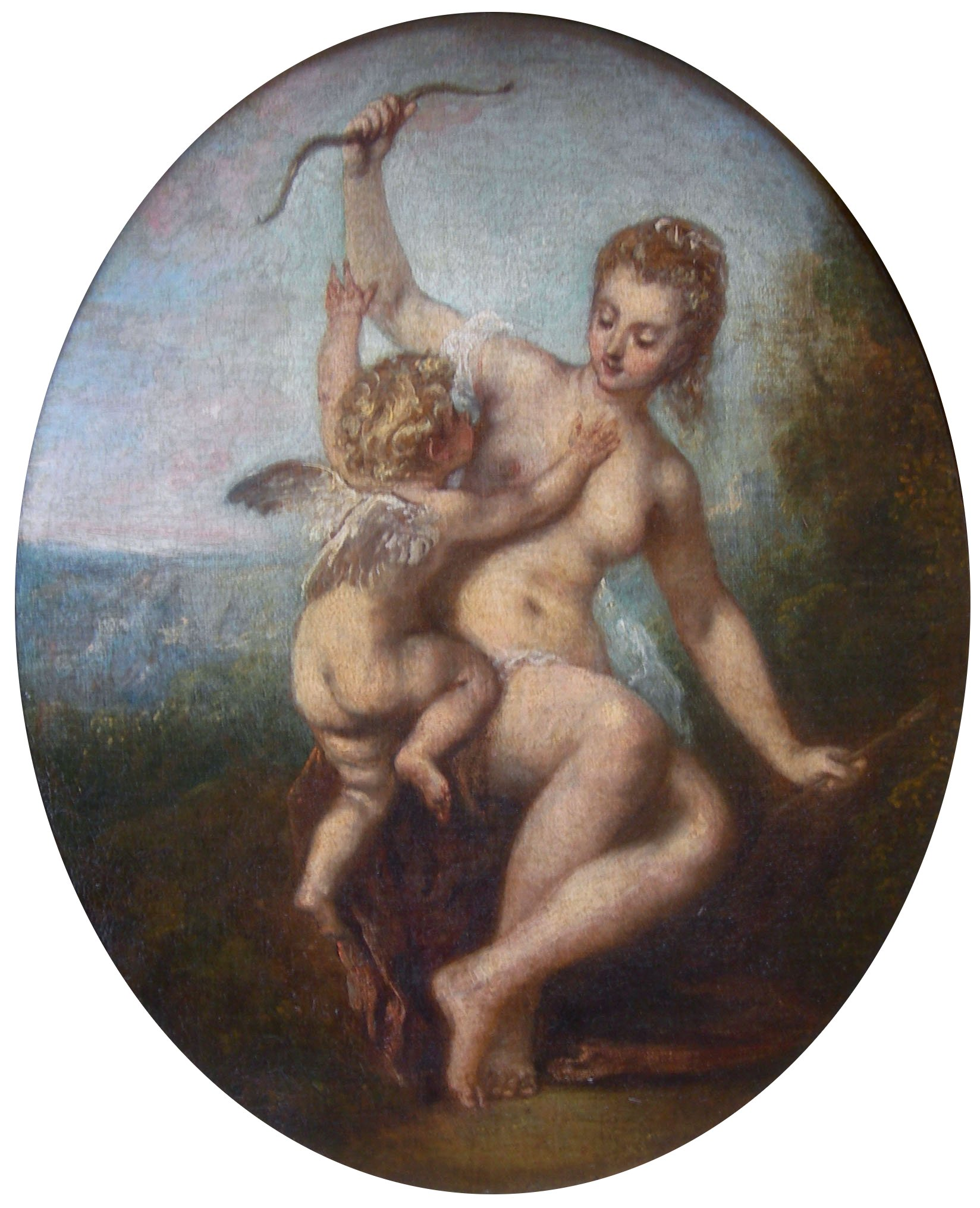
L'Amour désarmé, huile sur toile, Antoine Watteau (vers 1715)
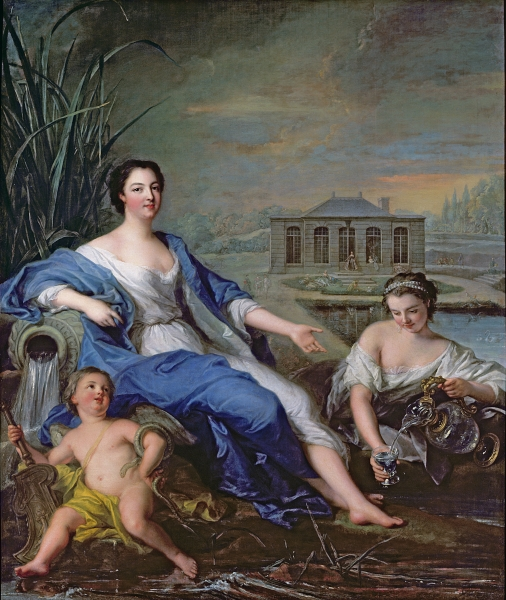
Portrait de Marie-Anne de Bourbon-Condé, aux eaux minérales de Chantilly, huile sur toile, Jean-Marc Nattier (1729)

##### XIXesiècle
Tous les styles de la peinture du XIXe siècle sont représentés à la notable exception de l'Impressionnisme. Le duc d'Aumale ne fait pas preuve d'avant-gardisme dans l'art qui lui est contemporain et a tendance à suivre de quelques années la mode de l'époque comme le montre le décalage général entre la date d'exécution des œuvres et leur date d'achat. La peinture néoclassique est bien représentée par deux des plus grands peintres du genre : cinq tableaux de Jean-Auguste-Dominique Ingres (dont la Vénus Anadyomène, le Portrait de Madame Duvaucey et un Autoportrait à vingt-quatre ans achetés avec la collection Reiset et La Maladie d'Antiochus) et quatre de François Gérard (dont Les trois âges de la vie et un Portrait de Napoléon Bonaparte). La peinture romantique est représentée notamment par Géricault et son Cheval sortant de l'écurie, trois tableaux d'Eugène Delacroix dont Les deux Foscari ainsi que par cinq portraits d'Ary Scheffer. La peinture académique est présente en grand nombre avec plusieurs toiles de Paul Baudry, pour certaines commandées pour décorer le château, mais aussi Ernest Meissonier, Léon Bonnat, Édouard Detaille. La présence abondante de la peinture orientaliste s'explique par le séjour du duc en Afrique du Nord et son goût pour cette région. Elle est représentée par des œuvres d'Alexandre-Gabriel Decamps, Prosper Marilhat ou Eugène Fromentin. L'école de Barbizon est présente par des œuvres de Théodore Rousseau, Charles-François Daubigny et Jules Dupré. Le réalisme et le naturalisme ne sont véritablement représentés que par une peinture de Rosa Bonheur, Bergers de Pyrénées, commandée en 1864 par le duc d'Aumale. Celui-ci a réalisé par ailleurs plusieurs acquisitions d'œuvres de salons. Ainsi, deux œuvres du salon de 1857 sont présentes dans les collections : Suites d'un bal masqué de Jean-Léon Gérôme qu'il acquiert en 1858, Gérôme étant devenu par la suite l'ami du duc d'Aumale et son collègue à l'académie des beaux-arts, ainsi que Le Concert champêtre de Jean-Baptiste Camille Corot qu'il acquiert en 1890.

Peintures françaises du XIXe siècle
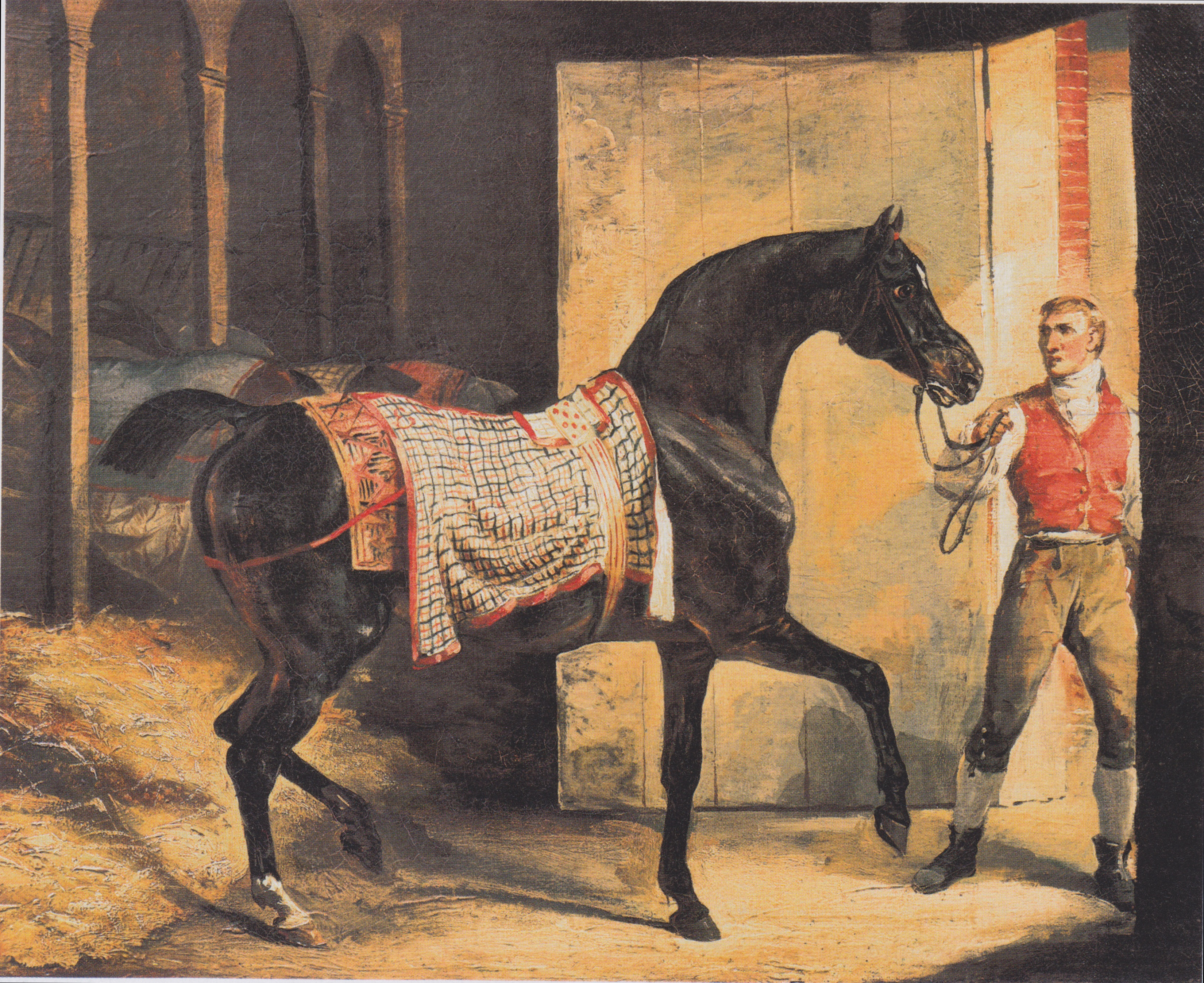
Le Cheval sortant de l'écurie, huile sur toile, Théodore Géricault (vers 1810)
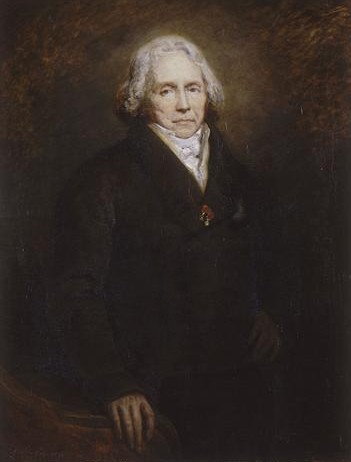
Portrait de Talleyrand, huile sur toile, Ary Scheffer (1828)
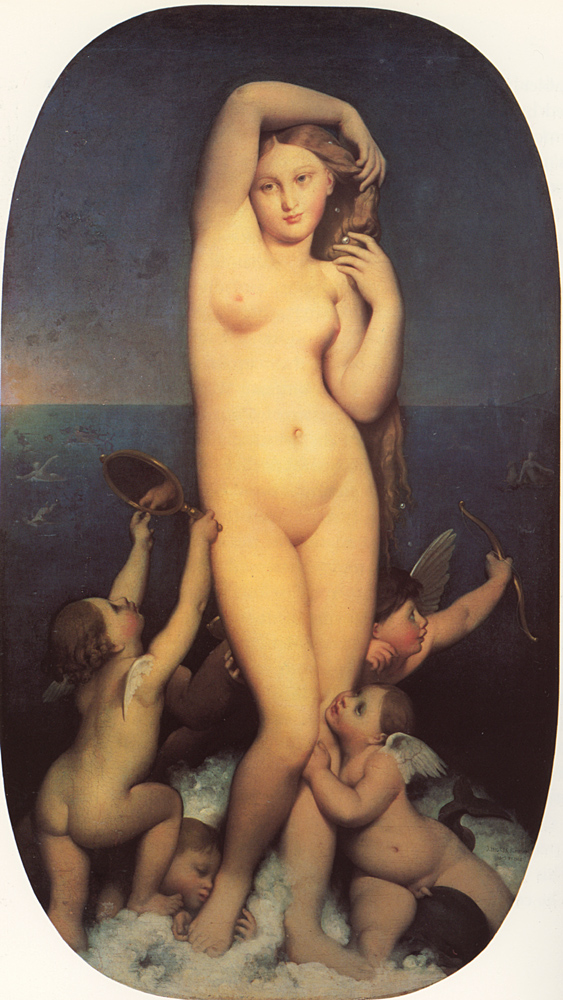
Vénus Anadyomène, huile sur toile, Jean-Auguste-Dominique Ingres (1808-1848)
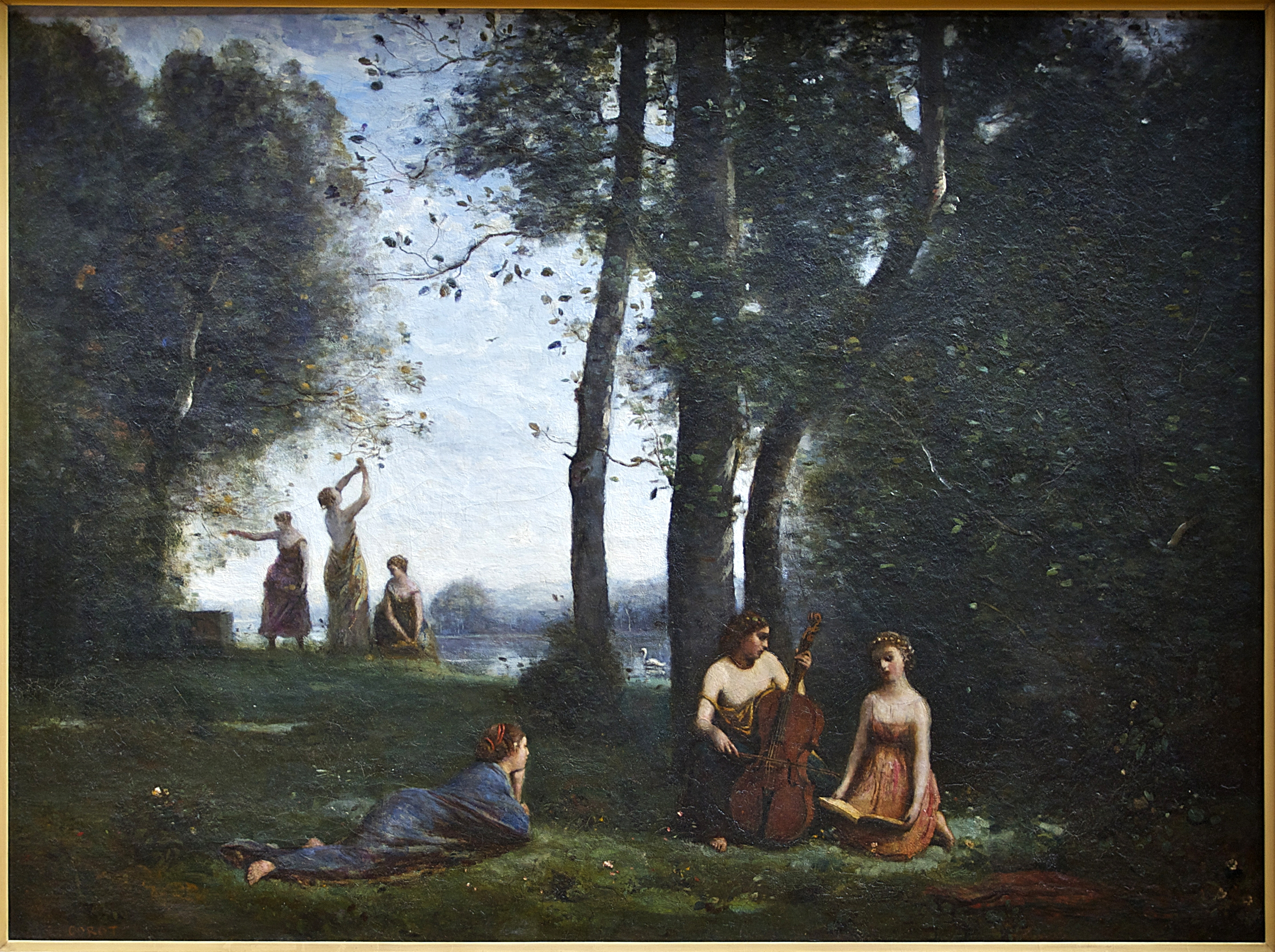
Le Concert champêtre, huile sur toile, Jean-Baptiste Corot (1857)

### Dessins

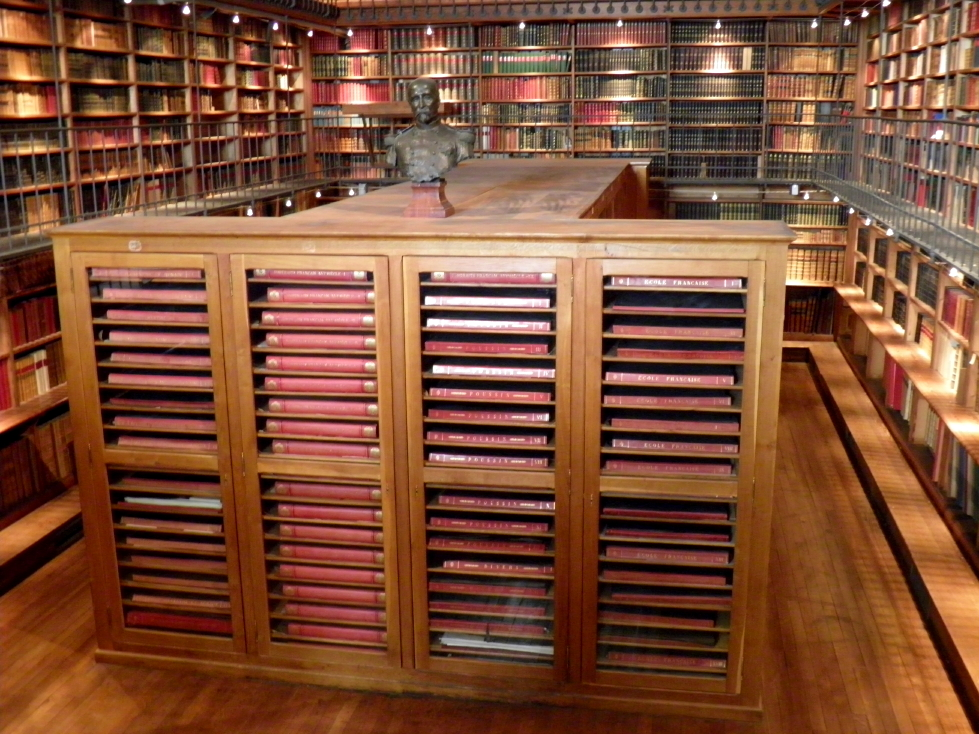
Le cabinet des dessins, au centre de la bibliothèque du Théâtre, surmonté d'un buste du duc d'Aumale en bronze de Paul Dubois

Environ 2 500 dessins sont dénombrés dans les collections du musée. Après les premières acquisitions de quelques dessins liées à son histoire ou celle de sa famille, le duc d'Aumale devient véritablement collectionneur de dessins lors de son exil en Angleterre. Il commence par effectuer quelques achats ponctuels, notamment deux dessins de Raphaël (La mise au tombeau et Sainte Cécile et autres saints, et deux Michel-Ange (Le Jugement Dernier et La résurrection de Lazare) en 1860. C'est surtout par l'acquisition de la totalité de la collection de Frédéric Reiset, le conservateur du musée du Louvre en 1861, pour 140 000 francs, qu'il constitue une véritable collection complète. Il s'agit de 381 dessins au total, du XVe siècle au XVIIIe siècle, dont 158 dessins italiens, 17 de Claude Gellée (dont des paysages de Rome et des alentours), une centaine de Nicolas Poussin, ainsi que des Albrecht Dürer (L'Annonciation, Vierge à l'Enfant entourée d'anges et de saints), des études d'Eustache Lesueur et autres esquisses de Léonard de Vinci, Raphaël (dont Deux enfants nus montés sur des sangliers), Pierre Paul Rubens, Watteau. En 1862, il achète La Mona Vanna, appelée aussi La Joconde nue, attribuée alors à Léonard de Vinci (et depuis réattribuée à son école). En 1866, le duc achète à la vente après-décès d'Eugène Delacroix un des sept albums de voyage au Maroc et en Algérie. À la vente Wellesley, il achète de nouveau quatre dessins du Lorrain et un Canaletto. Avec l'achat de la collection du marquis Maison, il fait rentrer dans ses collections des dessins de Watteau, Greuze, Pierre-Paul Prud'hon,.
En 1876, revenu en France, le duc d'Aumale continue ses achats de l'autre côté de la Manche pour faire revenir des œuvres d'art françaises dans leur pays d'origine. Il achète ainsi la collection de portraits français du XVIe siècle du duc de Sutherland, formée par Alexandre Lenoir pendant la Révolution soit 148 portraits aux crayons de couleur et au pastel. En 1877, pour la somme de 112 500 francs, il achète 450 portraits de Carmontelle auxquels s'ajoutent par la suite 34 autres, ce qui porte à 484 cette série de portraits de personnages célèbres du XVIIIe siècle réalisés par le lecteur de Louis Philippe d'Orléans, l'arrière-grand-père du duc d'Aumale. En juin 1880, il achète 600 portraits de soldats signés Auguste Raffet qui lui rappelle sa carrière de militaire. Il achète ensuite vingt-cinq dessins hollandais (Albert Cuyp, Lambert Doomer, Willem Van de Velde le Jeune) à la vente Visser en 1881. En 1884, le château achevé, le duc d'Aumale fait accrocher aux murs, à demeure, plusieurs de ses dessins, notamment au salon d'Orléans, malgré les conseils des conservateurs de musée craignant pour leur conservation. En 1889, il parachève sa collection par l'acquisition auprès du comte de Carlisle de 363 dessins crayonnés du XVIe siècle alors attribué à Jean et François Clouet, ayant appartenu à Catherine de Médicis. Après la mort du duc, les dessins sont rapidement enlevés des espaces d'exposition permanente et ne ressortent depuis qu'à l'occasion d'expositions temporaires. Ils sont conservés au sein du cabinet des dessins situé, depuis les années 1970, au centre de la bibliothèque du théâtre,. Depuis 2017, ils sont exposés régulièrement au sein du cabinet d'art graphique installé au rez-de-chaussée du Petit Château à l'occasion d'expositions temporaires.

Dessins du musée
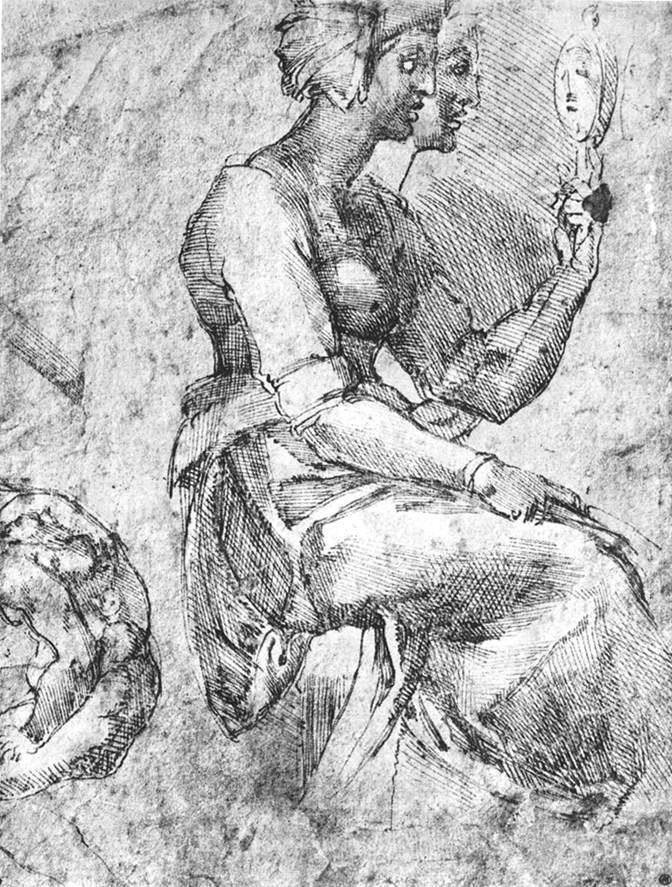
La Prudence assise, plume et encre brune sur papier, Raffaello da Montelupo d'après Michel-Ange (1514-1516)
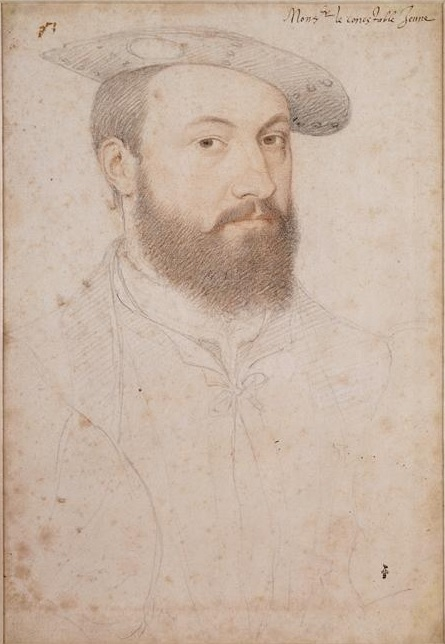
Portrait d'Anne de Montmorency, pierre noire et sanguine sur papier, école de Jean Clouet (vers 1530)
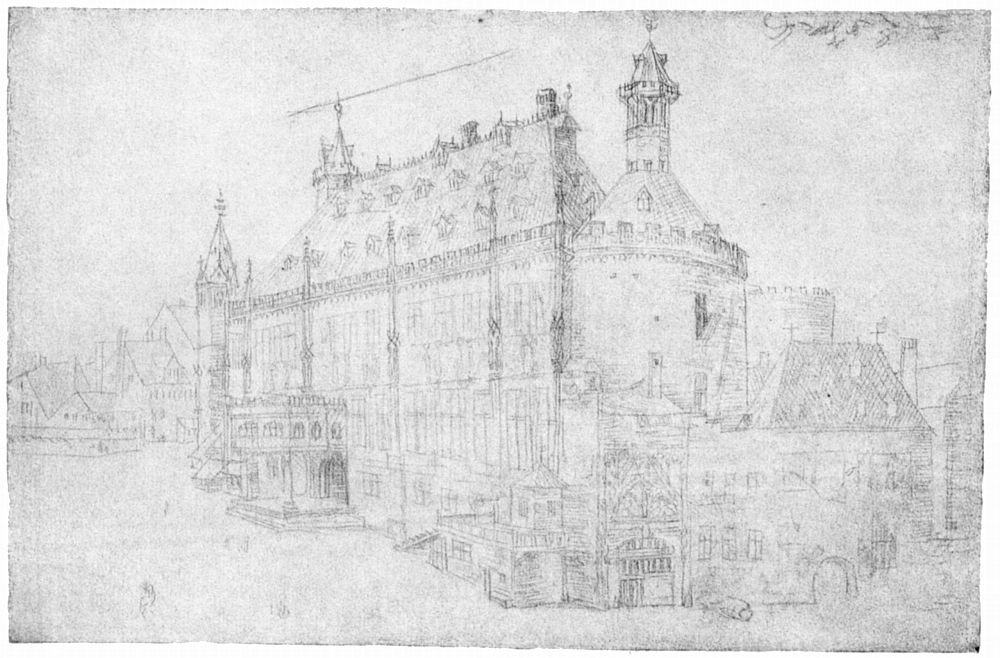
Hôtel de ville d'Aix-la-Chapelle, pointe d'argent sur papier, Albrecht Dürer (1520)
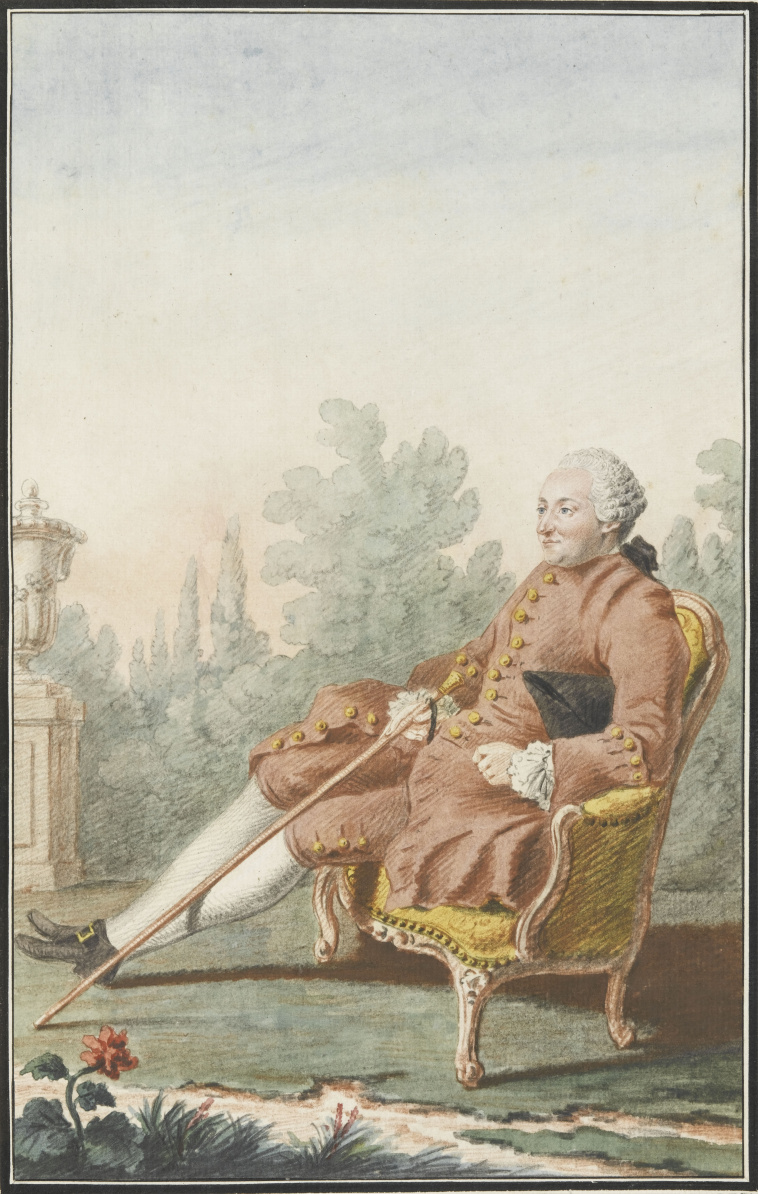
Portrait du baron d'Holbach, mine de plomb, sanguine, aquarelle et gouache sur papier, Carmontelle (1766)

### Livres anciens, enluminures et archives
La bibliothèque du musée, parfois aussi appelée « bibliothèque Condé », est mondialement connue pour ses 13 000 livres anciens. Le duc d'Aumale hérite dans un premier temps des collections des Condé, soit 800 manuscrits et seulement deux imprimés. Il commence ses achats d'ouvrages lors de son exil en 1850. La collection est constituée par les achats successifs auprès de libraires ou en vente publique. Quelques collections ont été aussi acquises en bloc dont celle du collectionneur anglais Frank Hall Standish, en 1851, soit 3 504 volumes, dont 250 incunables pour 133 000 francs et celle du bibliophile Armand Cigongne, en 1859, 2 910 ouvrages pour 375 000 francs. Il rachète aussi un certain nombre d'ouvrages ayant appartenu aux collections de son père Louis-Philippe lors de leur vente en 1852. C'est le duc d'Aumale en personne qui a rédigé le premier catalogue des manuscrits de sa collection, publié en 1907. Il acquiert enfin 30 000 ouvrages contemporains pour sa bibliothèque de travail, actuellement conservés dans la bibliothèque du théâtre.
Parmi les ouvrages anciens, on compte environ 1 500 manuscrits. 200 de ces manuscrits sont enluminés ; 300 datent du Moyen Âge dont le plus ancien est une enluminure du Xe siècle tirée du Registrum Gregorii. Il s'agit pour la moitié d'entre eux d'ouvrages religieux — comme le psautier d'Ingeburge — d'histoire, mais aussi de théologie, de littérature (dont l'un des plus anciens manuscrits de l'Enfer de Dante), d'art — comme le recueil de chants du XIVe siècle connu sous le nom de Codex Chantilly — et de science. Parmi les imprimés anciens, sur un total d'environ 10 000, on trouve 700 incunables (imprimés avant 1501) et 2 500 du XVIe et autant du XVIIe siècle.
Le plus célèbre des ouvrages est sans conteste Les Très Riches Heures du duc de Berry enluminé par les frères de Limbourg entre 1411 et 1416, date de la mort de son commanditaire Jean Ier de Berry. Il est achevé et complété par d'autres artistes dont peut-être Barthélemy d'Eyck dans les années 1440 et Jean Colombe avant 1485. Le duc d'Aumale l'acquiert en Italie en 1856 auprès du baron Félix Margherita pour la somme de 18 000 francs. Le manuscrit n'a été exposé au grand public qu'une seule fois lors d'une exposition temporaire en 2004. Le duc achète aussi 40 enluminures auprès de la famille allemande Brentano en 1891. Ces feuillets sont extraits d'un ancien Livre d'heures d'Étienne Chevalier peint par Jean Fouquet dans les années 1450 et aujourd'hui démembré. Seules sept autres miniatures de ce manuscrit sont conservées par ailleurs dans d'autres musées et bibliothèques dans le monde. Elles sont exposées en permanence dans des caissons hermétiques dans le Santuario. La bibliothèque contient également 38 manuscrits provenant de la Smala d'Abd el-Kader. 

Enluminures du musée
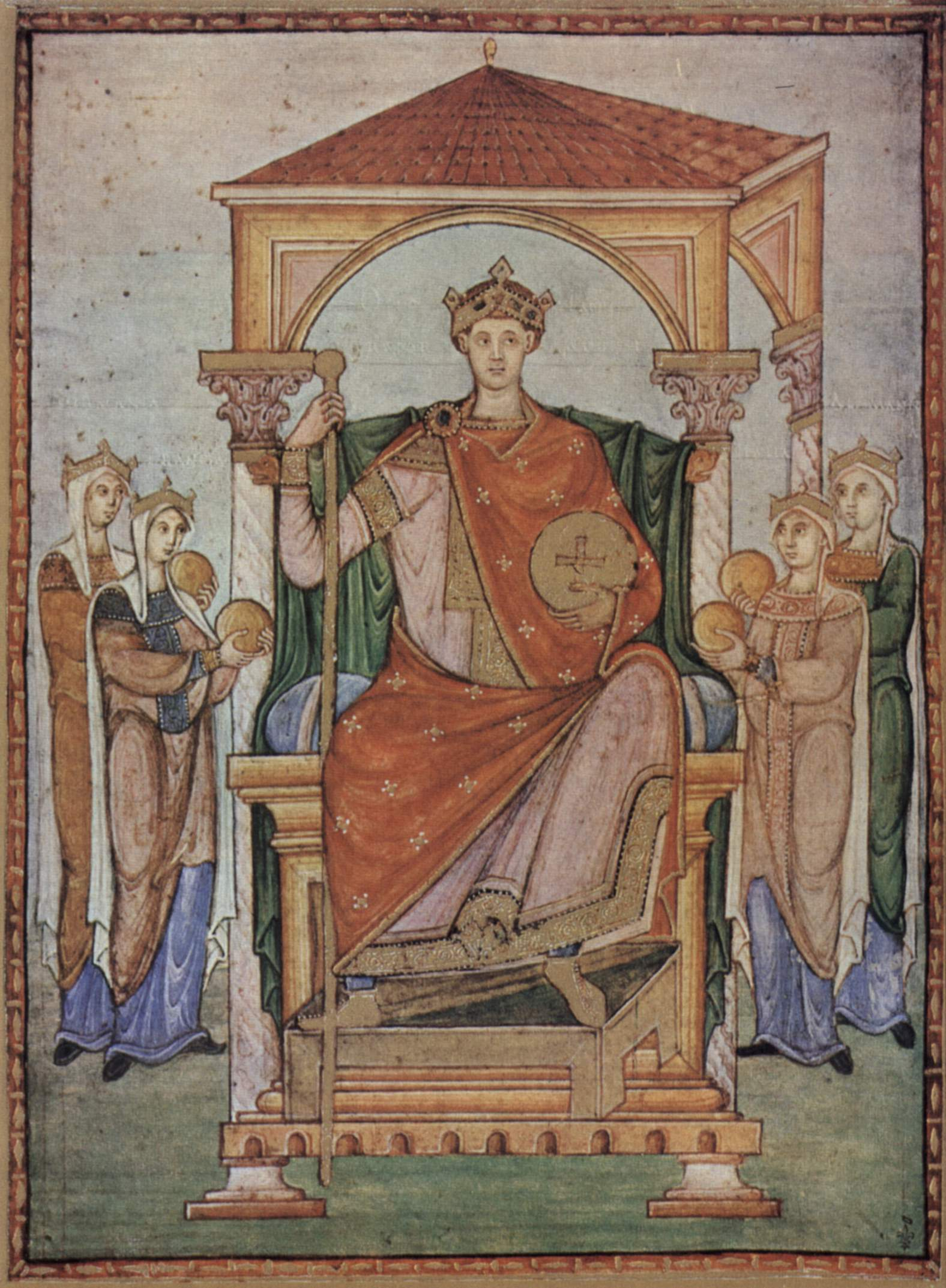
Enluminure représentant l'empereur Othon II, la plus ancienne enluminure du musée (983).
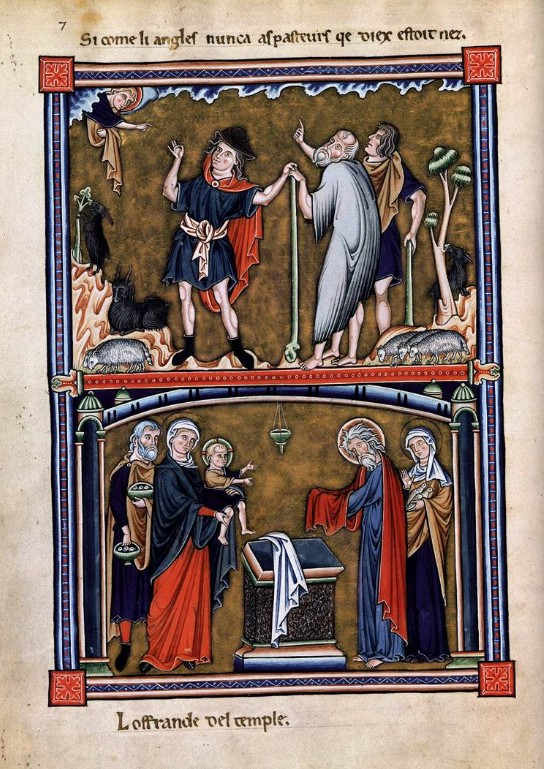
Le Psautier d'Ingeburge : L'Annonce aux bergers et La Présentation au temple (vers 1200).
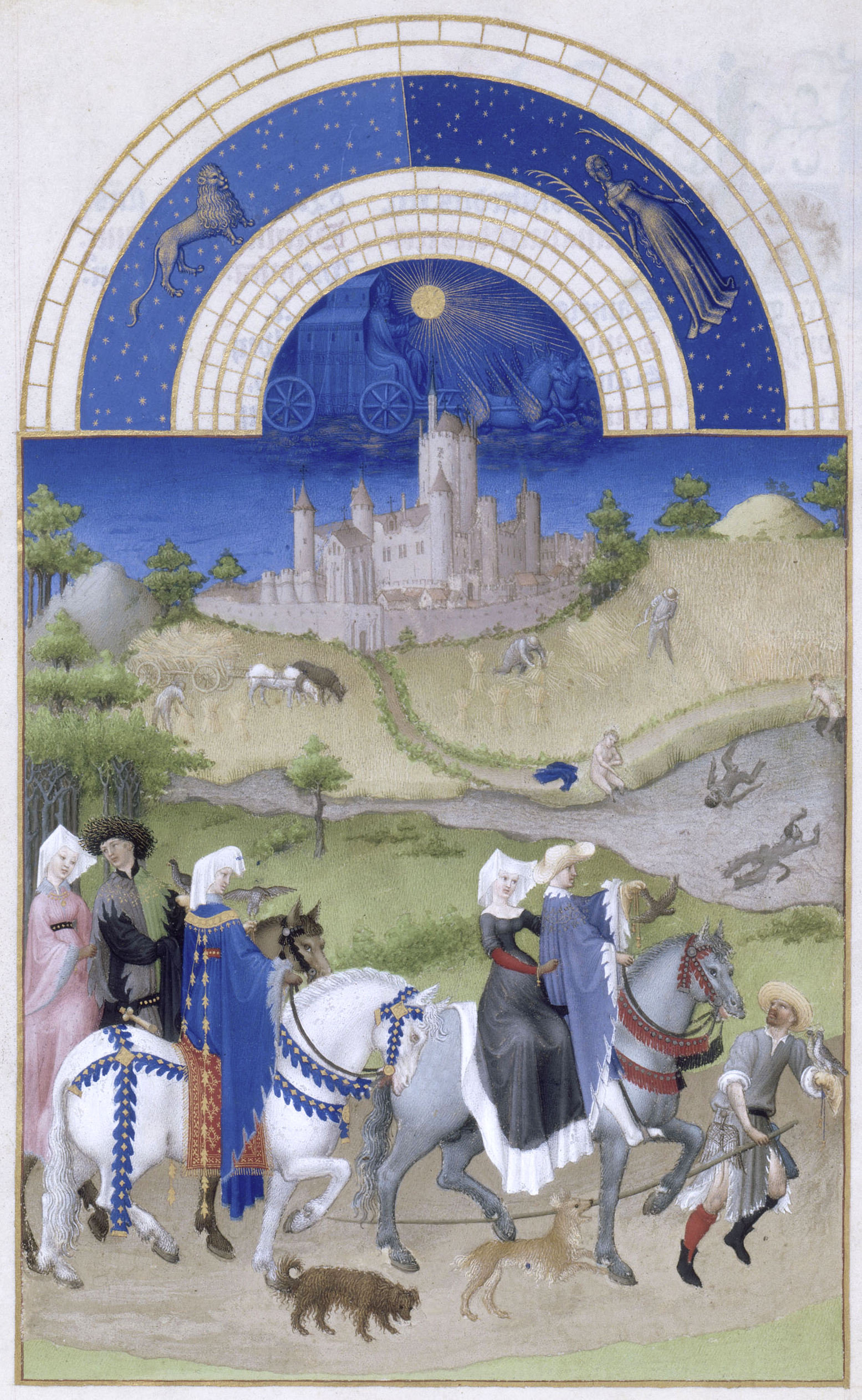
Les Très Riches Heures du duc de Berry : le mois d'août, les frères de Limbourg (1411-1416).
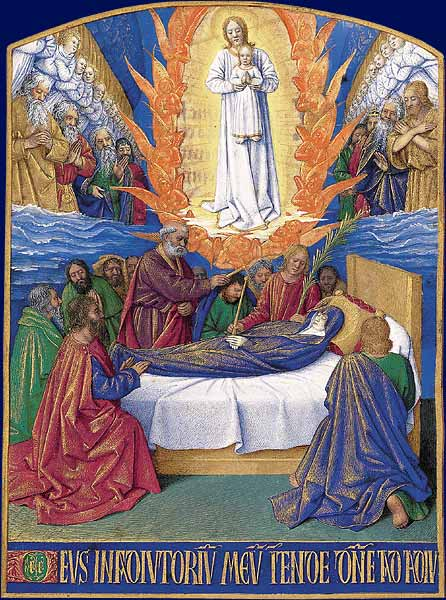
Livre d'heures d'Étienne Chevalier : La Mort de la vierge, Jean Fouquet (1452-1460).

Depuis l'ouverture du musée, 15 000 ouvrages ont été acquis. Après la mort du duc d'Aumale, d'autres dons d'importance ont été concédés au musée : la collection de 500 livres anciens de l'architecte Louis Bernier en 1919, la collection de 82 livres anciens sur la famille Montmorency-Luxembourg par Marguerite Montaigne de Poncins (1859-1954) en 1939 au même moment que la collection de portraits, et enfin la collection de 3 000 ouvrages documentaires sur l'histoire de l'Oise par Jean Vergnet-Ruiz (1896-1972), conservateur du musée du château de Compiègne.
Le musée Condé conserve les archives du domaine de Chantilly transmises pour l'essentiel avec la donation. Les documents les plus anciens remontent au XIVe siècle et l'acquisition du domaine par Pierre d'Orgemont. Gustave Macon classe ces documents et les sépare en deux catégories : le cabinet des titres d'un côté et le cabinet des lettres de l'autre. Le premier fonds représente 31 séries réparties en 1 019 cartons et 1 809 registres concernant des propriétés situées dans toute la France. Le second, constitué des correspondances des princes, comprend 16 séries comprenant 663 volumes, soit 80 000 lettres. Ces fonds sont complétés par des acquisitions effectuées par Gustave Macon et ses successeurs. Celles-ci datent d'après 1815 et avaient été exclues de la donation par le duc d'Aumale. Il s'agit des archives personnelles du duc, concernant sa famille et ses domaines, répartis en quatre séries. À ces fonds, s'ajoutent les archives de la famille Montmorency-Luxembourg issues du don Montaigne de Poncins, constituées de 47 cartons datés de 1497 à 1904. Les cartes ont par ailleurs été classées à part, au sein d'un cabinet des cartes, comprenant notamment 3 000 cartes manuscrites des XIVe au XIXe siècles et 5 000 plans du château au XIXe siècle.
Ces documents, en dehors des expositions temporaires, sont accessibles aux chercheurs sur rendez-vous et après autorisation du conservateur. Un certain nombre d'entre eux ont été numérisés et sont consultables sur le site internet de la bibliothèque. Le catalogue est aussi accessible par le biais de la base de données CALAMES, le catalogue des archives et des manuscrits des bibliothèques universitaires françaises, développée par l'Agence bibliographique de l'enseignement supérieur (ABES).

### Gravures
Les collections du musée recensent environ 2 500 estampes. Pour un très grand nombre d'entre elles, il s'agit de portraits gravés de personnages célèbres du XVIe au XIXe siècle. Plusieurs grands graveurs allemands sont tout de même présents avec 34 estampes d'Albrecht Dürer dont les célèbres Melencolia I et Saint Jérôme dans sa cellule ainsi qu'une série de la petite passion du Christ, Martin Schongauer dont Saint Laurent et Le couronnement d'épines, ou encore Albrecht Altdorfer, Heinrich Aldegraver ou Hans Sebald Beham. Plusieurs gravures du XVIIe siècle représentent des vues de Paris ou de divers châteaux et monuments dont Chantilly signées Israël Silvestre, Jean Marot, Nicolas de Fer ou Adam Pérelle.
Dès avril 1855, le duc d'Aumale achète chez Colnaghi, Le Peintre-Graveur d'Adam von Bartsch, publié à Vienne de 1802 à 1821, indispensable à tout amateur d'estampes. De 1858 à 1864, le duc d'Aumale achète systématiquement ses estampes au grand marchand londonien Dominic Colnaghi (dont en 1558, La Prédication de saint Paul à Athènes de Marcantonio Raimondi d'après Raphaël) , qui semble avoir alors le monopole de la constitution du cabinet d'estampes du collectionneur. À partir de 1864, Colnaghi semble avoir été en concurrence avec Holloway, marchand anglais spécialisé dans l'estampe, à la différence de Colnaghi qui vend au prince aussi bien des tableaux que des dessins ou des miniatures. Après mai 1869, il reçoit encore Holloway, mais ne doit plus, semble-t-il faire d'acquisitions importantes par son intermédiaire.

Estampes du musée
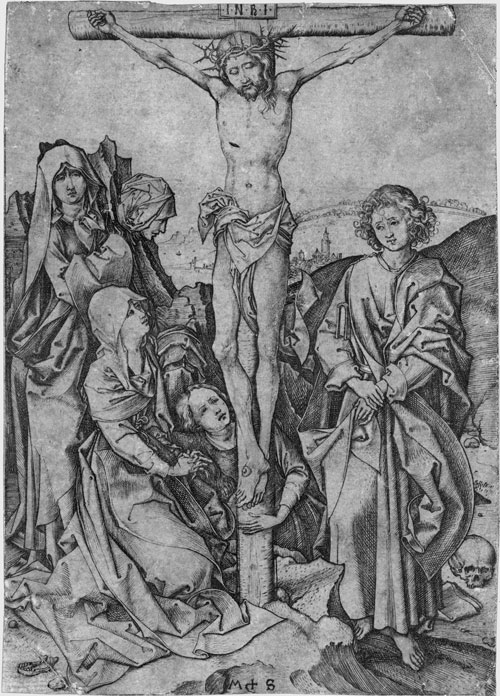
Crucifixion, burin, Martin Schongauer (vers 1480)
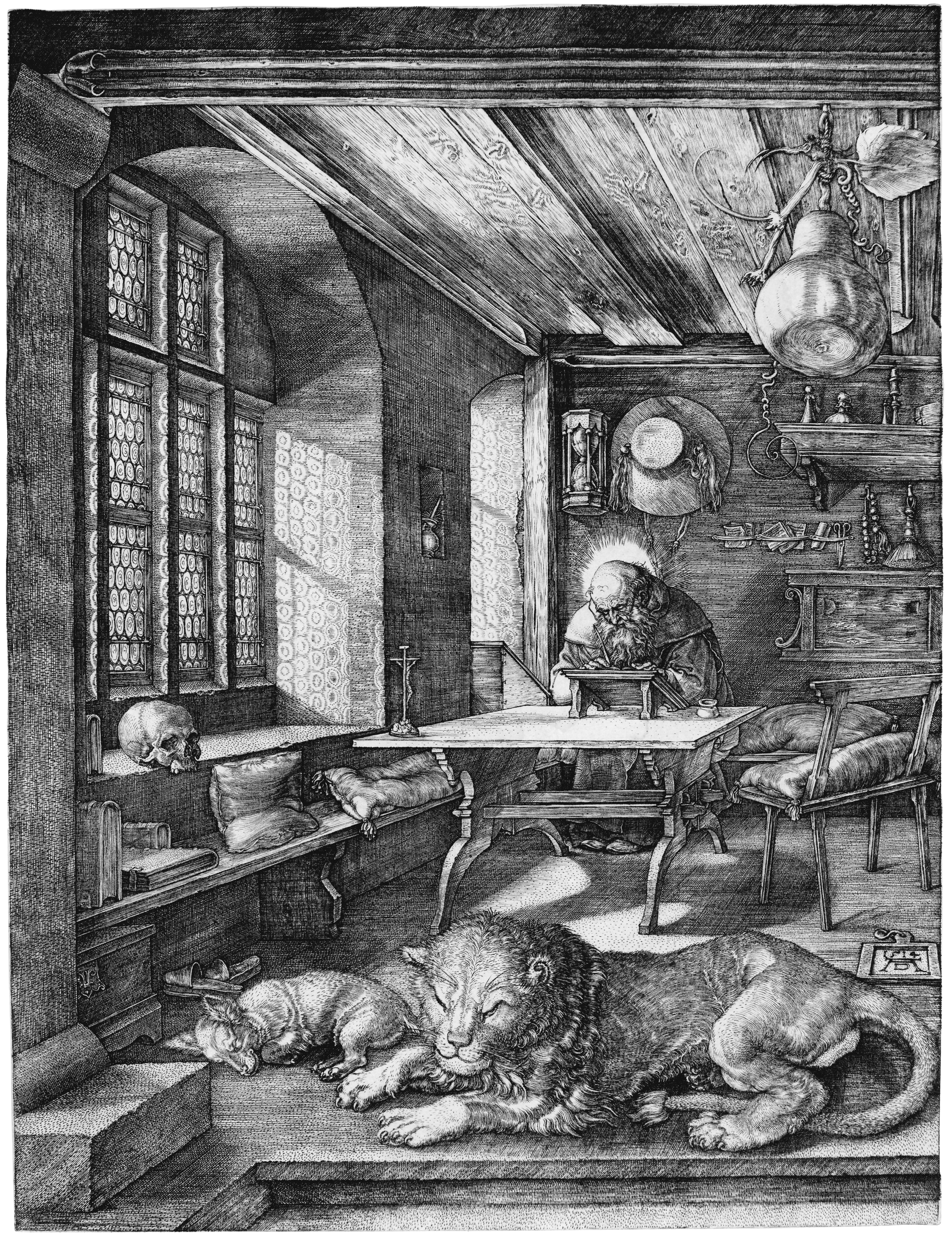
Saint Jérôme dans sa cellule, burin, Albrecht Dürer (1514)
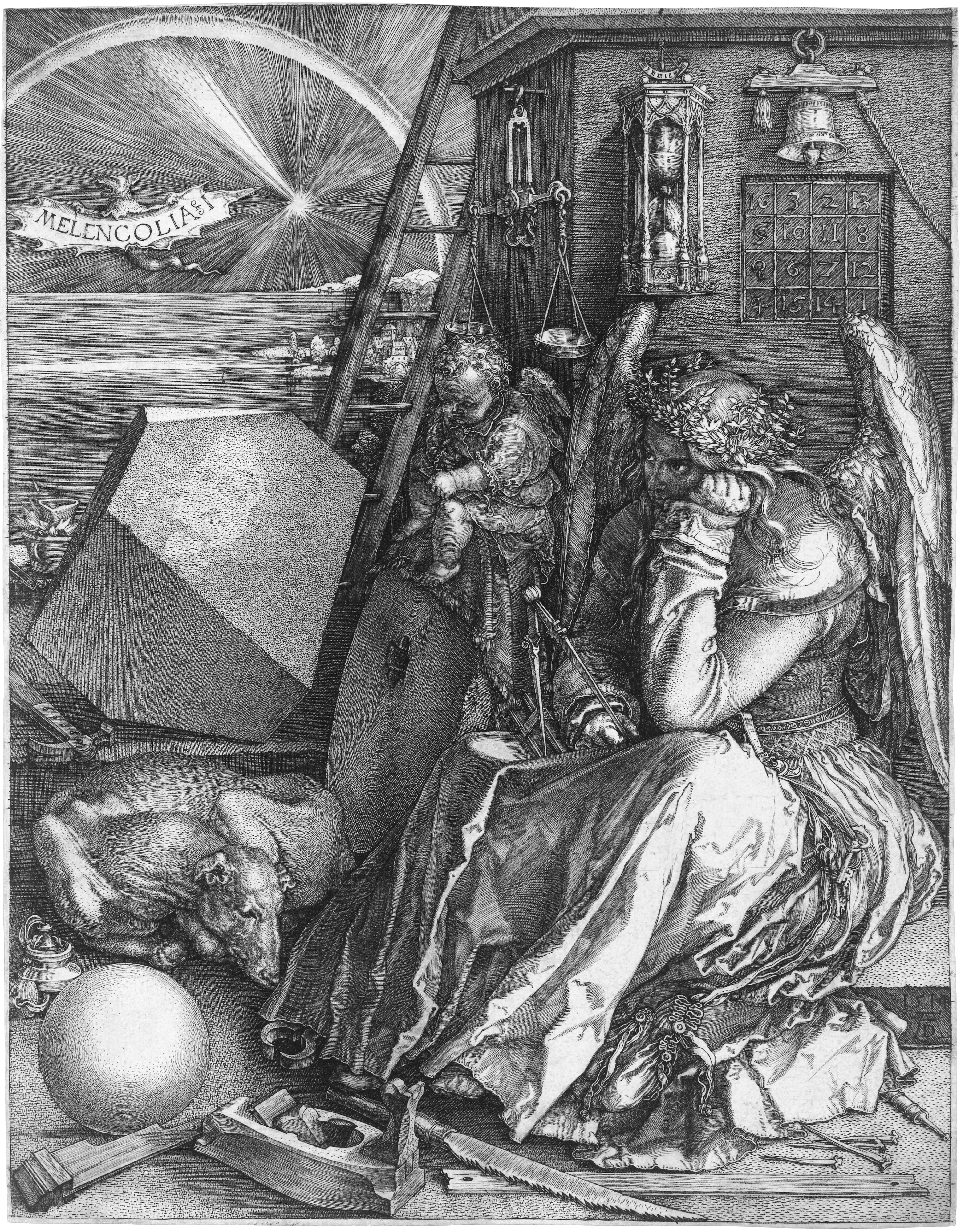
Melencolia I, burin, Albrecht Dürer (1514)
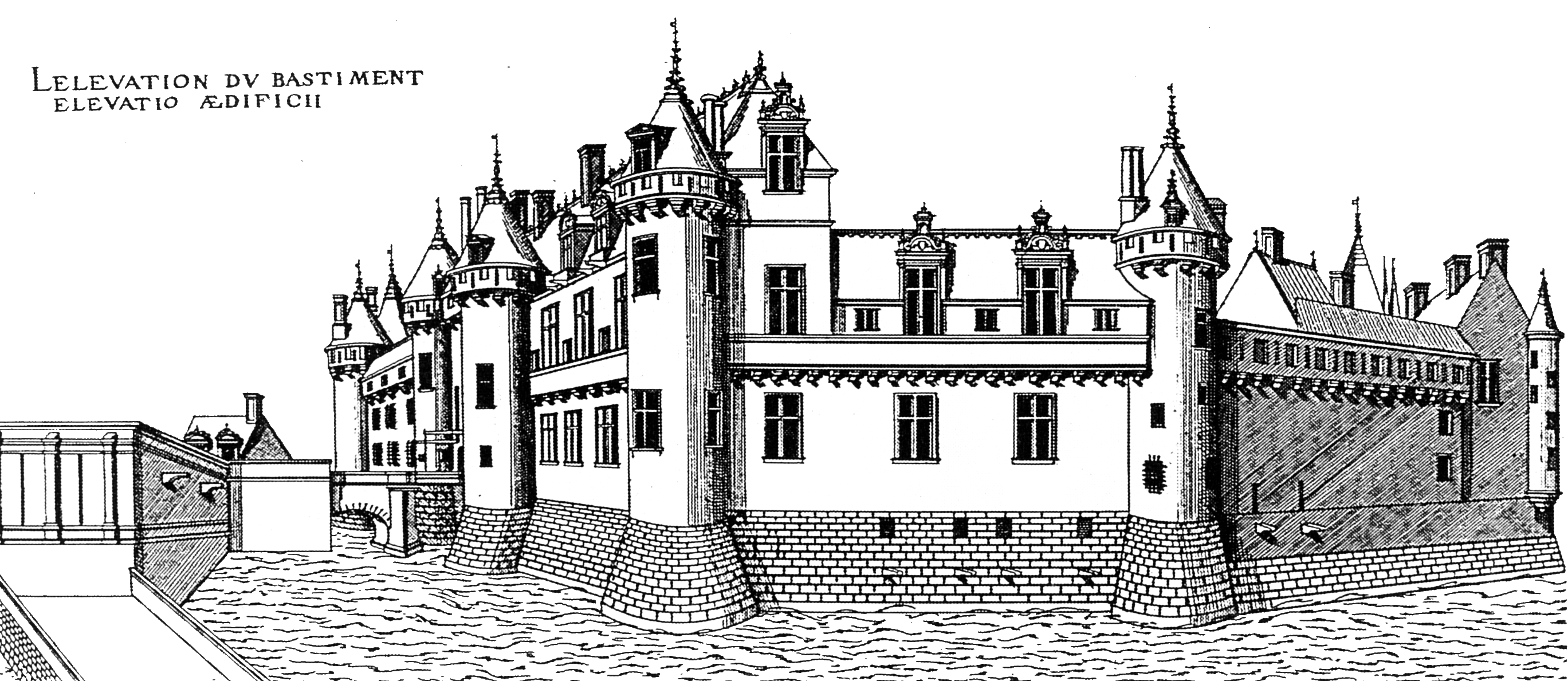
Chantilly, l'elevation du bastiment, eau-forte, graveur anonyme (XVIe siècle)

#### Albrecht Dürer dans les collections du musée Condé

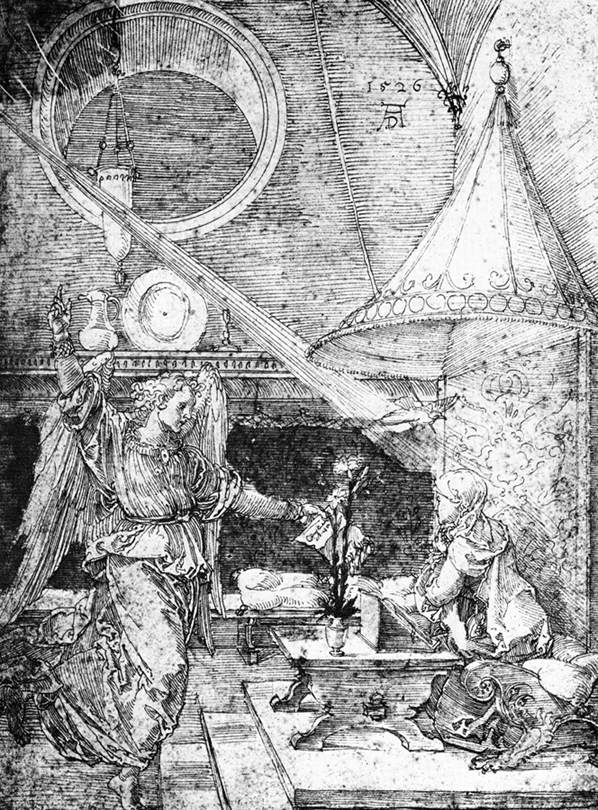
Albrecht Dürer, L'Annonciation.

Les premières acquisitions du duc d'Aumale sont des pièces de Dürer d'une importance majeure et proviennent pour la plupart d'anciennes collections très prestigieuses : le duc d'Aumale considère en effet  Albrecht Dürer comme l'un des plus grands artistes de la Renaissance. Parmi les premiers achats du duc, La Grande Fortune est acquise le 17 juin 1858, provenant de Thomas Miller Whitehead (1821-1897), et le Saint Hubert et le Saint Eustache de la vente Johnson du 19 avril 1860, preuves de l'importance que le duc accorde aux provenances des épreuves. Avec l'achat de la collection de dessins de Frédéric Reiset, conservateur des dessins du musée du Louvre, pour 140 000 francs le 27 décembre 1860, six dessins originaux entrent dans la collection du duc d'Aumale, dont le Retable Landauer (cat.52), L'Annonciation (cat.83), Vierge à l'Enfant entourée d'anges et de saints et trois feuilles de l'album de voyage aux Pays-Bas (Hôtel de ville d'Aix-la-Chapelle, Caspar Sturm devant un paysage, Portrait devant l'abbaye Saint-Michel d'Anvers, Vue de Berg-op-Zoom, Une jeune et une vieille femme de Berg-op-Zoom, Une jeune femme de Berg-op-Zoom et une fille de Goes).
Le 8 janvier 1863, le duc d'Aumale acquiert de Colnaghi le portrait de Philipp Melanchthon pour 10,10 livres. Le 14 juillet 1864,  il achète par l'intermédiaire de Holloway la Petite Passion sur cuivre, provenant de la vente Julian Marshall (1836-1903) du 30 juin, au prix de 60 livres. En août 1866, selon l'inventaire des estampes de Chantilly, il achète chez Holloway six épreuves de Dürer : La Vierge allaitant l'Enfant Jésus, Le Petit Courrier (cat.22), La Dame à cheval (cat.23), L'Hôtesse et le Cuisinier, Les Trois Paysans, Le Monstre marin ou L'Enlèvement d’Amymoné (cat.28.b).
En juin 1869, il acquiert par l'intermédiaire de Dominic Colnaghi un lots très important de gravures allemandes dont Saint Jérôme dans sa cellule (cat.81), Saint Georges et Vierge à l'Enfant au singe (cat.50.a). Au printemps 1870, il lui confie le soin d'acquérir pour lui des œuvres à la vente Brentano du 16 mai 1870 à Francfort, dont un deuxième état du Saint Sébastien portant la célèbre marque BB pour Brentano-Birkenstock. Le duc a donc acquis la majorité, sinon la totalité, de ses œuvres de Dürer avant son retour en France.
À la mort du duc, dessins et estampes de Dürer sont en réserve au salon d'Orléans, aucune des feuilles prestigieuses n'est montrée au public, sans doute pour les préserver de la lumière. Le prince conserve dans sa bibliothèque plusieurs livres sur l'artiste publiés de son temps dont L'Œuvre d'Albert Dürer de Georges Duplessis (1878) et Albert Dürer et ses dessins, un exemplaire dédicacé de Charles Ephrussi (1882) où est détaillé la genèse du Retable Landauer.
Le fonds légué à l'Institut de France comprend des épreuves de grande qualité portant la marque de prestigieux amateurs, également réparties entre pièces profanes et pièces religieuses, petites scènes de genre et grandes pièces allégoriques.

### Photographies
Le musée conserve environ 1 400 tirages sur papier et contrecollées sur carton datant de la deuxième moitié du XIXe siècle. La collection comprend un certain nombre de pionniers de la photographie parmi les plus célèbres. Le duc d'Aumale s'intéresse en effet très tôt à la photographie en collectionnant quelques daguerréotypes dans les années 1840, aujourd'hui disparus. Cet intérêt pour la photographie s'explique par la volonté du duc de conserver une trace de son pays lors de son exil en Angleterre avec plusieurs vues de Paris dont celles d'Édouard Baldus ou des frères Bisson par exemple ; un intérêt de soldat pour les événements militaires avec les reportages de Roger Fenton lors de la guerre de Crimée ou d'Alexander Gardner lors de la Guerre de Sécession (L'État-Major de l'armée du Potomac) ; un intérêt d'esthète pour les représentations d'œuvres d'arts célèbres (La Joconde par Léonard de Vinci de Gustave Le Gray). Le duc d'Aumale possédait un intérêt propre à l'esthétisme de cet art naissant, collectionnant les célèbres marines de Le Gray ou les vues de glaciers suisses d'Adolphe Braun. La collection comprend enfin de nombreuses représentations du château et du domaine de Chantilly, des photos de famille ainsi que les premières photographies amateurs du neveu du duc, Robert d'Orléans, duc de Chartres. Ces photographies sont présentées à l'occasion d'expositions temporaires.

Photographies du musée
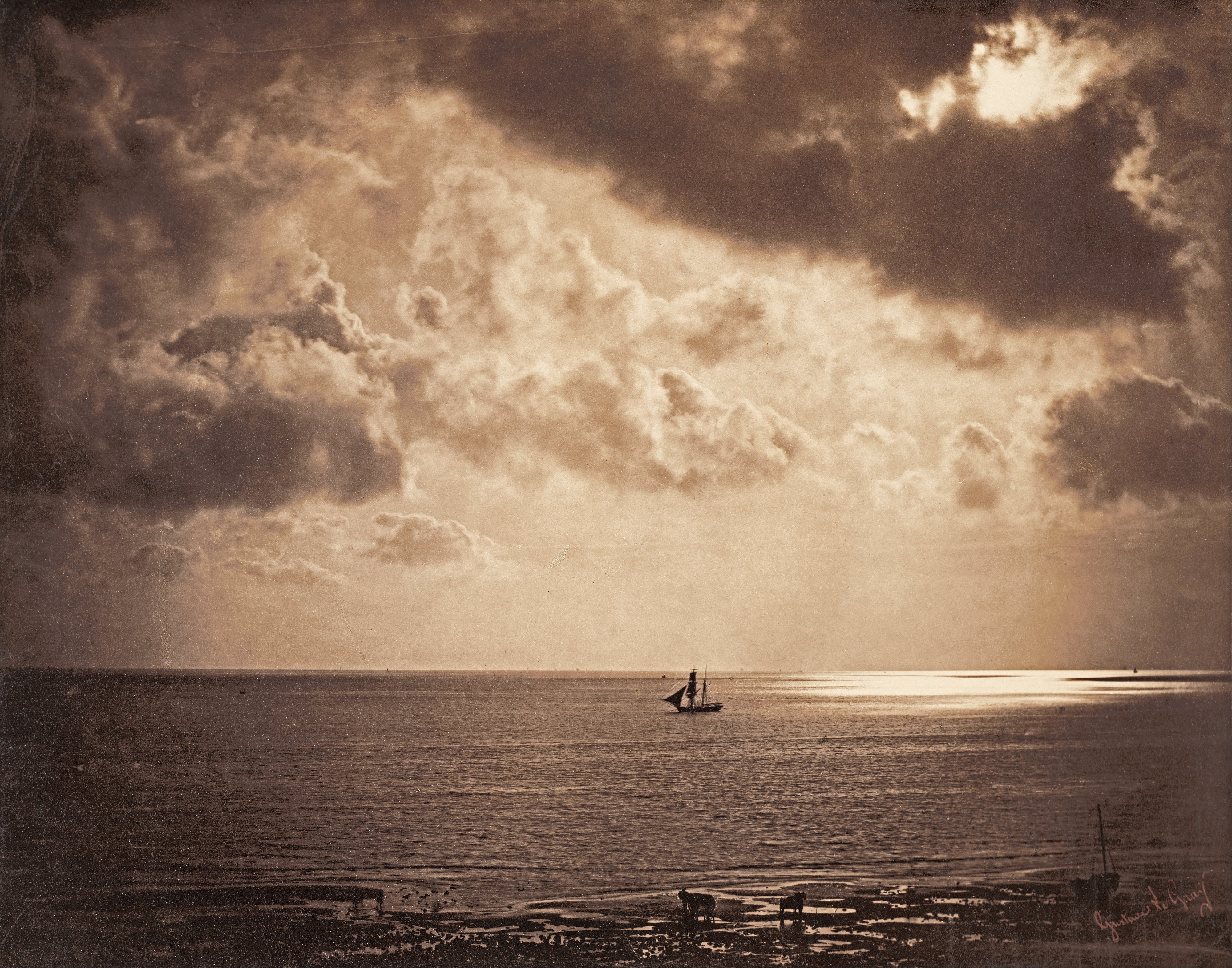
Le Brick, papier salé albuminisé à partir de deux négatifs verre, Gustave Le Gray (1856 ou 1857)
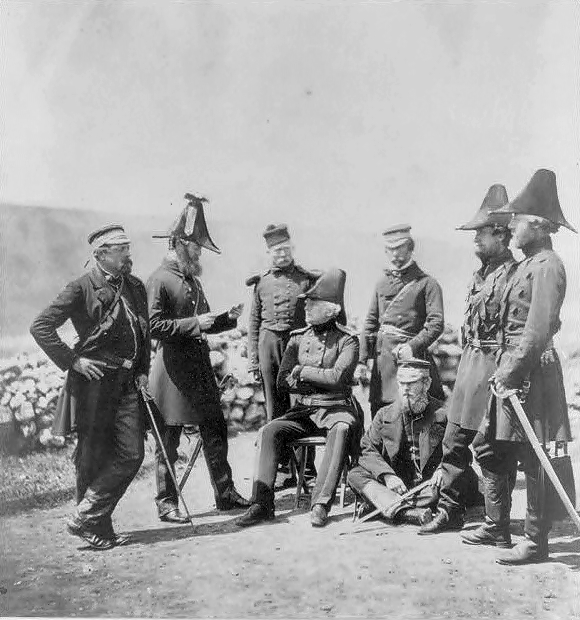
Le général Brown et son état-major en Crimée, tirage au collodion humide, Roger Fenton (1855)
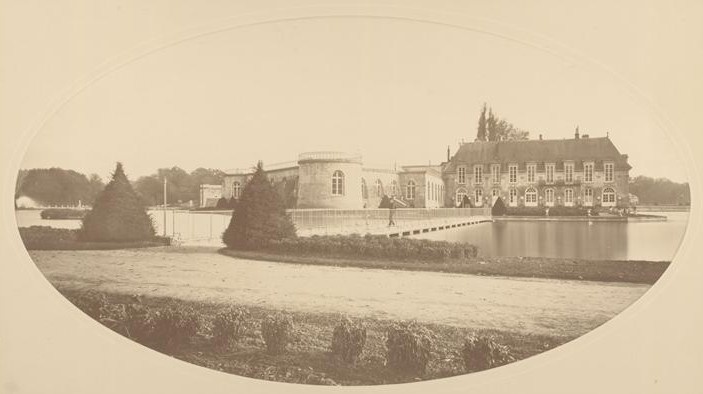
Le petit château et le pont de la Volière, technique inconnue, Claudius Couton (entre 1850 et 1875)

### Sculptures
La collection de sculptures (305 sont recensées dans la base Joconde du ministère de la Culture) est constituée essentiellement de bustes et de statues en pied de personnages célèbres. On trouve aussi des représentations de personnages mythologiques et d'animaux de vénerie dans le style néo-classique et académique. Un certain nombre de ces statues ont été acquises par le duc d'Aumale pour décorer le parc du château. Il s'agit de statues présentes dans le parc au XVIIe siècle et rachetées par le duc ou de créations commandées pour évoquer des personnages importants de l'histoire du château. Parmi les sculpteurs représentés, figurent Guillaume Dupré (buste d'Henri IV), Gilles Guérin (Louis XIV terrassant la Fronde) Antoine Coysevox (buste du Grand Condé) pour le XVIIe siècle, Louis Pierre Deseine, James Pradier, Lorenzo Bartolini, Antoine-Louis Barye, Auguste Cain (pour les chiens de chasse à l'entrée du château), Henri Chapu (Jeanne d'Arc écoutant ses voix), Paul Dubois (buste du duc d'Aumale dans la grande galerie) pour le XIXe siècle.

Sculptures du musée
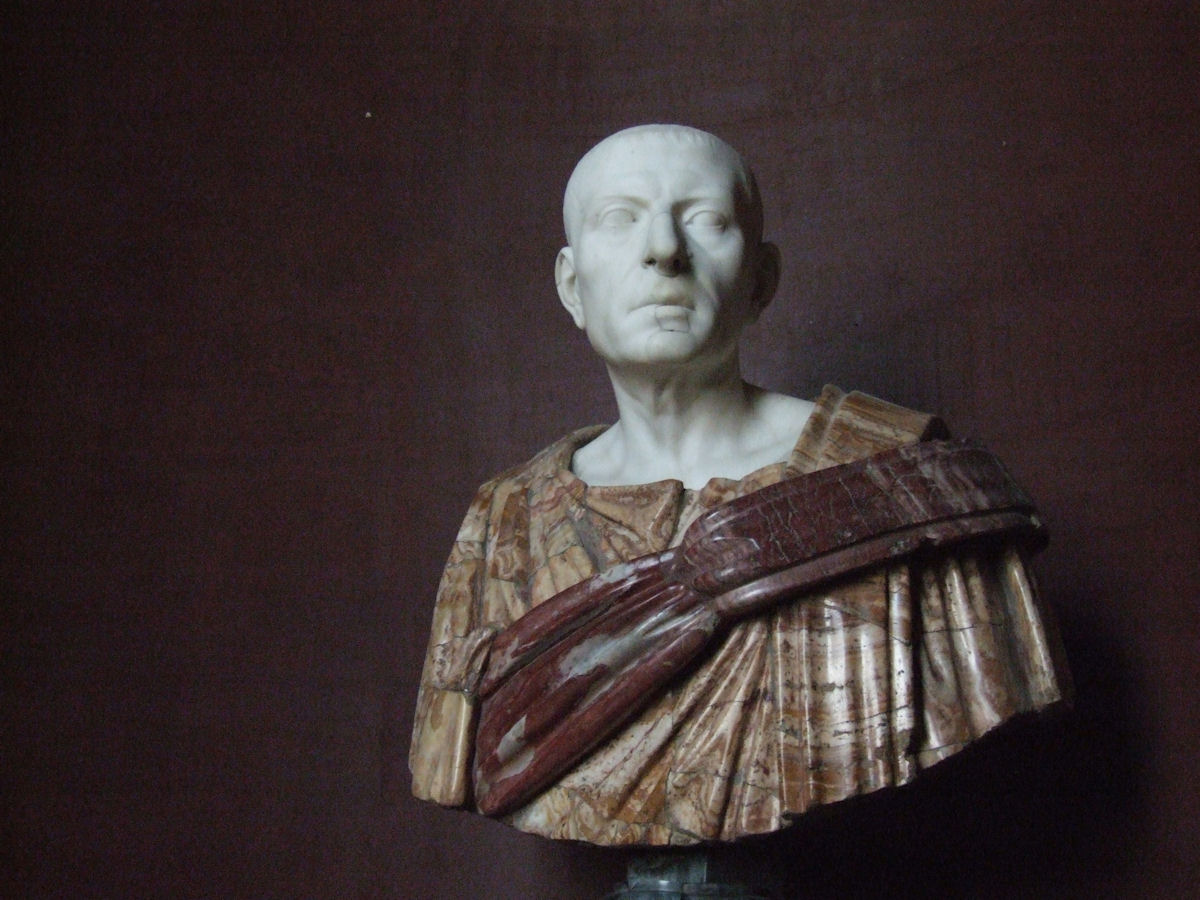
Buste de Cicéron, marbre, anonyme (XVIIe siècle)
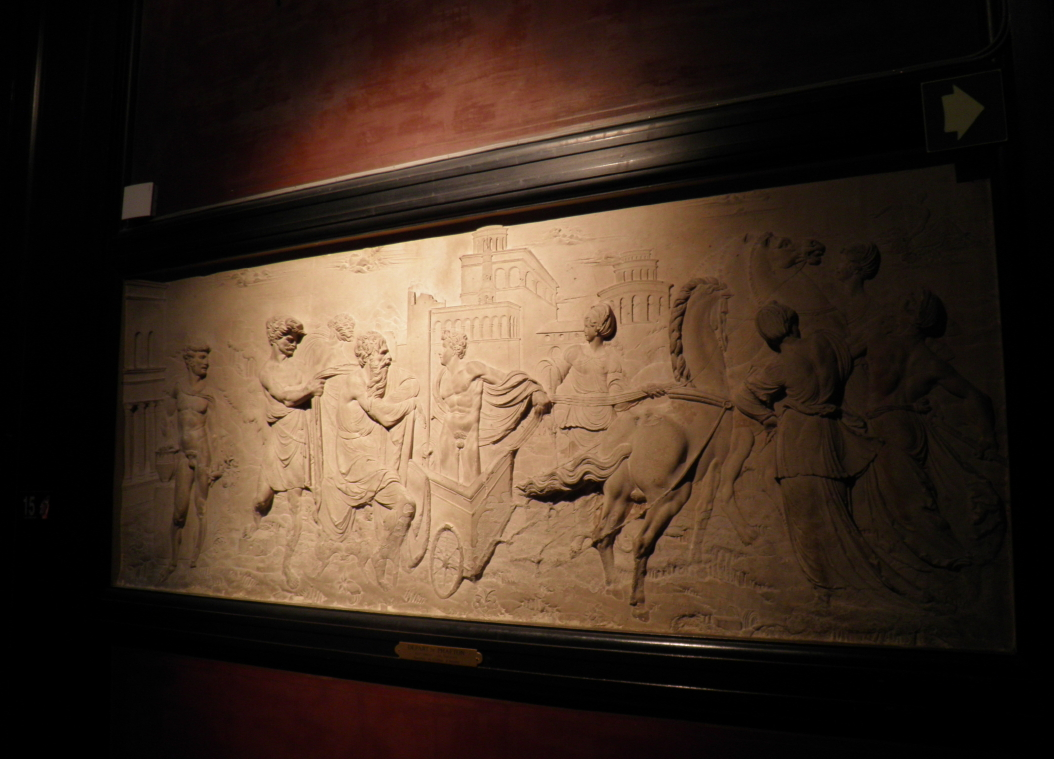
Le Départ de Phaéton, bas-relief de pierre, attribué à Jean Goujon (vers 1567)
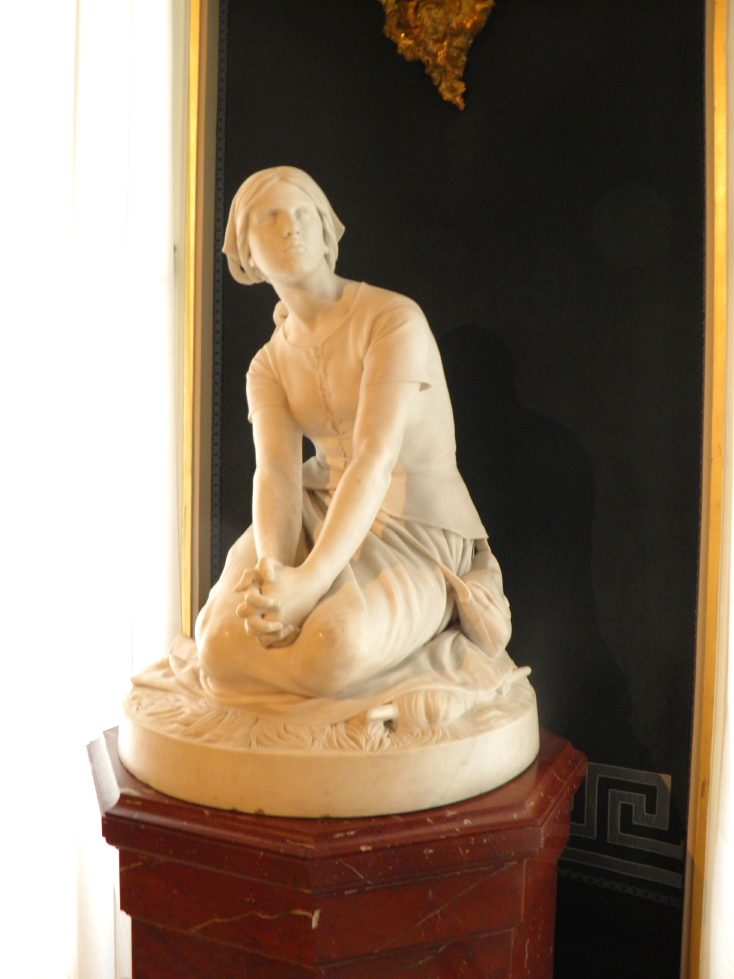
Jeanne d'Arc écoutant ses voix, marbre, Henri Chapu (1873)
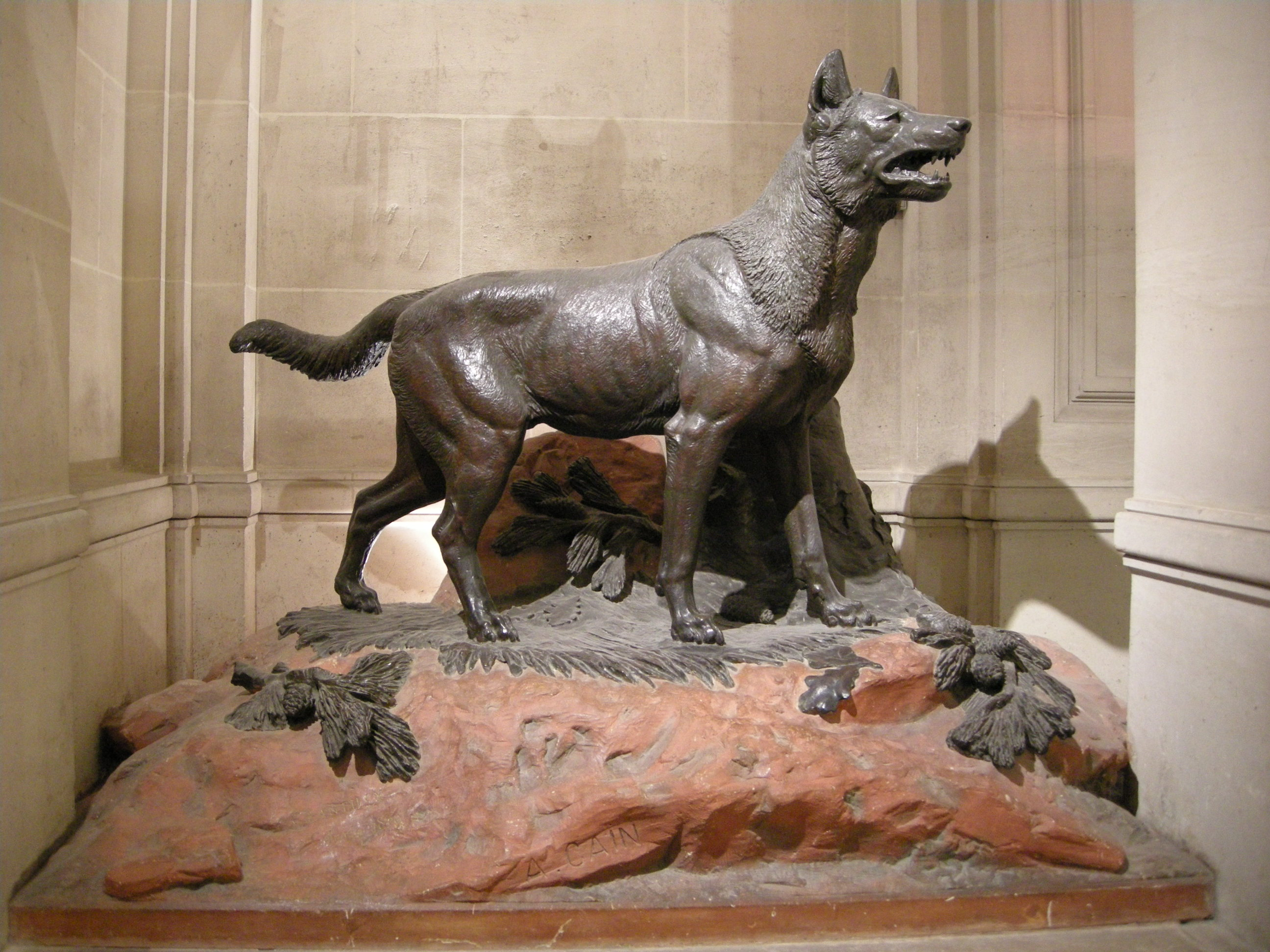
Loup, bronze, Auguste Cain (1894)

### Antiquités
Les antiques du duc d'Aumale représentent 150 pièces de diverses origines : égyptiennes, étrusques, grecques, mais surtout romaines et gallo-romaines pour plus de la moitié. Certains de ces antiques — bronzes, verreries, céramiques — proviennent des excursions du duc d'Aumale sur le chantier de fouilles de Pompéi et offerts par son hôte, Ferdinand II, roi des Deux-Siciles. En 1854, il rachète les collections de son beau-père Léopold de Bourbon-Siciles, qui comprennent notamment des mosaïques intégrées depuis dans la décoration du château (Mosaïque de la chasse, L'Enlèvement d'Europe), ainsi que de petits marbres. Le duc achète aussi quelques pièces à l'occasion de ventes : des statuettes Tanagra, une amphore grecque à figures rouges de Nola, attribuée au peintre grec Aison, une statuette de Minerve. Quelques pièces sont aussi des découvertes locales, issus de sites gallo-romains, tels que la petite statuette en bronze d'un faune provenant de Buironfosse ou une statuette d'un sanglier gaulois. À noter qu'une dizaine d'objets sont des faux fabriqués au XIXe siècle et vendu au duc à ses dépens,.

Antiquités du musée
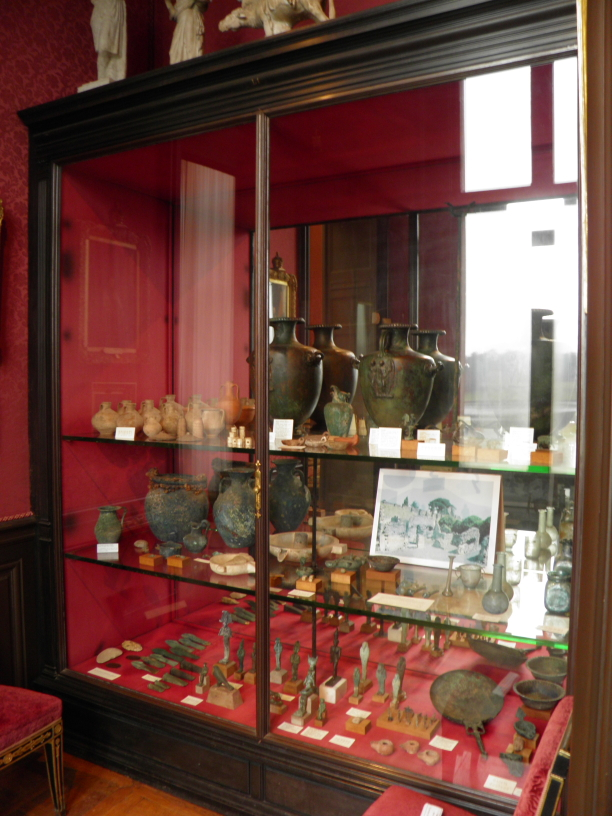
Vitrine consacrée aux antiques située entre la salle du Giotto et la salle de la Minerve
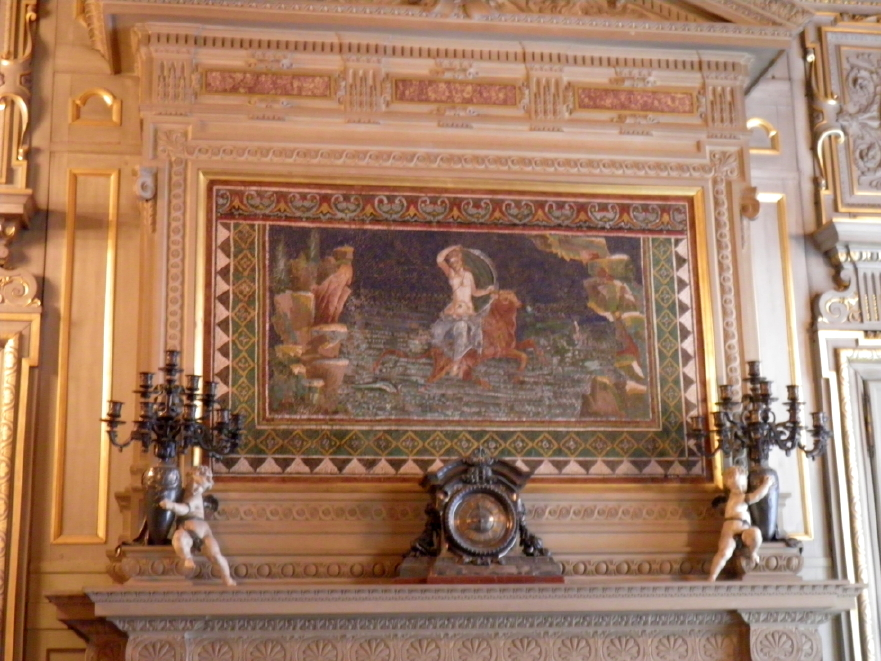
L'Enlèvement d'Europe, mosaïque issue des fouilles de Stabies, opus tessellatum (Ier siècle, placée au-dessus de la cheminée dans la salle des gardes)
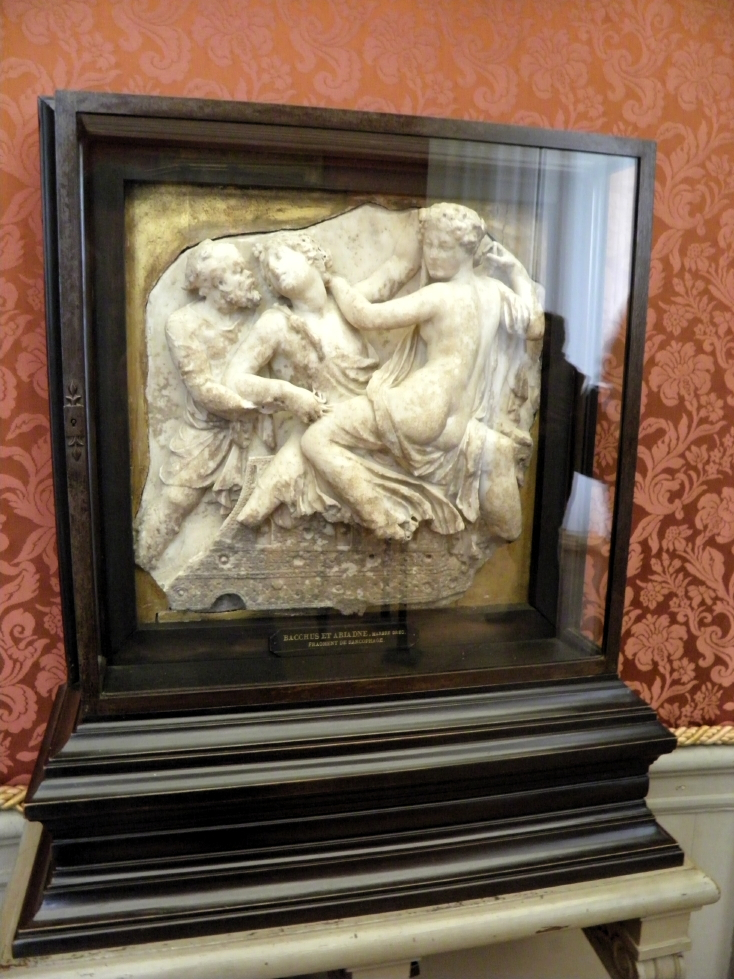
Ariane et Bacchus, haut-relief en marbre, fragment d'un sarcophage (IIe siècle)
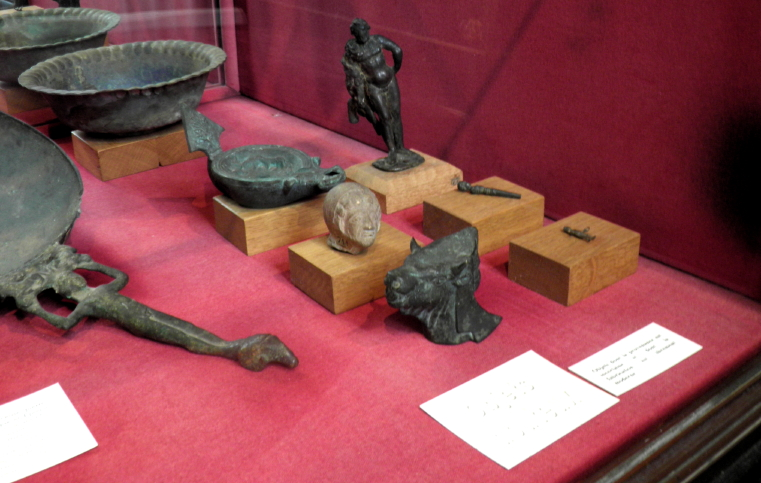
Partie de la vitrine consacrée aux objets faux des collections

### Arts décoratifs
Le musée possède une collection de vaisselles en porcelaine autrefois à l'usage des anciens habitants du château mais aussi issues aux collections accumulées par le duc d'Aumale. On retrouve notamment l'une des plus grandes collections de porcelaine de Chantilly, puisque la manufacture fut fondée en 1725, dans un premier temps pour approvisionner les seigneurs de Chantilly. Une centaine de pièces proviennent par ailleurs de la donation Lefébure-Solacroup, effectuée en 1957 et constituée essentiellement de pièces de style dit « Kakiémon », c'est-à-dire imitant la porcelaine japonaise d'Imari. La collection de céramiques est aussi constituée de porcelaine de Sèvres des XVIIIe et XIXe siècles, soit collectionnées par le duc d'Aumale, à une époque où elles sont à la mode en Angleterre, soit commandées par le duc auprès de la manufacture dont un ensemble de surtouts des chasses inspiré des peintures cynégétiques de Jean-Baptiste Oudry. On retrouve par ailleurs des ensembles de porcelaines de Limoges et de Bayeux ainsi que d'autres manufactures françaises et notamment parisiennes des XVIIIe et XIXe siècles. En provenance de l'étranger, les collections comportent des porcelaines de Naples, Vienne, de Meissen et de la manufacture Mintons.
Le musée conserve par ailleurs plusieurs pièces de mobilier exceptionnelles, datant essentiellement des XVIIIe et XIXe siècles. Il s'agit en général de meubles de famille ayant appartenu à la maison de Condé, récupérés sous la Restauration ou acquis à cette époque et légués au duc d'Aumale. Les collections comprennent aussi des meubles issus de collections prestigieuses dont la commode de la chambre de Louis XVI à Versailles ou un bureau et son cartonnier ayant appartenu au duc de Choiseul. Il s'agit de meubles signés notamment André-Charles Boulle, Jean-Henri Riesener, Joseph Baumhauer, Georges Jacob, Pierre-Antoine Bellangé ou Grohé Frères. On trouve aussi un abondant mobilier datant de la monarchie de Juillet, époque de l'emménagement du duc d'Aumale au château.

Mobilier du musée
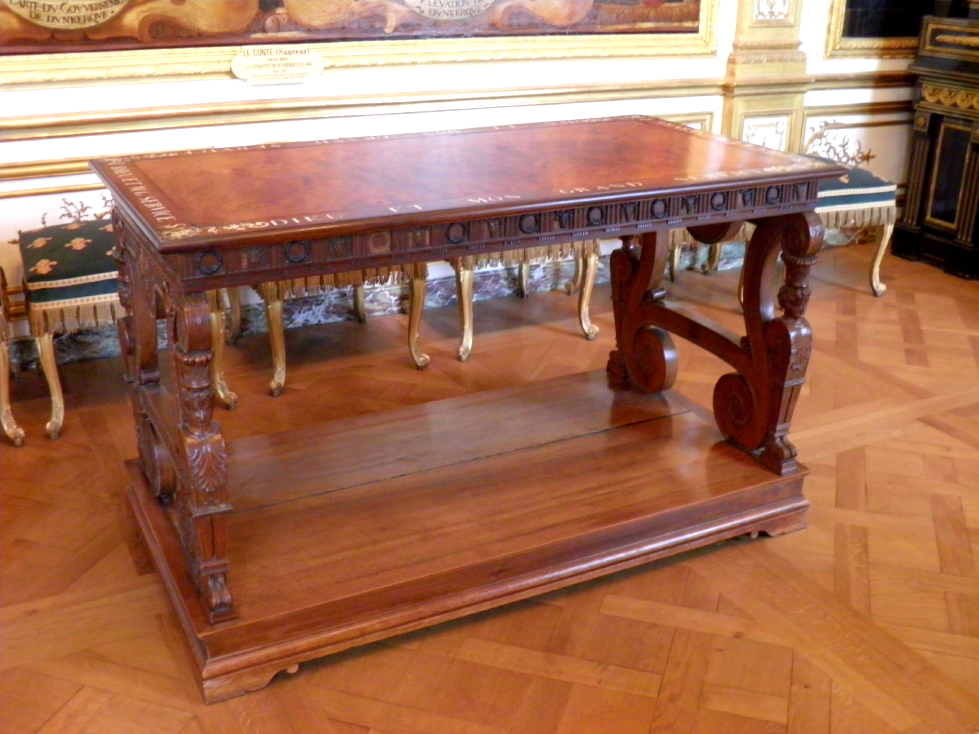
Table en cep de vigne massif aux armes des Montmorency (XVIe siècle)
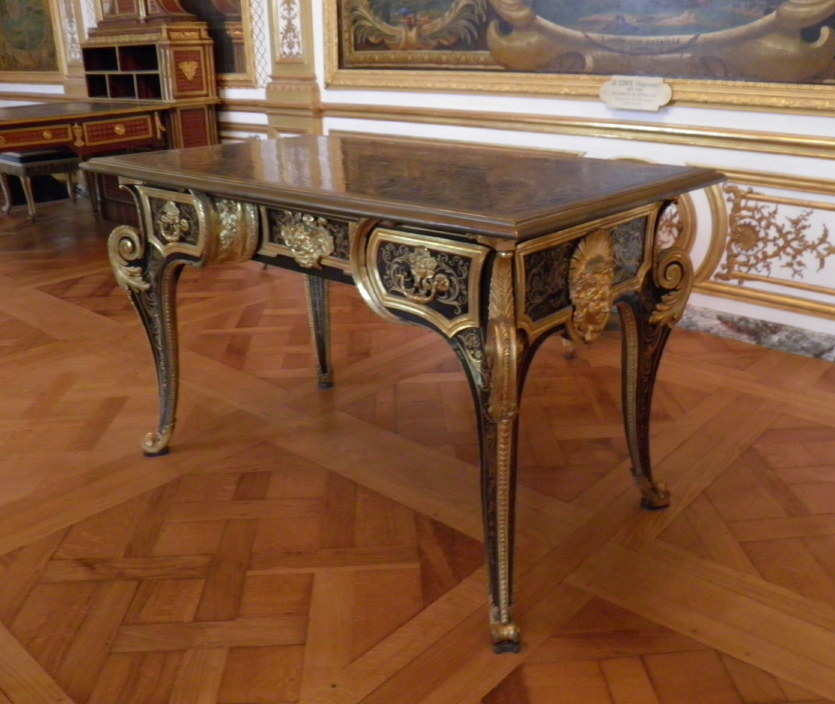
Table, chêne, noyer, écaille, laiton et bronze doré, attribuée à André-Charles Boulle (début XVIIIe siècle)
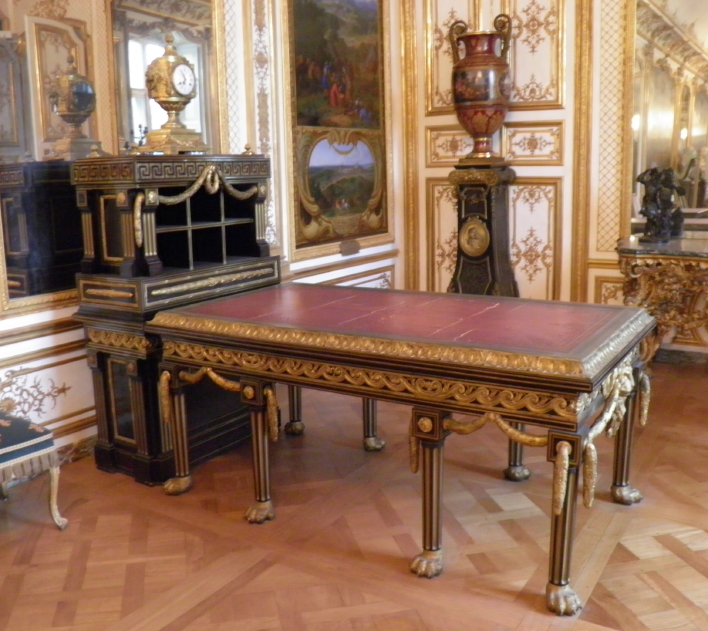
Bureau et cartonnier, chêne, ébène, bronze doré et cuir, signé Joseph Baumhauer (vers 1740)
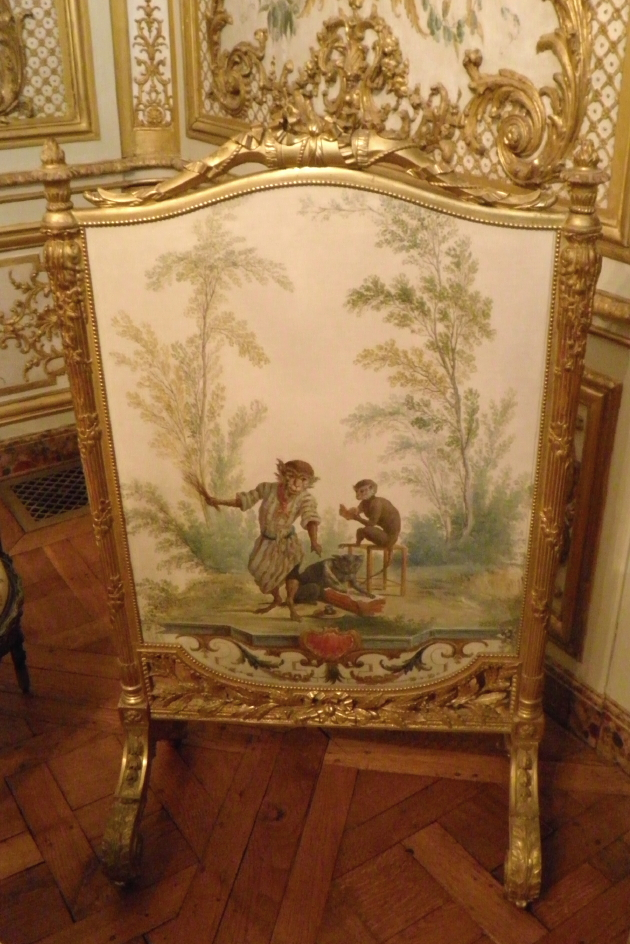
Écran de cheminée en bois de la Grande Singerie décoré d'une toile de Christophe Huet, Chobert (1880)

### Portraits miniatures
Le musée conserve près de 350 portraits miniatures qui constituent une collection à part entière mêlant le dessin, la peinture et les arts décoratifs. Il s'agit de représentations de personnages destinées à marquer un attachement sentimental — familial ou amoureux — entre le modèle et le propriétaire du portrait. Le duc d'Aumale collectionne ces œuvres par des achats de portraits historiques mais surtout par des héritages : la majeure partie par sa mère la reine Marie-Amélie de Bourbon-Siciles à sa mort en 1866, une soixantaine de portraits de famille des Bourbon-Condé, ainsi que des portraits autrichiens et napolitains de sa belle-mère Marie-Clémentine de Habsbourg. D'autres miniatures ont été acquises depuis l'ouverture du musée, par dons, legs ou achats. Ces miniatures prennent des formes très variées : médailles avant tout mais aussi boites ou bijoux. Les plus anciennes remontent aux années 1520, avec l'apparition de ce type d'œuvres. Héritières des enluminures, elles sont réalisées à la gouache ou l'aquarelle sur vélin. Elles sont aussi parfois réalisées en émail, certaines sont signées Léonard Limosin (portraits de Henri d'Albret, Antoine de Bourbon, Catherine de Lorraine, Louis de Bourbon). Les portraits du XVIIe siècle sont réalisés sur des supports plus diversifiés : cuivre, papier et surtout l'émail qui devient prépondérant avec des artistes spécialisés comme Jean Petitot (18 portraits). Les miniatures de la seconde moitié du XVIIIe siècle sont réalisées essentiellement en ivoire, technique venue d'Italie mais installée en France par des artistes comme Pierre Adolphe Hall, d'origine suédoise (portrait du futur Louis-Philippe Ier) ou Jean-Baptiste Isabey (portrait de Marie-Louise d'Autriche). Des miniatures sont exposées en permanence dans le cabinet des gemmes. Une exposition exclusivement consacrée à ces objets, restaurés pour l'occasion, a été organisée en 2007-2008,.

Portraits miniatures du musée
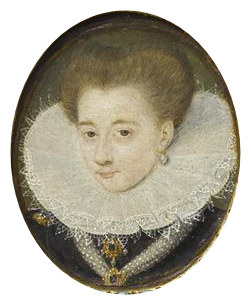
Portrait de Gabrielle d'Estrées, bois (fin XVIe siècle, début du XVIIe siècle)
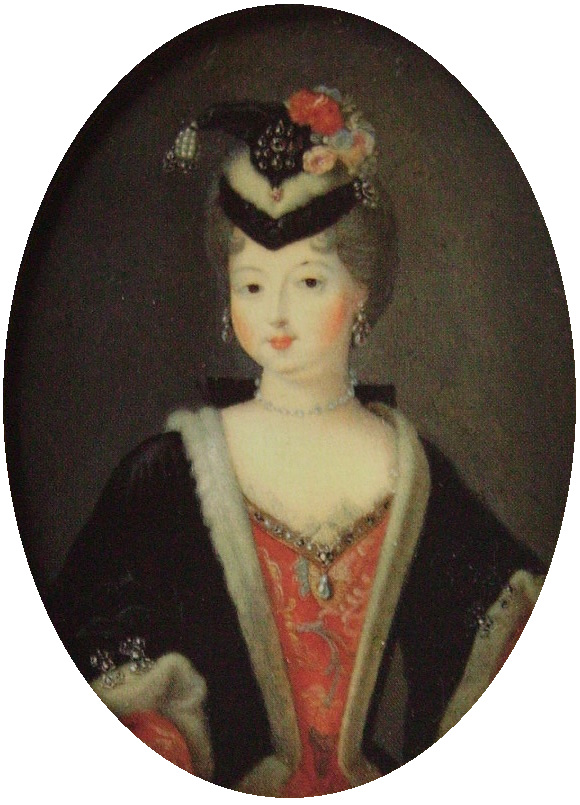
Portrait d'Élisabeth de Bourbon-Condé, ivoire (vers 1730)
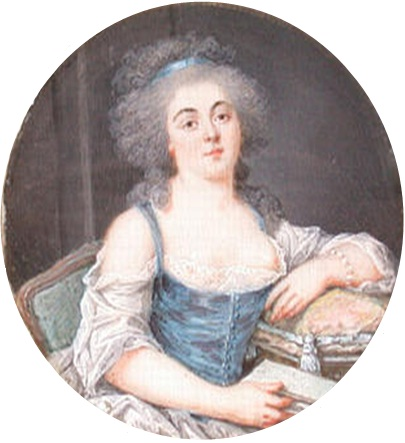
Portrait de Bathilde d'Orléans, ivoire (quatrième quart du XVIIIe siècle)
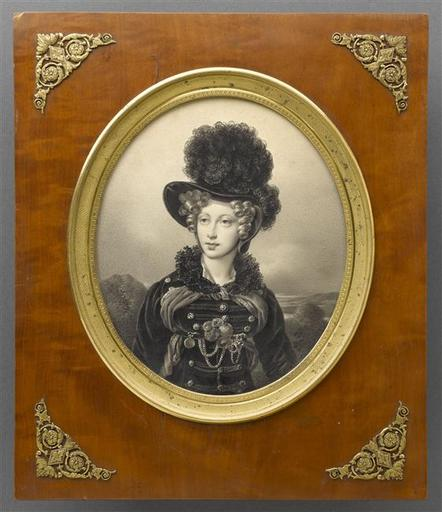
Portrait de Marie-Caroline en amazone, papier (avant 1820)

## Gestion et politique culturelle

### Fonctionnement administratif
Le musée Condé est considéré comme musée d'une fondation privée, la fondation d'Aumale, créée par la donation du duc et dépendant d'un établissement public, l'Institut de France. Il n'est pas considéré comme un musée national. Il obtient le label Musée de France le 19 février 2020. Sa direction est assurée par un conservateur d'État, mis à disposition par le ministère de la Culture. Il s'agit de Nicole Garnier-Pelle depuis 1998. La conservation de la bibliothèque et des archives est assurée en parallèle par un conservateur d'État mis à disposition par l'Institut de France, en la personne de Marie-Pierre Dion depuis janvier 2019. Le suivi et le contrôle du musée Condé au nom de l'Institut sont toujours assurés par le collège des conservateurs, constitué de trois personnalités désignées parmi les académiciens.
Le personnel d'accueil, de surveillance, d'entretien et de conservation est employé directement par la Fondation pour la sauvegarde du domaine de Chantilly, gestionnaire du domaine depuis 2005. Celle-ci emploie environ 150 personnes. Elle assure par ailleurs l'ensemble de la commercialisation des offres du musée, sa communication ainsi que la maîtrise d'ouvrage des restaurations du bâtiment et des collections.

### Fréquentation
Même si les statistiques de fréquentation du musée ne sont pas agrégées avec les statistiques des autres musées suivis par le ministère de la Culture, le musée se place au 28e rang des musées français pour sa fréquentation annuelle, tout type de musée confondu et dans les quinze premiers musées de beaux-arts. C'est, par ailleurs, le premier musée de Picardie. On constate une fréquentation en hausse depuis que le domaine est géré par la fondation de l'Aga Khan, cependant, on reste loin des objectifs de 600 000 visiteurs fixés à sa création. Au palmarès des musées établi par Le Journal des Arts, le musée se classe 37e en 2010, mais 3e pour les musées situés dans des villes de moins de 20 000 habitants.
| 2000    | 2001    | 2002    | 2003    | 2004    | 2005    | 2006    | 2007    | 2008    | 2009    |
| ------- | ------- | ------- | ------- | ------- | ------- | ------- | ------- | ------- | ------- |
| 267 911 | 266 648 | 263 917 | 289 637 | 260 298 | 235 970 | 244 634 | 258 850 | 255 439 | 275 775 |

### Politique de restauration et d'acquisition
Le musée fait effectuer régulièrement la restauration de ses œuvres ainsi que des salles historiques du château. Il fait pour cela appel à des restaurateurs indépendants. Des mécènes interviennent régulièrement pour aider financièrement la Fondation pour la sauvegarde du domaine à leur réalisation. Au sein du château, plusieurs pièces ont été restaurées telles que, pour les exemples les plus récents, la grande singerie en 2007, avec l'aide financière du Fonds mondial pour les monuments, une fondation privée basée à New York, ou la loggia, le débotté et le salon violet des petits appartements en 2009 avec l'aide des « Amis du musée Condé ». Parmi les collections, les peintures italiennes de la tribune et de la grande galerie ont été restaurées en 2007 ainsi que quelques miniatures du cabinet des gemmes. Les restaurations sont parfois effectuées simultanément à des expositions thématiques telles que huit peintures hollandaises à l'occasion d'une exposition sur ce thème en 2010.
Le principal mécène du musée est l'association des « Amis du musée Condé ». Fondée en 1971 et reconnue d'intérêt public en 1988, elle réunit 2 000 membres environs. Cette association contribue à financer les restaurations mais aussi les éventuelles acquisitions du musée. L'association édite une revue annuelle ou bi-annuelle, intitulée Le Musée Condé, destinée à faire connaître les dernières recherches sur les collections et l'actualité des restaurations et acquisitions.
Les nouvelles acquisitions d'œuvres pour le musée se font toujours en lien étroit avec les œuvres déjà présentes dans les collections ou avec l'histoire du château. Un mécène privé aide systématiquement à leur acquisition lorsque celle-ci se fait à titre onéreux. En 2006, une aquarelle d'Adam François van der Meulen représentant le château est achetée pour 175 000 € avec l'aide d'une grande surface des environs de Chantilly. En 2008, le musée a acquis par le biais de la fondation Lefort-Beaumont, un Portrait du Grand Condé signé Juste d'Egmont (le musée possédait déjà deux portraits du même peintre). Les acquisitions peuvent aussi être des dons, tels que la donation de plans et dessins de l'île d'Amour et de l'île des Jeux des jardins du château de l'architecte Claude-Mathieu Delagardette, effectuée en 2010 par ses descendants.

### Expositions temporaires

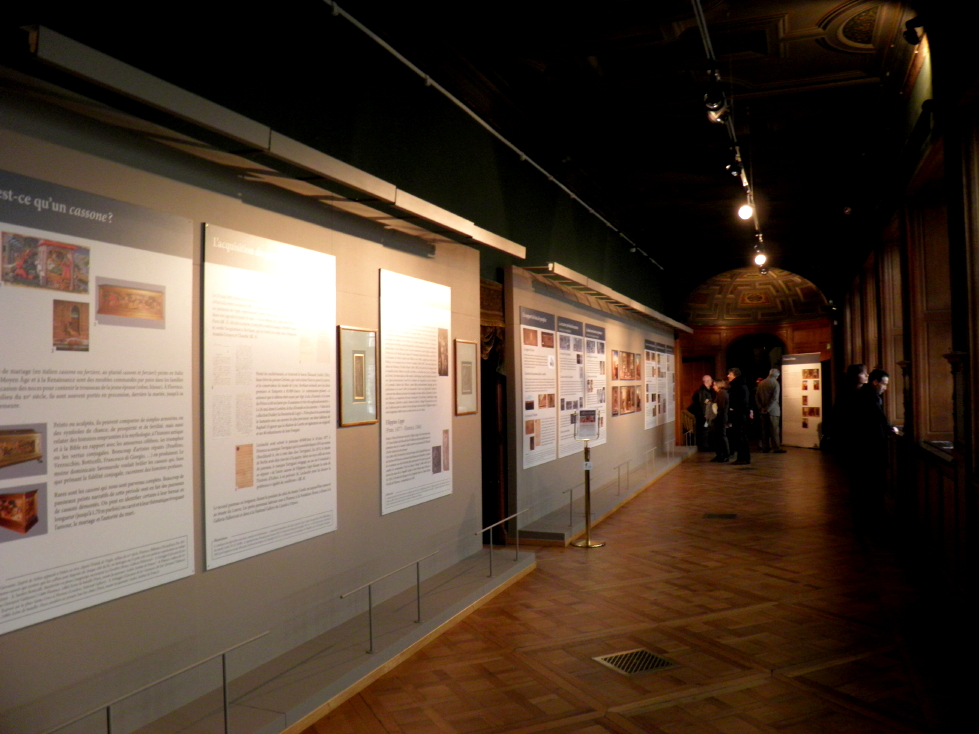
La Galerie de Pysché lors de l'exposition dossier sur le cassone Esther et Assuerus peint par Filippino Lippi, février 2011

Les expositions du musée Condé ont longtemps été réalisées quasi exclusivement avec les collections du musée, le plus souvent sorties des réserves pour l'occasion. Elles se déroulent alors dans la galerie de Psyché et la galerie des Cerfs. Le cabinet est des gemmes est parfois vidé de ses collections pour abriter une section des plus grandes expositions. Le commissariat de ces expositions est assuré en général par le conservateur du musée. Le cabinet des Livres accueille les expositions de reliures et d'ouvrages dont le commissariat est assuré par le conservateur de la bibliothèque. Voici une liste des expositions organisées par le musée entre 2005 et 2010 :
En 2012, à la suite de la restauration de la salle du Jeu de Paume, celle-ci est utilisée de nouveau pour l'exposition d'œuvres d'art. Une exposition temporaire de grande ampleur y est organisée chaque année :
- Delacroix et l'aube de l'orientalisme, octobre 2012 à janvier 2013. Elle bénéficiait, outre des collections de peintures et de dessins orientalistes du musée, de prêts de peintures du musée du Louvre[118].
- André Le Nôtre et les Jardins de Chantilly aux XVIIe et XVIIIe siècles, 12 avril au 7 juillet 2013
- Fra Angelico, Botticelli, chefs-d'œuvre retrouvés, 6 septembre 2014 au 4 janvier 2015
- Le siècle de François Ier, du 7 septembre au 7 décembre 2015
- Le Grand Condé, le rival du roi soleil ?, du 5 septembre 2016 au 2 janvier 2017
- Poussin, Picasso, Bacon : Le Massacre des Innocents, du 11 septembre 2017 au 7 janvier 2018
- Peindre les courses, du 16 juin au 14 octobre 2018
- La Joconde nue, le mystère enfin dévoilé, du 1er juin au 6 octobre 2019[119]
- Albrecht Dürer. Gravure et Renaissance, du 4 juin au 2 octobre 2022[120]
- Ingres, l’artiste et ses princes, du 3 juin au 1er octobre 2023[121]
- Les Très Riches Heures du duc de Berry, 7 juin - 5 octobre 2025[122]

### Politique tarifaire et services aux publics
L'entrée au Domaine de Chantilly (Château, parc et Grandes Écuries) se fait au prix de 12 € en 2010 passé à 13 € en 2011 puis 14 € en 2012, 16 € en 2015, 17 € en 2016 et enfin 18 €  en 2024, en tarif plein (14,50 € euros en tarif réduit). Les visites guidées coûtent 7 € supplémentaires. Il s'agit d'un des cinq musées aux tarifs d'entrée les plus élevés en France,.
Le musée propose des fiches d'aides à la visite en libre-service ainsi que des audioguides, pour adultes et enfants, en location mais aussi gratuitement téléchargeables sur le site du château. Des visites thématiques sont par ailleurs organisées chaque semaine. Un service éducatif et culturel, commun au musée, au parc et aux Grandes Écuries, propose des activités à destination des scolaires et centres de loisirs. Le musée participe chaque année aux Journées européennes du patrimoine avec des animations spécifiques ce jour-là mais sans pour autant accorder la gratuité d'entrée comme c'est l'habitude lors de cette manifestation.
Le Musée est labellisé tourisme et handicap pour les handicaps visuels, auditifs et mental. Le château abrite un restaurant, « La Capitainerie », et une boutique,. On trouve également un restaurant dans le parc, Aux goûters Champêtres, dans le Hameau.
En avril 2012, quarante-huit œuvres issues des collections du musée et numérisées en haute définition sont ajoutées au Google Art Project,.

#### Histoire du musée
- Gustave Macon, Musée Condé : Itinéraire, Paris, Braun, Clément et Cie, successeurs (Paris), 1899, 124 p. (lire en ligne)
- Gustave Macon, Chantilly et le musée Condé, Paris, Henri Laurens, 1910, 300 p. (lire en ligne) .
- Raoul de Broglie, Chantilly : Histoire du château et de ses collections, Calmann-Lévy, coll. « Châteaux, décors de l'histoire », 1964, 273 p..
- Jean-Pierre Babelon, Le Château de Chantilly, Paris, Scala-Domaine de Chantilly, 1999, 247 p. (ISBN 978-2-86656-413-1).

#### Les collections
- Nicole Garnier-Pelle, Les Tableaux de Chantilly, la collection du duc d'Aumale, SkiraFlammarion - Domaine de Chantilly, 2009, 295 p. (ISBN 978-2-08-122828-3)
- Albert Châtelet, François-Georges Pariset et Raoul de Broglie, Chantilly, musée Condé. Peintures de l'École française XVe - XVIIe siècle, Réunion des musées nationaux, coll. « Inventaire des collections publiques de France » (no 16), 1970
- Elisabeth de Boissard et Valérie Lavergne, Chantilly, musée Condé. Peintures de l'École italienne, Réunion des musées nationaux, coll. « Inventaire des collections publiques de France » (no 34), 1988, 212 p. (ISBN 978-2-7118-2163-1)
- Nicole Garnier-Pelle, Chantilly, musée Condé, Peintures du XVIIIe siècle, RMN, coll. « Inventaire des collections publiques françaises », 1995, 222 p. (ISBN 978-2-7118-3285-9)
- Nicole Garnier-Pelle, Chantilly, musée Condé, Peintures des XIXe et XXe siècles, RMN, coll. « Inventaire des collections publiques françaises », 1997, 445 p. (ISBN 978-2-7118-3625-3)
- Nicole Garnier-Pelle (dir.), Les Peintures italiennes du musée Condé à Chantilly, Trieste, Generali / Institut de France, 2003, 320 p. (ISBN 978-88-7412-007-9, LCCN 2004476843).
- Ludovic Laugier et Anne-Marie Guimier-Sorbets, Le cabinet d’antiques du duc d’Aumale à Chantilly : De L’Égypte à Pompéi, Éditions d’Art Somogy, 2002, 143 p. (ISBN 978-2-85056-551-9)
- Nicole Garnier-Pelle, Trésors du cabinet des dessins du Musée Condé à Chantilly : Histoire de la collection du duc d’Aumale, Paris, Somogy éditions d’Art, 2005, 135 p. (ISBN 978-2-85056-866-4, LCCN 2005431934)
- Anne Forray-Carlier, Le Mobilier du château de Chantilly, Dijon, Éditions Faton, septembre 2010, 310 p. (ISBN 978-2-87844-131-4)
- Nicole Garnier-Pelle, La photographie du XIXe siècle à Chantilly : chefs-d'œuvre du musée Condé, Artlys, juin 2001, 81 p. (ISBN 978-2-85495-178-3)

#### Catalogues d'expositions
- Mathieu Deldicque (dir.) et Caroline Vrand (dir.), Albrecht Dürer. Gravure et Renaissance, In Fine éditions d'art et musée Condé, Chantilly, 2022, 288 p. (ISBN 978-2-38203-025-7).
- Mathieu Deldicque et Nicole Garnier-Pelle, Ingres : L'artiste et ses princes, In Fine éditions d'art, château de Chantilly, 2023, 289 p. (ISBN 978-2-38203-119-3).
- Baptiste Roelly, Par-delà Rembrandt : estampes du siècle d'or néerlandais, Éditions Faton, coll. « Les Carnets de Chantilly », 1923, 128 p. (ISBN 978-2-87844-342-4).